# Spremberg

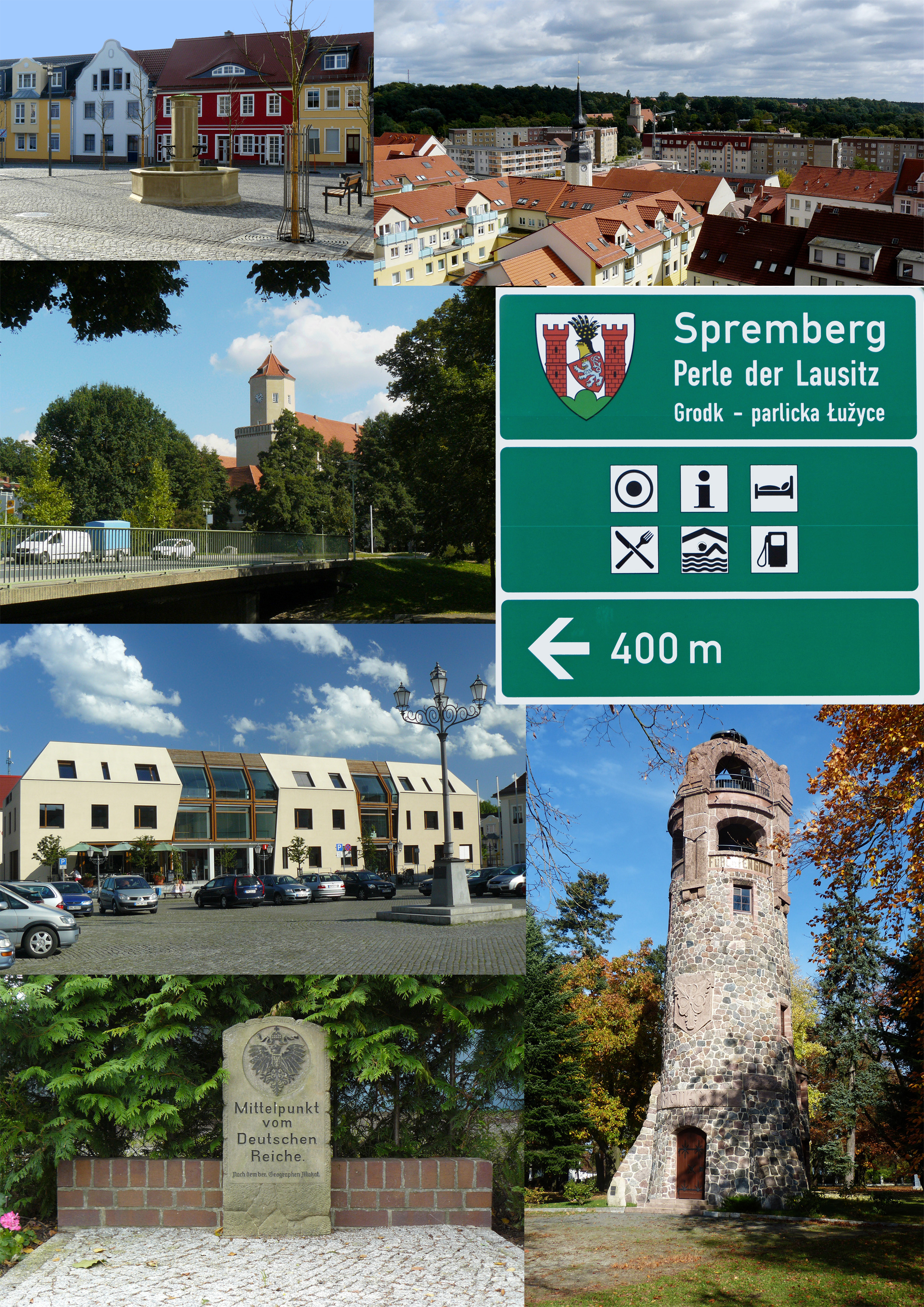
Spremberg – Perle der Lausitz

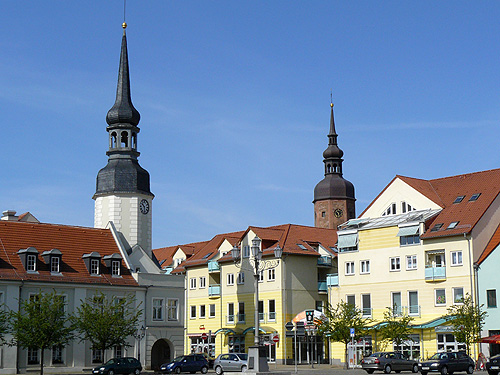
Marktplatz mit Rathaus und Kreuzkirche

Spremberg, niedersorbisch Grodk, ist eine Stadt im brandenburgischen Landkreis Spree-Neiße. Nach den bekannten Quellen wurde Spremberg erstmals 1301 erwähnt. Die Stadt ist ein lokales Zentrum im sorbischen Siedlungsgebiet im Süden der Niederlausitz, deren fünftgrößte Stadt und offiziell zweisprachig.
Der Spremberger Schriftsteller Erwin Strittmatter beschrieb die Ortsnamen in seiner Romantrilogie Der Laden wie folgt: „Grodk liegt im Tale, sagen die Sorben. Spremberg liegt am Berge, sagen die Deutschen. Spree am Berg gleich Spremberg. Grodk gleich Stadt, sagen die Sorben, wir sein länger hier wie die Deitschen.“
Seit dem 8. August 2013 trägt die Stadt die offizielle Zusatzbezeichnung „Perle der Lausitz – parlicka Łužyce“. Diese Bezeichnung ist nicht Bestandteil des amtlichen Namens, so dass der amtliche Name weiterhin nur Spremberg/Grodk lautet. Sie kann aber auf den Ortseingangsschildern angebracht werden.

## Geografie

### Geografische Lage
Die Stadt liegt etwa 20 km südlich von Cottbus an der Grenze zum sächsischen Landkreis Bautzen. Die Altstadt liegt in einer Auenlandschaft zwischen zwei Spreearmen auf einer Insel. Die Spree fließt mitten durch die Stadt, die mit der Talsperre Spremberg ein Naherholungsgebiet in unmittelbarer Nähe hat. Zwei Gewässer, die Kochsa und das Hühnerwasser, entspringen im Gemeindegebiet.
Spremberg liegt im äußersten Osten des heutigen Deutschlands, 25 Kilometer von der polnischen Grenze entfernt. Zwischen 1871 und 1918 galt der Ort als geographischer Mittelpunkt des Deutschen Reichs; darüber gibt ein Gedenkstein Auskunft, der sich nur wenige Meter vom Originalstandort befindet.

### Nachbargemeinden
Die nachfolgenden Gemeinden grenzen, genannt im Uhrzeigersinn, von Norden beginnend, an die Stadt Spremberg: Neuhausen/Spree, Felixsee, die sächsischen Gemeinden Schleife und Spreetal sowie die brandenburgischen Städte Welzow und Drebkau.

## Stadtgliederung
Das Stadtgebiet hat sich im Laufe der Jahre immer wieder durch Eingemeindungen verändert. Diese waren nicht nur die Folge des Zusammenwachsens der Vorortsiedlungen mit dem eigentlichen Stadtgebiet, sondern erfolgten auch dadurch, dass durch den fortschreitenden Bergbau immer wieder Dörfer um Spremberg zerstört wurden.

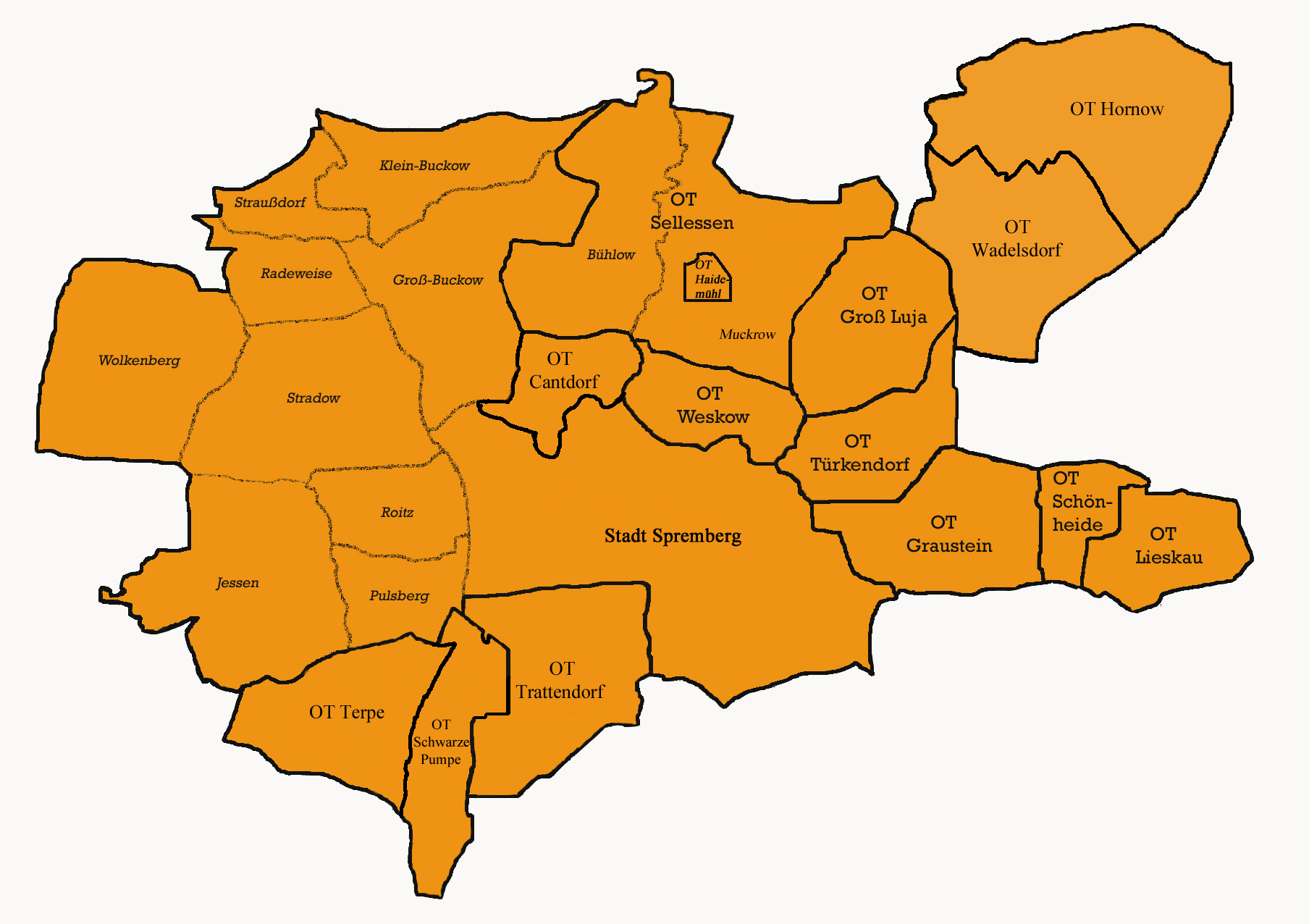
Stadtgebiet Spremberg mit Orts- und Gemeindeteilkennzeichnung

Die Stadt Spremberg gliedert sich in vierzehn Ortsteile, zwei Gemeindeteile und 21 Wohnplätze (Einwohnerzahlen vom 31. Dezember 2022):
- Cantdorf (sorbisch Konopotna) mit dem Wohnplatz Wilhelmsthal (Wylemojce): 352 Einwohner
- Graustein (Syjk) mit den Wohnplätzen Ausbau Nord (Pódpołnocne Wutwaŕki), Ausbau Süd (Pódpołdnjowe Wutwaŕki): 362 Einwohner
- Groß Luja (Łojow): 256 Einwohner
- Haidemühl (Gózdź): 588 Einwohner
- Hornow (Lěšće) mit dem Wohnplatz Hornow-Vorwerk (Lěšćański Forwark): 385 Einwohner
- Lieskau (Lěsk): 214 Einwohner
- Schönheide (Prašyjca): 93 Einwohner
- Schwarze Pumpe (Carna Plumpa): 1.823 Einwohner
- Sellessen (Zelezna) mit den Gemeindeteilen Bühlow (Běła) und Muckrow (Mokra): 842 Einwohner
- Terpe (Terpje) mit dem Wohnplatz Terpe Ausbau (Terpjańske Wutwaŕki): 263 Einwohner
- Trattendorf (Dubrawa) mit Wohnplatz Obertrattendorf (Górna Dubrawa): 1.936 Einwohner
- Türkendorf (Zakrjow) mit dem Wohnplatz Ausbau Türkendorf (Zakrjojske Wutwaŕki): 118 Einwohner
- Wadelsdorf (Zakrjejc) mit Wohnplatz Zum Ausbau (K Wutwaŕkam): 158 Einwohner
- Weskow (Wjaska): 813 Einwohner

Zur Kernstadt Spremberg gehören die Wohnplätze: Ausbau Kirschberg (Wutwaŕki pśi Wišnjowej Górje), Birkhahn (Kokot), Georgenberg (Jurowa Góra), Heinrichsfeld (Šenki), Klein Buckow (Bukowk), Kochsdorf (Kochanojce), Oberteschnitz (Górne Tešnice), Pulsberg (Lutoboŕ), Slamen (Słomjeń), Slamen Ziegelei (Słomjeńska Cyglownja), Stadtrandsiedlung (Pód Městom), Unterteschnitz (Dolne Tešnice) und Weinberge (Winice).
Auf der heutigen Stadtgemarkung von Spremberg lagen die vom Braunkohletagebau devastierten Dörfer Groß Buckow, Jessen, Radeweise, Roitz, Stradow, Straußdorf, Wolkenberg und die Vorwerke oder Wohnplätze Gribona, Dollan, Josephsbrunn, Kutzermühle, Pardutz und Töpferschänke.
Eine Besonderheit unter den eingemeindeten Orten stellt Haidemühl dar. Alt-Haidemühl, wie es übergangsweise genannt wurde, wurde zwischen 2004 und Ende 2006 umgesiedelt. Als neuen Standort wählten die Bewohner eine ausgewiesene Fläche im Spremberger Ortsteil Sellessen. Das neue Haidemühl wurde dann am 1. Januar 2006 ein vom Ortsteil Sellessen umgebener selbständiger Ortsteil von Spremberg. Die alte Ortslage wurde zum 1. Januar 2006 in die Stadt Welzow eingemeindet und in den Folgejahren zum größten Teil für den Tagebau Welzow-Süd devastiert.

## Geschichte

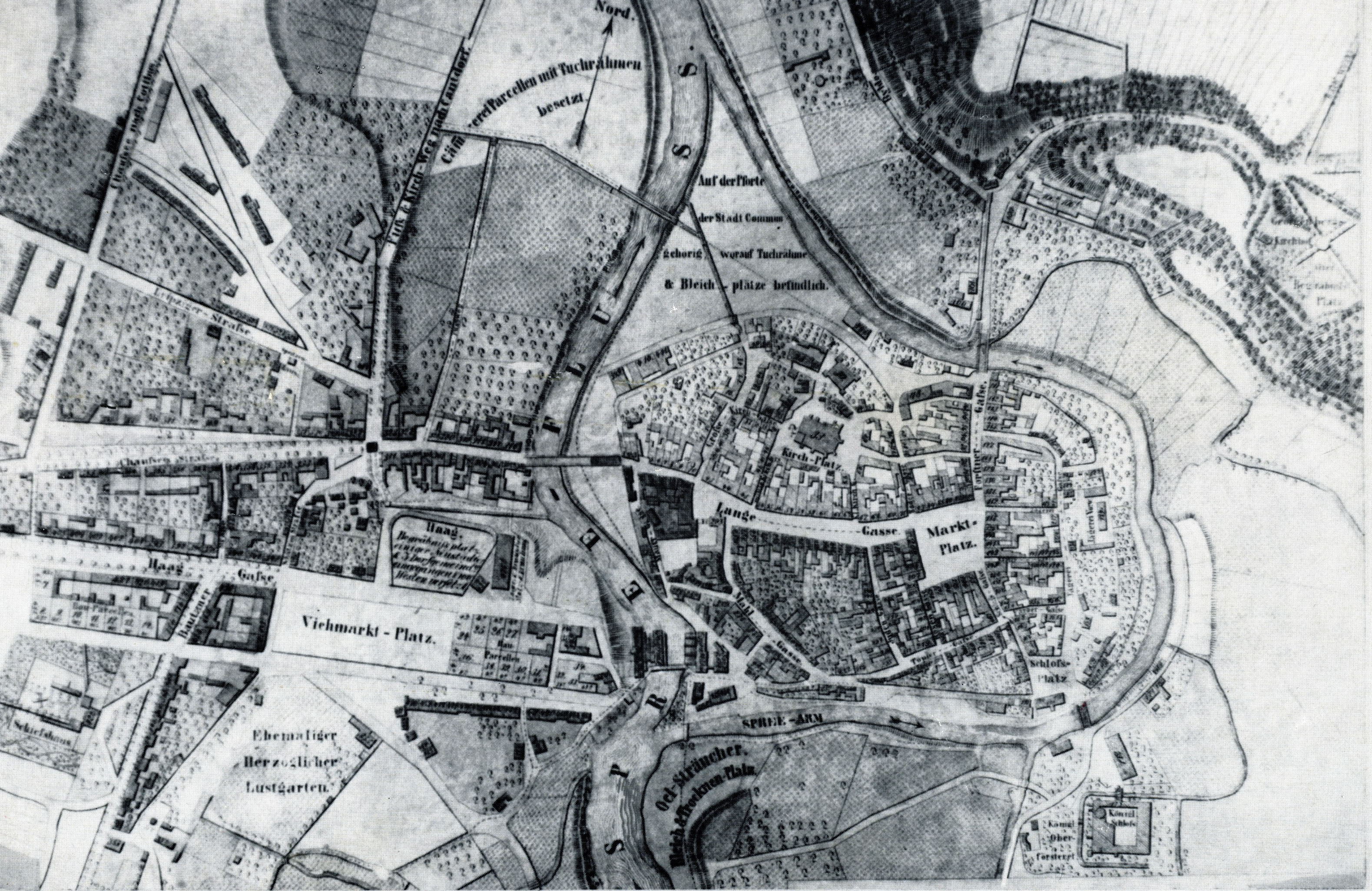
Spremberger Innenstadt, Mitte 19. Jahrhundert

Die Ersterwähnung von Spremberg geht auf das Jahr 1301 zurück. Obwohl die Stadt Spremberg wesentlich älter sein dürfte, gibt es darüber keine gesicherten Aufzeichnungen mehr. Untersuchungen im Stadtgebiet lassen jedoch den Schluss zu, dass es bereits viel früher im zentralen Stadtgebiet, im Bereich der heutigen Kreuzkirche, Ansiedlungen und Bebauungen gab.
Als erster Besitzer der Herrschaft Spremberg ist ein Wettiner aus der Nebenlinie von Landsberg verbürgt, der sich vermutlich später nach seinem Sitz von Sprewenberc nannte.
Am 3. August 1301 wurden die Stadt und die Burg Spremberg erstmals in einem Kaufvertrag zwischen dem Thüringer Landgrafen Dietrich dem Jüngeren und dem Magdeburger Erzbischof Burchard II. von Blankenburg erwähnt. Diese Urkunde mit dem unverletzten Abdruck des Siegelrings befindet sich im Böhmischen Kronarchiv innerhalb des Tschechischen Nationalarchivs in Prag. Sie trägt die Beschreibung „S. THEODERICUS DER JÜNGERE, VON GOTTES GNADEN LANDGRAF VON THÜRINGEN UND MARKGRAF DES OSTENS UND VON LUSACIA“.
Die Übersetzung dieser Urkunde lautet:

„Balbin B., Miscellanea historica regni Bohemiae dec. 1 lib. VIII ( 1688 ) p. 259 nr. 1. – Lünig 1. Chr., Des teutschen Reichsarchivs partis spec. Continuatio I1 ( 1712 ) Anhang p. 4 nr. 2. – Hofmann Chr. G.. Scriptores rerum Lusaticarum IV ( 1719) p. 183 nr. 22- Mencken J. B., Scriptores rerum Germanicarum II ( 1728 ) p. 940. — DumontJ., Corps universel diplomatique du droit des gens I 1 ( 1726 ) p. 330 nr. 577. — Jirecek H., Codex iuris bohemici 1I 1 ( Korunni archiv ceskv, 1896) p. 8 nota. — Koss R., Archiv koruny ceske 1I ( 1928 ) p. 50 nr. 55
Im Namen der heiligen und untrennbaren Dreieinigkeit, Amen.
Theodericus der Jüngere, von Gottes Gnaden Landgraf von Thüringen, Markgraf des Ostens und von Lusacia. hat heute die vorliegenden Dokumente allen zum Anschauen oder zum Anhören vorgelegt
Damit die Wahrheit nicht durch den ruhigen Verlauf der Zeiten, durch Vergessenheit und Irrtümer geschminkt wird, hat er sich daran gemacht damit diese Taten schriftlich durch dies Zeugnis mit Brief und Siegel in den Erinnerungen der Menschen festgehalten und ihnen anvertraut werden.
Von jetzt an ist es so, daß wir uns wieder an die Gegenwart erinnern und wir wollen allen an Christus Gläubigen sowohl in der Gegenwart als auch in der Zukunft in Erinnerung rufen. daß wir unserem erlauchten Fürsten dem Herren Albrecht dem Älteren, Landgraf von Thüringen, unserem Vater lieb und teuer sind und daß wir dem Erzbischof der Kirche von Magdeburg — Burchard — des Herrn Friedrich des Markgrafen von Misnensis, unseres geliebten Bruders im Namen des ehrwürdigen Vaters in Christus, im Namen seiner Kirche von Magdeburg für 6000 Mark in Silber folgendes verkauft haben: Das Land der Mark Lusacia selbst haben wir dem Erzbischof geschenkt und übergeben mit dem daselbst gegenwärtig existierenden Eigentum des Herren und wir haben es dem Erzbischof selbst und der Kirche schon übertragen, und zwar wie bereits erwähnt das Land der Markgrafschaft mit all seinen Rechten und was sich darauf bezieht mit den guten Untergebenen und denen die nicht Untergebene sind, mit den Befestigungen, Städten, Lagern wie weiter unten noch angemerkt werden wird die im Land seiner Markgrafschaft existieren d. h. mit allem was darum liegt und was dazu gehört, den Wegen und Straßen, Mühlen, kultivierten und nicht kultivierten Äckern, Wäldern. Waldbewohnern und Gehölzen, Wiesen, Weiden, Gewässern und Flußläufen, Fischen. Vogteien. Zollstellen und Münzstätten und den Zivilgerichtsbarkeiten aller Rechtsprechenden, Gebräuchen, allem was nützlich ist, Früchten, allem was sich auf das oben erwähnte Gebiet der Grenzmark Lusacia erstreckt: je nachdem wie es uns und unseren Stammvätern alles im Einzelnen vorhergesagt worden ist, haben wir es erhalten und in Besitz erlangt und als Taten anerkannt. Wir haben das oben erwähnte Land der Markgrafschaft übertragen bekommen mit allen bereits oben erwähnten Dingen, obendrein mit den Dienstmännern, Vasallen, Eigentumsrechten und allen Bewohnern, über welche auch immer dieser Vertrag existiert und allen die sich auf dem Land der Grafschaft aufhalten, im Wort des Herrn Erzbischof und nicht nach dem Kirchenrecht haben wir es und unsere Vorfahren in Besitz und werden es frei und im ewigen Frieden als Eigentümer für immer besitzen. Obendrein haben wir durch einen feierlich gegebenen Kontrakt dem Herrn Erzbischof und auch der Kirche selbst über das völlig besiegte Land der oben erwähnten Markgrafschaft versprochen, daß wir alle Vorhersagen auch im Einzelnen einhalten werden, nichts desto weniger haben wir für alles oben erwähnte eine gerechte und gültige Bürgschaft erhalten. Auch erteilen wir eine Absage an jede I landlung, die gegen das Geschehene gerichtet ist, und an eine Einrede wegen übler Täuschung. ferner an eine Einrede wegen eines nicht oder nicht völlig bezahlten Kaufpreises und eine Begünstigung der Rückversetzung in den früheren Zustand sowie an jede andere Handlung, Einrede oder Begünstigung nach dem Zivilrecht und dem Kirchenrecht, die für uns durch das Vorausgeschickte oder einen Teil davon gegenwärtig oder in Zukunft zutreffen könnten.Die Namen der Städte, Lager, Kleinstädte, Grenzsteine und unterschiedlichen Länder also viel mehr der Grenzmark Lusacia sind diese: Das oben erwähnte Land nämlich oder vielmehr die Grenzmark Lusacia beginnt an jenem Teil des Gewässers Dahme und erstreckt sich auf das Land Sarow und wird begrenzt durch das Ende des Landes Sarow.
Ebenso hat das oben genannte Land folgende Grenzen. Von der schwarzen Elster bis zur Oder und von der Oder bis zum Fluß Slube und vom Fluß Slube bis zum Fluß Bober und genau genommen erstreckt es sich bis zum Land Sarow das sich bis zu den Grenzen Polens und bis zu den Grenzen des Landes Budesinensis ausdehnt.
Ebenso erstreckt es sich auf die Versammlung freier Männer in Prebuz, und die Stadt Trebule. ebenso Burg Golsin und Stadt und Burg Lukowe, Stadt Gubyn, Stadt und Burg Lubtaz, Burg Schedelowe, Stadt und Burg Sprewenberch, Pizne Stadt und Burg, Bucholt Burg, Sunnenwalde Stadt und Burg, Dinsterwalde Stadt und Burg, Versammlung freier Männer in Semftenberch, Dannenrode Stadt, das neue Lager Kalow bei Kotebuz mit Stadt und Burg Kotebuz. Burg.Lubbenowe, ebenso Burg und Stadt Vredeburch, Burg und Stadt Schenkendorp, Burg und Stadt Trebetz. Versammlung freier Männer Zcinnitz, Burg Richenwalde. Versammlung freier Männer in Reinoldeswalde mit Landhäusern, Mühlen. Wälder und deren Bewohnern. ebenso mit allem was dazu gehört wie es bereits weiter oben vollständig ausgedrückt ist.
Unsere Siegel haben wir auf diesem Schriftstück als offensichtliches Zeugnis angebracht. Zeugen dieses Vorganges sind die ehrenhaften Männer Bernhardus Statthalter genannt von Welpia, Kämmerer Robertus von Mansuelt, Otto. Sprecher von Brizna, Burchardus von Schrapelo, Meister Heidenricus von Erpz, Heinricus von Grunenberch, die Domherren der Kirche aus Magdeburg und zwar die edlen Herren Conradus von Werberge, Henningus von Pole genannt Struz, Richardus aus Magdeburg, Truchseß der Versammlung freier Männer genannt von Alsleue. Heinricus, Gumpertus und Johannes von Alsleue Hermannus von Wederden genannt von Warmsdorf, Gerekus von langbuy, Johannes von Vrekeleue, Ileino von Rodense, Marschall Tilo, Burggraf Johannes von Lowburch, Soldaten und unfreie Dienstleute die der Kirche von Magdeburg unterstehen. auch die Brüder Otto und Bodo von Ylbruch. Otto von Ylbruch der Jüngere, Fridehelmus von Kotebuz, die Brüder Fridehelmus und Bernhardus von Strel. Johannes und Cunradus von Landesberch, die Brüder Ulricus und Heinricus von Pach. die Brüder Johannes und Hermannus Burggrafen von Golsyn, die Brüder Johannes und Fredehelmus von Landesberch, Albertus, Knut, Johannes und Guntherus Brüder von Geilnowe, unsere Soldaten und unfreien Dienstleute und viele andere auch die diesem Vertrauen würdig sind.
Geschehen und schriftlich festgehalten in Dahme im Jahre des Herrn 1301 am Tag der Auffindung des schönen Stephani des ersten Märtyrers.“

Die Stadt und die Burg Spremberg werden in dieser Urkunde als „oppidum et castrum Sprewenberch“ bezeichnet. Andere Quellen sprechen von einer Ersterwähnung um 1200, als in einem Kaufvertrag von „Wygbilde vnde Hus tzu Sprewenberg“ die Rede war. Im Jahr 1349 wurde die Adelsfamilie von Schwarzburg-Wachsenburg neuer Eigentümer der Stadt und des Schlosses Spremberg. 1360 kaufte Kaiser Karl IV. das Schloss Spremberg den Schwarzburgern ab. Johann von Görlitz, Sohn Karls IV., verpfändete 1395 Schloss und Herrschaft Spremberg an Otto von Kittlitz. 1497 kaufte der Niederlausitzer Landvogt Heinrich Reuß von Plauen und Burggraf zu Meißen die Herrschaft Spremberg von der Familie von Kittlitz.
Nach Daten der Gesellschaft für Leprakunde existierte in Spremberg seit dem 15. Jahrhundert ein mittelalterliches Leprosorium, das sich „vor dem Forster Tor“ befand und auch als Hospital bezeichnet wurde. Die dazugehörige Kapelle war dem Heiligen Georg geweiht, das Gebäude wurde 1970 abgetragen.
Am 3. Juni 1556 kam es zum ersten großen Stadtbrand, wobei die Stadt auf Grund der damaligen dichten Bebauung fast vollständig vernichtet wurde. 1567 kaufte Hofrat Kaspar Minkwitz von Minkwitzburg/ Drehna die Herrschaft Spremberg von Landvogt Bohuslav Felix von Lobkowitz und Hassenstein, 1584 erwarb das Geschlecht derer von Kittlitz durch Karl von Kittlitz (1535–1598) abermals die Herrschaft Spremberg.
Am 24. August 1604 kam es zum zweiten großen Stadtbrand in Spremberg; ihm fielen unter anderem beide Kirchen, das Rathaus und mehr als 200 Wohnhäuser zum Opfer. 1626 wütete die Pest in Spremberg. Während des Dreißigjährigen Krieges wurde Spremberg im Jahr 1642 von schwedischen Truppen überfallen, belagert und geplündert. Am 18. Oktober 1646 kam es abermals zu einem großen Stadtbrand, dabei wurden wieder das Rathaus und 185 Wohnhäuser vernichtet. 1671 gelangte Spremberg durch Heirat derer von Kittlitz in den Besitz des Grafen Carl Moritz von Redern. 1671 wütete der vierte große Stadtbrand in Spremberg, wieder brannten 200 Wohnhäuser nieder. Im Jahr 1676 erließ der Rat der Stadt Spremberg eine Polizeiverordnung, in der jeder Bürger zum Brandschutz angehalten wurde.
1680 wurde Spremberg erneut von der Pest heimgesucht, die Zahl von 480 Toten machte etwa die Hälfte der damaligen Bevölkerung aus. Im gleichen Jahr wechselten Stadt und Schloss abermals den Besitzer. Neuer Eigentümer wurde Herzog Christian I. zu Sachsen-Merseburg, der Spremberg später seinem nachgeborenen Sohn Heinrich von Sachsen-Merseburg als Residenz zuwies. Am 30. Juli 1705 kam es zum fünften und letzten großen Stadtbrand in Spremberg. Wieder wurden fast die komplette Wohnbebauung und beide Kirchen vernichtet. Am 28. Juli 1738 fiel durch den Tod von Herzog Heinrich von Sachsen-Merseburg, dem letzten männlichen Nachkommen der Nebenlinie Sachsen-Merseburg, das Herzogtum Sachsen-Merseburg und damit auch die Markgrafenschaft Niederlausitz an das Kurfürstentum Sachsen.
Am 3. August 1815 wurde Friedrich Wilhelm III. durch den Wiener Frieden neuer Herrscher der Niederlausitz. Spremberg kam damit zur preußischen Provinz Brandenburg und wurde Kreisstadt des Landkreises Spremberg, der 1952, leicht verändert, in den Kreis Spremberg überging und so bis zum Jahr 1993 bestand, bevor er in den Landkreis Spree-Neiße eingegliedert wurde.
1893 beging die Stadt Spremberg die Tausendjahrfeier ihrer Stadtgründung aufgrund einer falschen Annahme, die auf das 17. Jahrhundert zurückging. Obwohl man den Irrtum noch vor den eigentlichen Feierlichkeiten bemerkte, wurde gefeiert. Im Jahr 1613 hatte die Stadt von einem Historiker namens Abraham Hoßmann ein Gutachten über das Alter der Stadt anfertigen lassen. Hoßmann behauptete dabei, die Stadt sei 893 durch Kaiser Arnulf gegründet worden, was er durch eine in seinem Besitz befindliche Burgundische Chronik belegen könne. Nach dem Tod von Hoßmann stellte sich jedoch heraus, dass diese Chronik nie existierte und die Stadt und viele andere Städte auf einen Schwindler hereingefallen war.

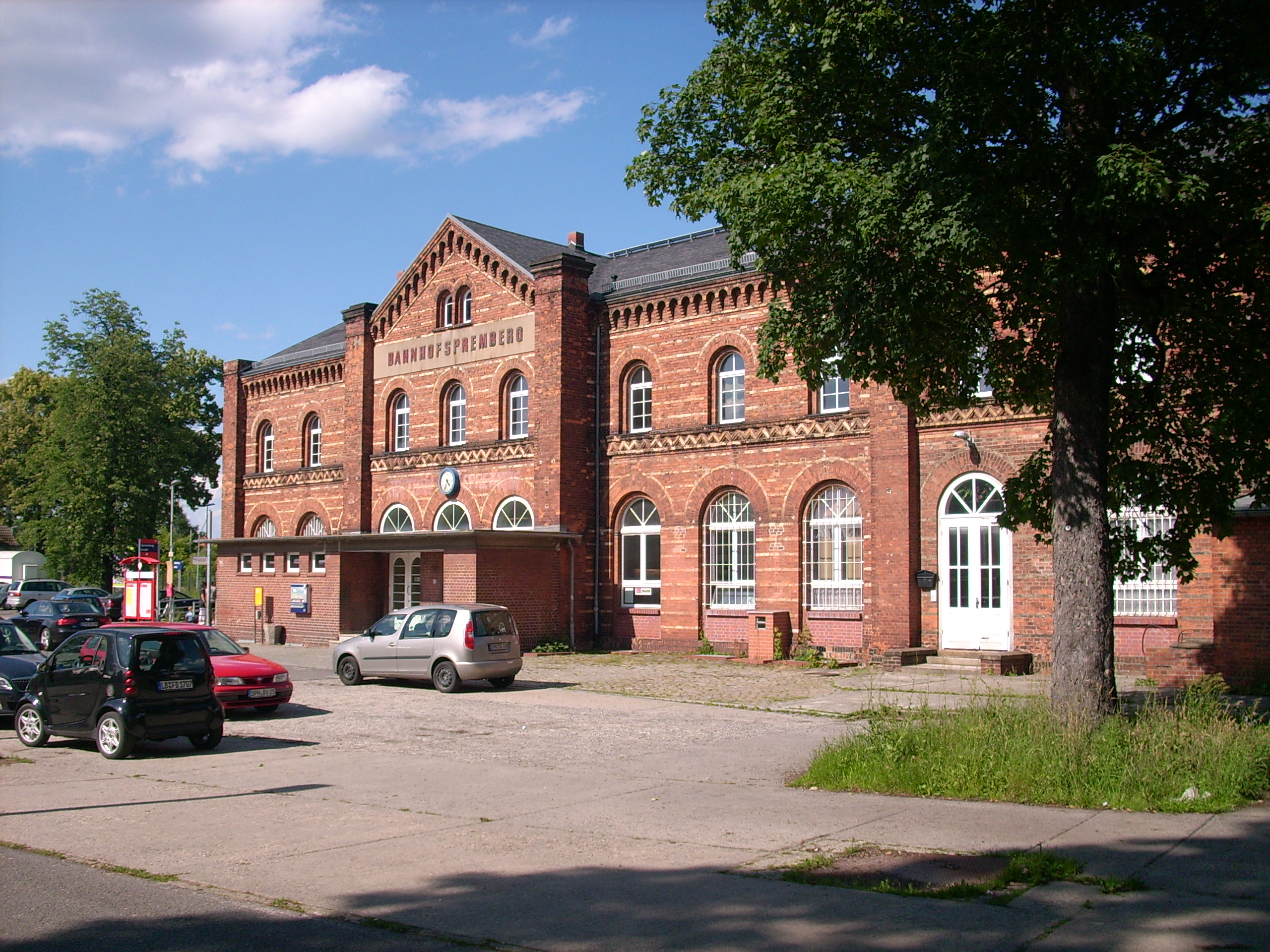
Empfangsgebäude des Spremberger Bahnhofes

Um den 1867 eröffneten außerstädtischen Bahnhof an der Bahnstrecke Berlin–Görlitz besser mit der Innenstadt zu verbinden, baute die Stadt 1897 eine Verbindungsbahn. Die Spremberger Stadtbahn stellte 1956 ihren Betrieb ein.

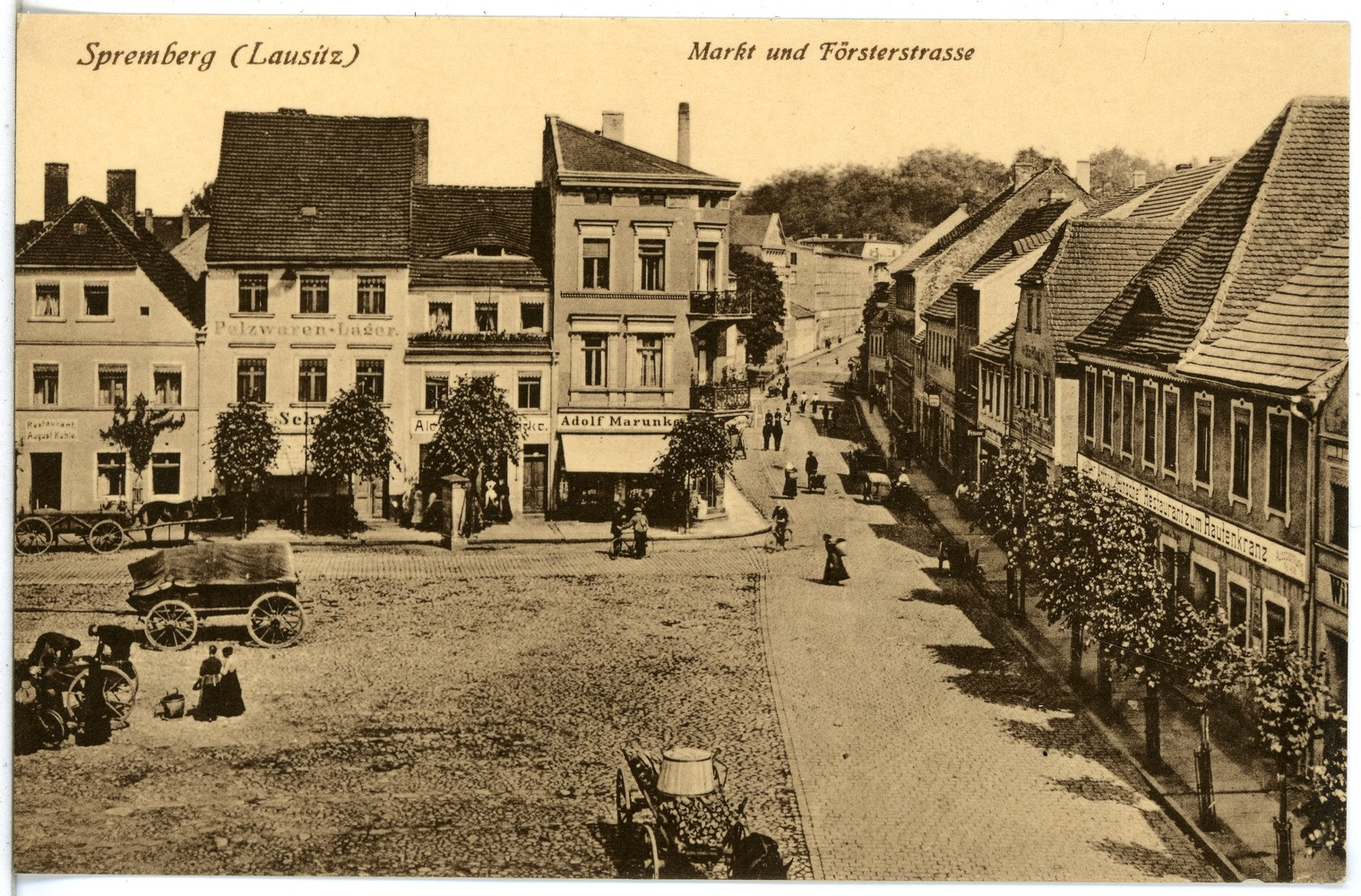
Marktplatz mit Forster Straße 1918

In den Jahren 1871 bis 1920 war Spremberg nach Berechnungen des Geographen Matzat der geographische Mittelpunkt des Deutschen Reiches.
Mit Erlass des Oberpräsidenten der Provinz Brandenburg vom 31. Juli 1936 war Spremberg berechtigt, für die Dauer der Eigenschaft als Sitz der Kreisverwaltung, die Bezeichnung „Kreisstadt“ zu tragen. Am 13. Juli 1936 war dafür ein entsprechendes Wappen verliehen worden.
Am 20. April 1945 eroberten sowjetische Truppen des 24. Schützenkorps (Generalmajor Onuprijenko), des 33. Gardeschützenkorps der 1. Ukrainischen Front (Generalleutnant Lebedenko) und der 95. Gardeschützendivision (Generalmajor Olejnikow) nach dreißigminütigen Beschuss aus 1247 Geschützrohren jeden Kalibers nach hartnäckiger Verteidigung durch deutsche Truppen, die unter anderem aus der 344. Infanterie-Division (Generalmajor Erwin Jollasse), der 10. SS-Panzerdivision (Brigadeführer Heinz Harmel), der Führer-Begleit-Division (Generalmajor Ernst Remer) und einem Volkssturmbataillon mit etwa 300 Mann bestanden, die zur Festung erklärte Stadt Spremberg. Die verteidigenden deutschen Verbände wurden dabei in einem Kessel nordwestlich von Spremberg in Kochsdorf eingeschlossen. In der Nacht zum 21. April konnten die eingeschlossenen Verbände der 10. SS-Panzer Division in Richtung Westen aus dem Kessel ausbrechen. Die ihnen nachsetzenden verbliebenen deutschen Truppen folgten beladen mit Verwundeten und Zivilisten. Im nur wenige Kilometer entfernten Kausche kam es zur erneuten Einkesselung durch die Rote Armee. Im Kessel von Kausche befanden sich etwa 20.000 deutsche Soldaten und Zivilisten. Beim Ausbruch in Richtung Westen verloren 5000 deutsche Soldaten, ca. 600 Rotarmisten und eine unbekannte Zahl an Zivilisten ihr Leben.
Die Innenstadt wurde in den letzten Kriegstagen dabei zu fast 70 % zerstört. Nach Aussagen von Zeitzeugen wurden viele Gebäude der Innenstadt nicht durch direkte Kampfhandlungen, sondern erst durch anschließende Brandstiftung zerstört. Über Verluste in der Zivilbevölkerung liegen keine gesicherten Zahlen vor.

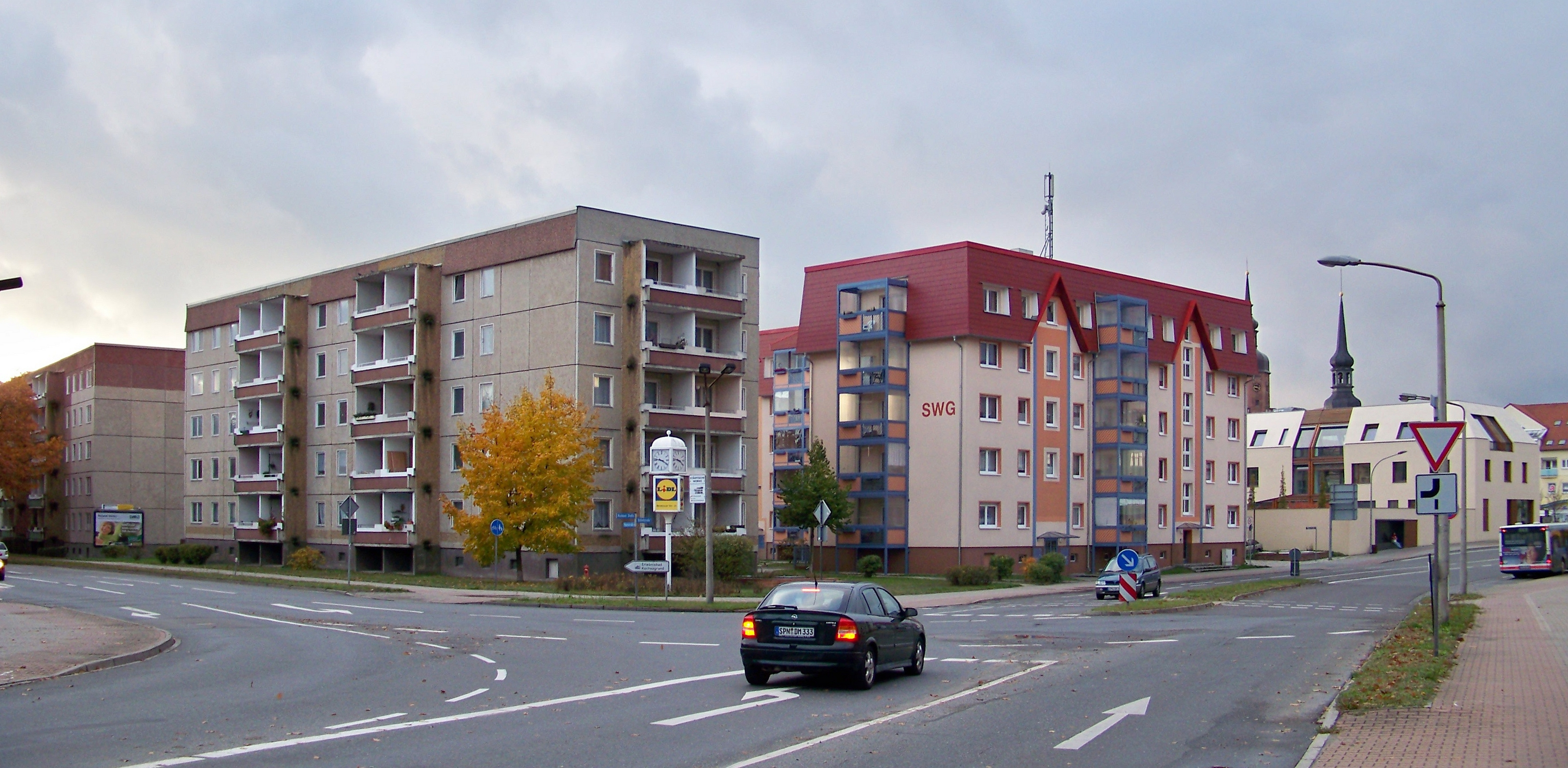
DDR-Plattenbauten in Spremberg

In den Jahren 1950 und 1952 wurden in der DDR bzw. in Brandenburg Verwaltungsgebietsreformen durchgeführt, wodurch es zur Vergrößerung der Fläche des seit 1815 bestehenden Landkreises Spremberg kam. Der ab 1952 bestehende Kreis Spremberg gehörte bis 1990 zum Bezirk Cottbus. 1971 beging Spremberg nach der falschen Tausendjahrfeier im Jahr 1893 die ebenfalls fälschlicherweise angenommene Siebenhundertjahrfeier der Stadtgründung.
Am 28. Oktober 1989 kam es auch in Spremberg zu einer friedlichen Demonstration für eine politische Wende. Am 6. Mai 1990 fanden die ersten freien Kommunalwahlen statt. Bis zum 2. Oktober 1990 war die Stadt Garnison des Panzerregiments 14 „Karol Swierczewski“ (Teil der 7. Panzerdivision der NVA), das tags darauf von der Bundeswehr übernommen wurde. Am 18. Juni 1992 fand der letzte Appell, zur Auflösung des Standort Spremberg statt. Nach der Wiedervereinigung kam Spremberg zum Land Brandenburg. Am 6. Dezember 1993 wurde der Landkreis Spremberg in seiner damaligen Form aufgelöst und ging mit den Landkreisen Forst, Guben und Cottbus-Land im neuen Landkreis Spree-Neiße auf. Neue Kreisstadt wurde Forst (Lausitz). Durch Erlass des brandenburgischen Innenministers erhielt Spremberg mit Wirkung vom 1. Januar 2006 den Status einer Mittleren kreisangehörigen Stadt.
Am 5. und 6. Juli 2014 war Spremberg unter dem Motto „Die Perle der Lausitz“ Ausrichter des 14. Brandenburg-Tages, an dem etwa 80.000 Besucher teilnahmen.

### Eingemeindungen
Im Jahr 1946 wurden sechs Orte eingemeindet. Es folgten Jessen (1972), Pulsberg (1974), Roitz (1978), Groß Buckow und Stradow (1984), Radeweise-Straußdorf (1985), Klein Buckow (1987) sowie Wolkenberg (1991). Im Jahr 1998 wurden Schwarze Pumpe und Sellessen sowie im Jahr 2002 weitere vier Gemeinden eingegliedert (Graustein, Groß Luja, Lieskau, Türkendorf). Die vorerst letzte Eingemeindung erfolgte am 1. Januar 2016 mit Hornow-Wadelsdorf, die nun die selbstständigen Ortsteile Hornow und Wadelsdorf bilden.
| Ehemalige Gemeinde   | Datum              | Anmerkung                                              |
| -------------------- | ------------------ | ------------------------------------------------------ |
| Bühlow               | 1. Januar 1974     | Eingemeindung nach Sellessen                           |
| Cantdorf             | 1. Januar 1946     |                                                        |
| Graustein            | 31. Dezember 2002  |                                                        |
| Groß Buckow          | 1. Januar 1984     |                                                        |
| Groß Luja            | 31. Dezember 2002  |                                                        |
| Haidemühl            | 1. Januar 2006     | Umsiedlungsort                                         |
| Heinrichsfeld        | 1. Januar 1946     |                                                        |
| Hornow-Wadelsdorf    | 1. Januar 2016     | 2001 Zusammenschluss aus Hornow und Wadelsdorf         |
| Jessen               | 1. Januar 1972     |                                                        |
| Klein Buckow         | 1. Januar 1987     |                                                        |
| Kochsdorf            | 1. Januar 1946     |                                                        |
| Lieskau              | 31. Dezember 2002  |                                                        |
| Muckrow              | 1. Oktober 1938    | Eingemeindung nach Sellessen                           |
| Pulsberg             | 1. Januar 1974     |                                                        |
| Radeweise            | 1. Januar 1967     | Zusammenschluss mit Straußdorf zu Radeweise-Straußdorf |
| Radeweise-Straußdorf | 31. Dezember 1985  |                                                        |
| Roitz                | 1. Mai 1978        |                                                        |
| Schönheide           | 1. Januar 1974     | Eingemeindung nach Graustein                           |
| Schwarze Pumpe       | 27. September 1998 |                                                        |
| Sellessen            | 27. September 1998 | mit den bewohnten Gemeindeteilen Bühlow und Muckrow    |
| Slamen               | 1. Januar 1946     |                                                        |
| Stradow              | 1. Januar 1984     |                                                        |
| Straußdorf           | 1. Januar 1967     | Zusammenschluss mit Radeweise zu Radeweise-Straußdorf  |
| Terpe                | 27. September 1998 | gleichzeitig aus Schwarze Pumpe ausgegliedert          |
| Trattendorf          | 1. Januar 1946     |                                                        |
| Türkendorf           | 31. Dezember 2002  |                                                        |
| Weskow               | 1. Januar 1946     |                                                        |
| Wolkenberg           | 1. Januar 1991     |                                                        |

### Ortsname
Spremberg liegt an der Spree, was sich nach konkurrierenden Annahmen übereinstimmend im vorderen Teil des Stadtnamens widerspiegelt. Während sich der hintere nach naheliegenden Vermutungen aber, etwa wie „Spree am Berg“, von einem naheliegenden Hügel ableiten soll, gehen andere Annahmen davon aus, dass er dem sorbischen Wort Grodk (früher auch Grod) – was kleine Burg bedeutet – entstammen müsse, das noch heute für den Ort genutzt wird. Im Laufe der Zeit soll sich demnach daraus dann erst „Spreeburg“ und später „Spremberg“ entwickelt haben. Eine weitere Erklärung ist, da die Stadt Spremberg auf einer Insel lag und von der Spree, die damals wesentlich mehr Wasser führte und die Stadt schon von daher eine Burg oder Festung war, sich der Name „Spreeberg“, „Spreeburg“ eine kleine Anhöhe die aus der Spree hervorgeht, ableiten lässt.
Beim Ortsnamen der brandenburgischen Stadt Spremberg in der Niederlausitz kommt es zuweilen auch zu Verwechslungen mit der kleineren Spreestadt Neusalza-Spremberg in der Oberlausitz und umgekehrt.

## Bevölkerungsentwicklung
| Jahr | Einwohner |
| ---- | --------- |
| 1875 | 10.441    |
| 1890 | 10.591    |
| 1910 | 11.706    |
| 1925 | 12.726    |
| 1933 | 13.375    |
| 1939 | 13.945    |

| Jahr | Einwohner |
| ---- | --------- |
| 1946 | 17.498    |
| 1950 | 18.400    |
| 1964 | 23.443    |
| 1971 | 22.871    |
| 1981 | 23.299    |
| 1985 | 24.663    |

| Jahr | Einwohner |
| ---- | --------- |
| 1990 | 24.262    |
| 1995 | 23.297    |
| 2000 | 26.230    |
| 2005 | 26.416    |
| 2010 | 24.373    |
| 2015 | 22.818    |

| Jahr | Einwohner |
| ---- | --------- |
| 2020 | 21.749    |
| 2021 | 21.464    |
| 2022 | 21.407    |
| 2023 | 21.326    |
| 2024 | 21.140    |

Gebietsstand des jeweiligen Jahres, Einwohnerzahl: Stand 31. Dezember (ab 1991), ab 2011 auf Basis des Zensus 2011, ab 2022 auf Basis des Zensus 2022

## Religion

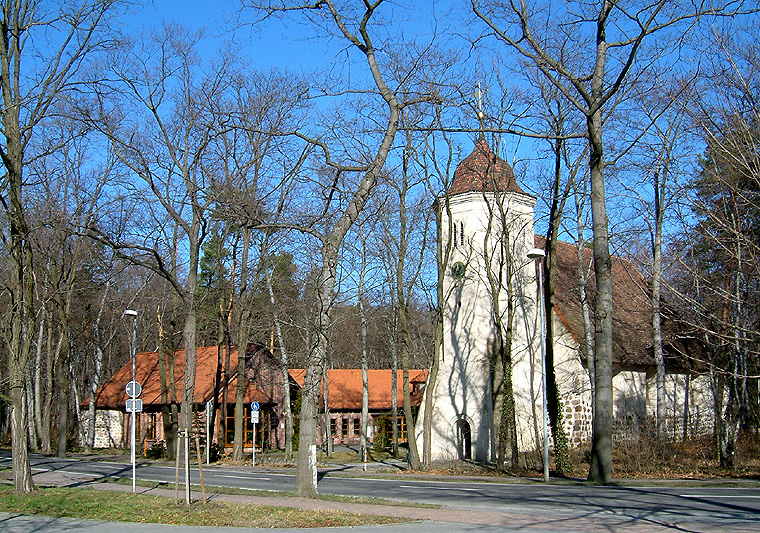
Evangelische Auferstehungskirche

- Evangelische Kreuzkirchengemeinde Spremberg
- Evangelische Michaelkirchengemeinde Spremberg
- Evangelische Auferstehungsgemeinde Spremberg
- Evangelisch-Freikirchliche Gemeinde der Baptisten/Spremberg
- Landeskirchliche Gemeinschaft Spremberg
- Katholische Pfarrei St. Benno Spremberg
- Neuapostolische Kirche, Gemeinde Spremberg
- Apostelamt Jesu Christi K.d.ö.R, Gemeinde Spremberg
- Evangelische Kirchengemeinde Schleife
- Evangelische Kirchengemeinden Graustein und Groß Luja

## Politik

### Stadtverordnetenversammlung
Die Stadtverordnetenversammlung von Spremberg besteht aus 28 Stadtverordneten und der hauptamtlichen Bürgermeisterin. Die Kommunalwahl am 9. Juni 2024 führte zu folgendem Ergebnis:
| Partei / Wählergruppe                            | Ergebnis 2024 | Sitze 2024 |        | Ergebnis 2019 | Sitze 2019 | Ergebnis 2014 | Sitze 2014 |
| ------------------------------------------------ | ------------- | ---------- | ------ | ------------- | ---------- | ------------- | ---------- |
| AfD                                              | 39,1 %        | 11         | 26,6 % | 7             | –          | –             |            |
| CDU                                              | 21,7 %        | 6          | 25,0 % | 7             | 30,0 %     | 9             |            |
| SPD                                              | 10,7 %        | 3          | 10,7 % | 3             | 14,5 %     | 4             |            |
| Die Linke                                        | 06,9 %        | 2          | 11,8 % | 3             | 17,6 %     | 5             |            |
| Wählergruppe NATURA Spremberg                    | 06,9 %        | 2          | –      | –             | –          | –             |            |
| Unabhängige Wählergemeinschaft Spree-Neiße – WIR | 04,9 %        | 1          | 08,1 % | 2             | –          | –             |            |
| Wählergruppe Brandschutz                         | 04,3 %        | 1          | 03,0 % | 1             | 03,3 %     | 1             |            |
| Wählergruppe „Die Spremberger“ 1                 | 03,9 %        | 1          | 10,1 % | 3             | 11,0 %     | 3             |            |
| FDP                                              | 01,5 %        | 1          | 01,9 % | 1             | 00,9 %     | –             |            |
| Bündnis 90/Die Grünen                            | –             | –          | 02,4 % | 1             | 01,0 %     | –             |            |
| Einzelbewerberin Marlies Kregelin                | –             | –          | 00,3 % | –             | –          | –             |            |
| Spremberger Bürgerinitiative SPB                 | –             | –          | –      | –             | 07,7 %     | 2             |            |
| Vereinte Sozialgemeinschaft                      | –             | –          | –      | –             | 05,4 %     | 2             |            |
| Wählergruppe Spremberg Land                      | –             | –          | –      | –             | 03,7 %     | 1             |            |
| Einzelbewerber Michael Hanko 2                   | –             | –          | –      | –             | 02,3 %     | 1             |            |
| Wählergruppe Unser Spremberg                     | –             | –          | –      | –             | 01,0 %     | –             |            |
| DSU                                              | –             | –          | –      | –             | 00,8 %     | –             |            |
| Bürger für die Lausitz                           | –             | –          | –      | –             | 00,8 %     | –             |            |
| Insgesamt                                        | 100 %         | 28         | 100 %  | 28            | 100 %      | 28            |            |
| Wahlbeteiligung                                  | 68,0 %        | 68,0 %     | 58,9 % | 58,9 %        | 44,4 %     | 44,4 %        |            |

Die AfD ist damit stärkste Kraft in der Stadtverordnetenversammlung. Bei der Stimmverteilung lag der Erstplatzierte Michael Hanko (AfD) bei 7959 Stimmen, der Zweitplatzierte Andreas Bränzel (CDU) bei 1764 Stimmen. Vertreter von Bündnis 90/Die Grünen waren zur Wahl nicht wieder angetreten. Die Wählergruppe „Die Nächste Generation“ die bei der Wahl im Jahr 2019 noch 10,1 % der Stimmen gewinnen konnte, hatte sich kurz vor der Kommunalwahl 2024 in die „Die Spremberger“ umbenannt.
Auf der ersten konstituierenden Sitzung der neu gewählten Stadtverordneten am 4. Juli 2024 wurden folgende Fraktionen gebildet: AfD (11 Sitze), CDU/FDP (7 Sitze), Die Linke/SPD (5 Sitze) und Natura/UWG/Brandschutz (4 Sitze). Ein Stadtverordneter ist fraktionslos.

### Bürgermeister ab 1990
Der hauptamtliche Bürgermeister wird nach § 74 (1) des Brandenburgischen Kommunalwahlgesetzes auf die Dauer von acht Jahren gewählt.
| Amtszeit                     | Bürgermeister                   | Bemerkung |
| ---------------------------- | ------------------------------- | --- |
| Juni 1990 – Mai 2002         | Egon Wochatz (CDU)              | |
| Mai 2002 – Oktober 2013      | Klaus-Peter Schulze (CDU) 1     | am 22. September 2013 in den Deutschen Bundestag gewählt |
| Oktober 2013 – Dezember 2013 | Christina Schönherr (parteilos) | kommissarisch vom 9. Oktober 2013 bis 31. Dezember 2013 2 |
| Januar 2014                  | Frank Kulik (parteilos)         | kommissarisch vom 1. Januar 2014 bis 31. Januar 2014 |
| seit Februar 2014            | Christine Herntier (parteilos)  | - Gewinnerin der Stichwahl mit 61,8 % am 26. Januar 2014 gegen Hartmut Höhna (CDU), der 38,2 % erreichte. Amtsantritt war der 3. Februar 2014. - Gewinnerin der Stichwahl mit 60,4 % am 10. Oktober 2021 gegen Michael Hanko (AfD), der 39,6 % erreichte. |

### Wappen
Das Wappen wurde in seiner heutigen Form durch den Heraldiker Frank Diemar neu gestaltet und am 17. November 2000 genehmigt.
| Wappen von Spremberg | Blasonierung: „In Silber auf grünem Dreiberg zwei rote, gemauerte Zinnentürme mit zwei schwarzen Fenstern; dazwischen schräggestellt ein roter Dreieckschild, belegt mit einem gold-bewehrten, -gezungten und -gekrönten doppelt-geschwänzten silbernen Löwen, darauf ein goldener Helm mit schwarzem Flug, bestreut mit gestürzten goldenen Lindenblättern.“ |
| Wappen von Spremberg | Wappenbegründung: Die Herkunft des Spremberger Stadtwappens ist nicht eindeutig zu bestimmen. Über den genauen Ursprung existieren keinerlei Aufzeichnungen oder Urkunden. Verwendete Elemente im Wappen lassen aber einen Ursprung in der zweiten Hälfte des 14. Jahrhunderts vermuten. Das Stadtwappen wurde mehrfach geändert, blieb aber in den ursprünglichen Gestaltungszügen erhalten. Die beiden roten Zinnentürme auf weißem Grund rechts und links im Wappen deuten auf Wachtürme hin, was für die im Mittelalter typische Stadtmauer mit Stadttoren spricht. Die drei grünen Hügel im unteren Bereich weisen auf die landschaftliche Lage der Stadt im Tal, umgeben von grünen Hügeln, hin. Der nach links geneigte rote Dreiecksschild in der Mitte zwischen den Türmen, der einen aufsteigenden weißen, doppelschwänzigen Löwen zeigt, stellt den böhmischen Wappenlöwen dar. Dadurch wird die Herrschaft des Königs von Böhmen über die Stadt Spremberg von 1368 bis 1422 symbolisiert. Der Helm darüber deutet auf eine frühere Zugehörigkeit der Stadt zum Markgrafentum Brandenburg hin. Für Spremberg sind als Stadtfarben Rot-Weiß-Grün von links nach rechts festgelegt. Sie sind von den seit 1635 gebräuchlichen Farben der Niederlausitz Rot und Weiß abgeleitet. Im Jahr 1930 legte das Heroldsamt in Berlin die Farben und die Gestaltung des Wappens fest. |

### Dienstsiegel
Die Stadt Spremberg führt Dienstsiegel in den Größen 13 mm, 20 mm und 35 mm. In der Mitte des Dienstsiegel befindet sich das Stadtwappen. In einer Umschrift um das Wappen stehen in Kapitalschrift die Namen der Stadt und des Landkreises, zu dem die Stadt gehört.
Die Führung des Dienstsiegels ist dem Bürgermeister vorbehalten. Er kann weitere Beamte und Angestellte mit der Führung des Dienstsiegel beauftragen, wobei dann die Dienstsiegel mit fortlaufenden arabischen Ziffern nummeriert werden.

### Flagge
Die Flagge der Stadt Spremberg ist dreistreifig Rot-Weiß-Grün mit dem den Mittelstreifen überdeckenden Stadtwappen. Der rote Streifen befindet sich an der Spitze des Fahnenstockes, bei Wimpeln auf der linken Seite.

### Städtepartnerschaften
- Grand Forks in Kanada (seit dem 3. Juni 1999)
- Szprotawa in Polen (seit dem 12. Juni 1999)
- Schelesnogorsk in Russland (seit dem 29. April 2016)
- Mars-la-Tour in Frankreich (seit dem 13. März 2024)[35]

## Sehenswürdigkeiten und Kultur

Heimatfest 2007

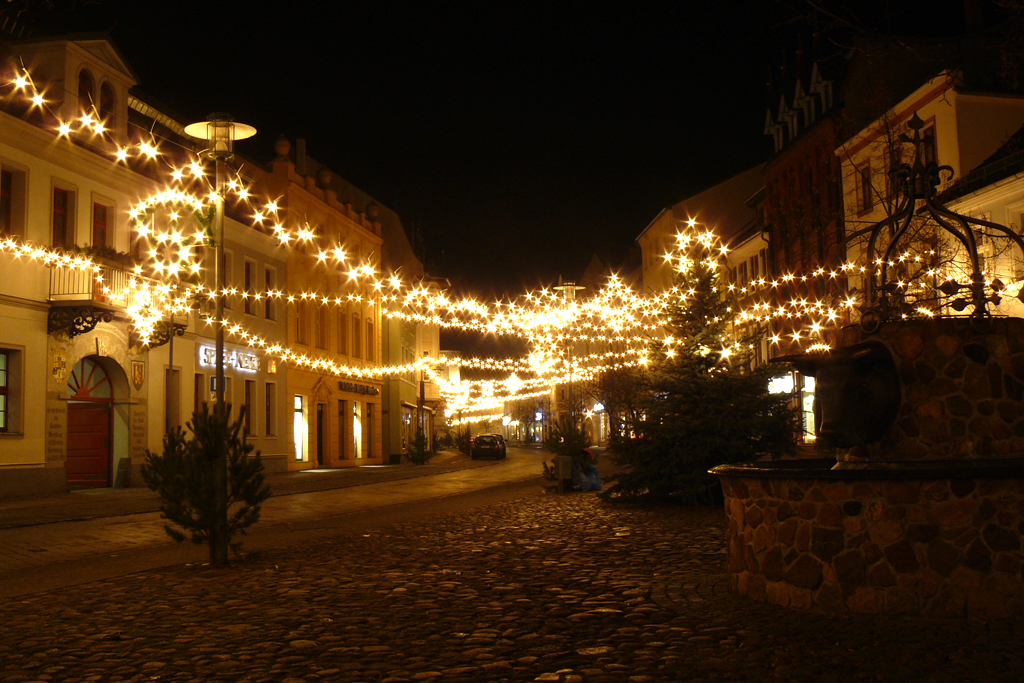
Lichterfest in Spremberg

### Historischer Stadtkern
Der historische Altstadtkern von Spremberg befindet sich eng begrenzt auf der Spreeinsel im Zentrum der Stadt. Der Bestand an historischen Gebäuden wurde in den vergangenen Jahrhunderten immer wieder durch mehrere Stadtbrände, Kriege und zuletzt auch durch unterlassene Sicherung und Sanierung zu DDR-Zeiten beeinträchtigt und vermindert. Noch in den Jahren 1988/1989 wurden auf Grundlage des sozialistischen Wohnungsbauprogramms ganze Straßenzüge in der Altstadt, zum Beispiel in der Töpferstraße, abgerissen und durch Plattenbauten ersetzt.

#### Kreuzkirche

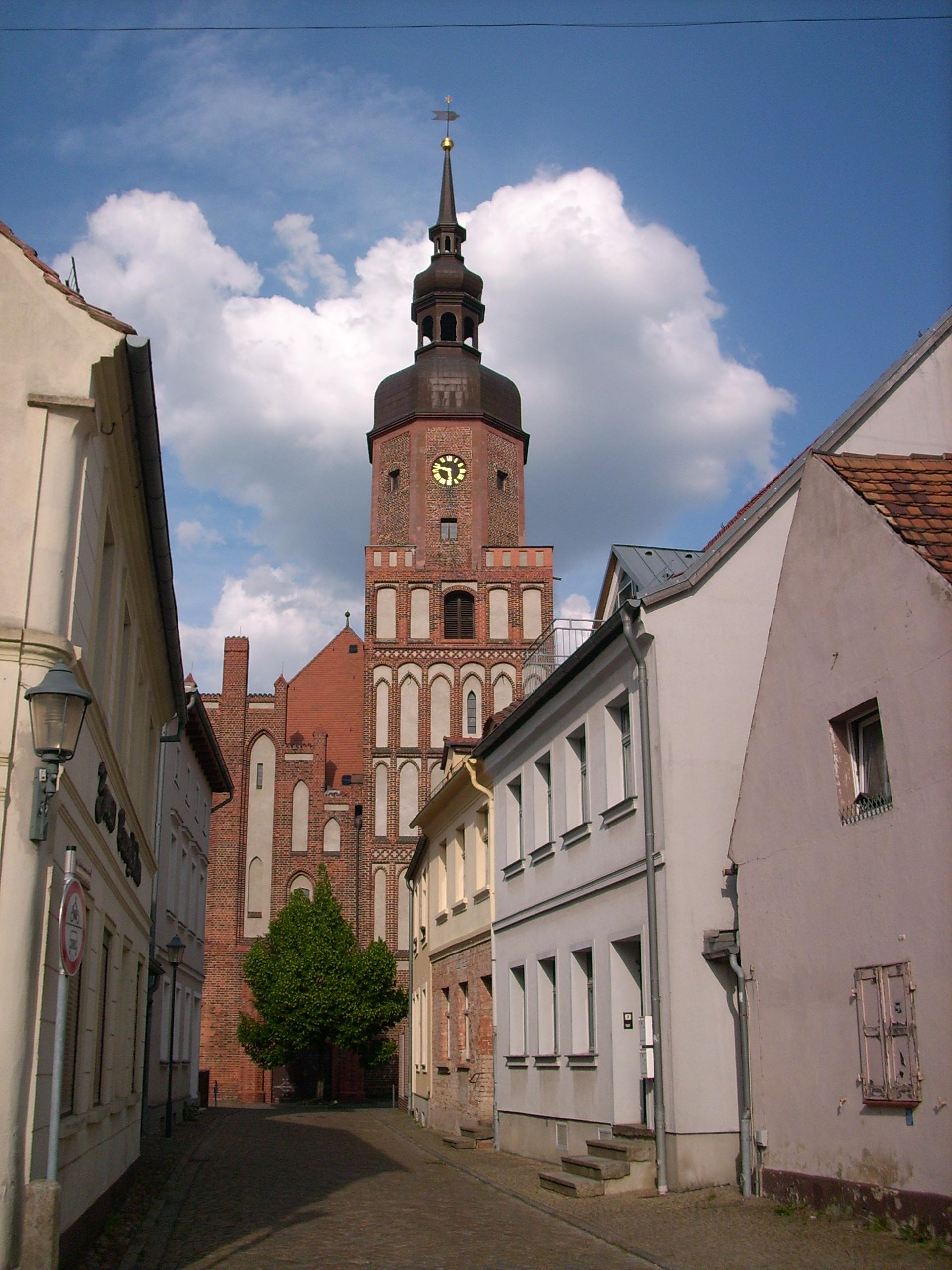
Kreuzkirche Spremberg

Die evangelische Kreuzkirche ist eine spätgotische dreischiffige Backstein-Hallenkirche, für die als Baujahr 1509 angenommen wird. Diese Annahme beruht auf der in einen Pfeiler der Apsis eingeritzten Jahreszahl. Die Kreuzkirche ist ein Nachfolgebau, teilweise errichtet auf den Fundamenten eines spätromanischen Vorgängerbaues. Dieser Kirchenbau war jedoch wesentlich kleiner. Dadurch haben die ältesten Bestandteile der jetzigen Kirche in Bauart und Bauausführung Merkmale des 13. und 14. Jahrhunderts.
Der Kirchturm wurde als freistehendes Einzelbauwerk direkt neben dem Vorgängerbau errichtet. Dies kann man an zugemauerten Fenstern und Öffnungen im Nord- und Südosten erkennen. Der Kirchturm hat in seinem unteren Bereich eine Wandstärke von etwa 2,6 Metern. Am 21. August 1604 brannte die Kirche bei einem Stadtbrand vollständig aus. 1660 stiftete Seyfried von Kittlitz den noch vorhandenen Altar. Der achteckige barocke Kirchturmaufsatz entstand im Jahr 1732 in seiner jetzigen Form, nachdem sein Vorgänger dem großen Stadtbrand vom 30. Juli 1705 zum Opfer gefallen war. Die Kosten übernahm Herzog Heinrich von Sachsen-Merseburg als damaliger Patronatsherr der Kirche.
Das Äußere der Kirche wurde im Laufe der Jahre mehrmals geändert. 1731 bis 1734 wurde die Kirche innen und außen instand gesetzt und das gesamte Gebäude grau verputzt. Am 9. Juni 1735 beschädigte ein Blitzschlag Kirche und Kirchturm schwer. 1897/1898 wurde auf Grundlage eines „Wiederherstellungs-Entwurfes“ die Kirche abermals vollständig saniert und teilweise umgebaut und die ursprüngliche Backsteinoptik durch Entfernen des bei der vorhergehenden Generalinstandsetzung aufgebrachten Putzes wiederhergestellt. Die Kämpfe um Spremberg um den 20. April 1945 überstand die Kirche relativ unbeschadet. Trotzdem waren Schäden am Kirchenschiff und Kirchturm zu verzeichnen. Notwendige Reparaturen wurden in den folgenden Jahren wegen der Materialknappheit nur provisorisch ausgeführt.
Bauuntersuchungen in den Jahren 1996 und 1997 ergaben, dass sich große Teile der Kirche und des Kirchturmes in einem desolaten Zustand befanden. 1997 bis 2001 wurde deshalb das Kirchengebäude einer Generalrenovierung unterzogen. Seit dem 1. Mai 2002 ist eine 1736 auf Veranlassung von Herzog Heinrich von Sachsen-Merseburg eingebaute Turmstube im oberen Bereich des Kirchturmes, die ursprünglich als Wohnraum für den Turmwächter vorgesehen war, für besondere Anlässe nutzbar gemacht.
Die Orgel der Kreuzkirche wurde 1898 von dem Orgelbauer Wilhelm Sauer (Frankfurt/Oder) erbaut. 1971 wurde die Disposition geändert. Das Kegelladen-Instrument ist mit Barkermaschinen ausgestattet und hat 30 Register auf zwei Manualen und Pedal. Die Spieltrakturen sind mechanisch, die Registertrakturen pneumatisch.
| I Hauptwerk C–f3 |       |
| Bordun           | 16’   |
| Prinzipal        | 8’    |
| Flöte            | 8’    |
| Gemshorn         | 8’    |
| Gedackt          | 8’    |
| Oktave           | 4’    |
| Traversflöte     | 4’    |
| Quinte           | 2/3’  |
| Oktave           | 2’    |
| Terz             | 13/5’ |
| Mixtur III–IV    |       |
| Trompete         | 8’    |

| II Brustwerk C–f3 |      |
| Gedackt           | 8’   |
| Weidenpfeife      | 8’   |
| Prinzipal         | 4’   |
| Flöte             | 4’   |
| Oktave            | 2’   |
| Waldflöte         | 2’   |
| Quinte            | 1/3’ |
| Septime           | 1/7’ |
| Oktave            | 1’   |
| Scharff III       |      |

| Pedal C–d1 |        |
| Prinzipal  | 16’    |
| Subbaß     | 16’    |
| Quintbaß   | 102/3’ |
| Oktavbaß   | 8’     |
| Baßflöte   | 8’     |
| Choralbaß  | 4’     |
| Octave     | 2’     |
| Posaune    | 16’    |

#### Wendische Kirche

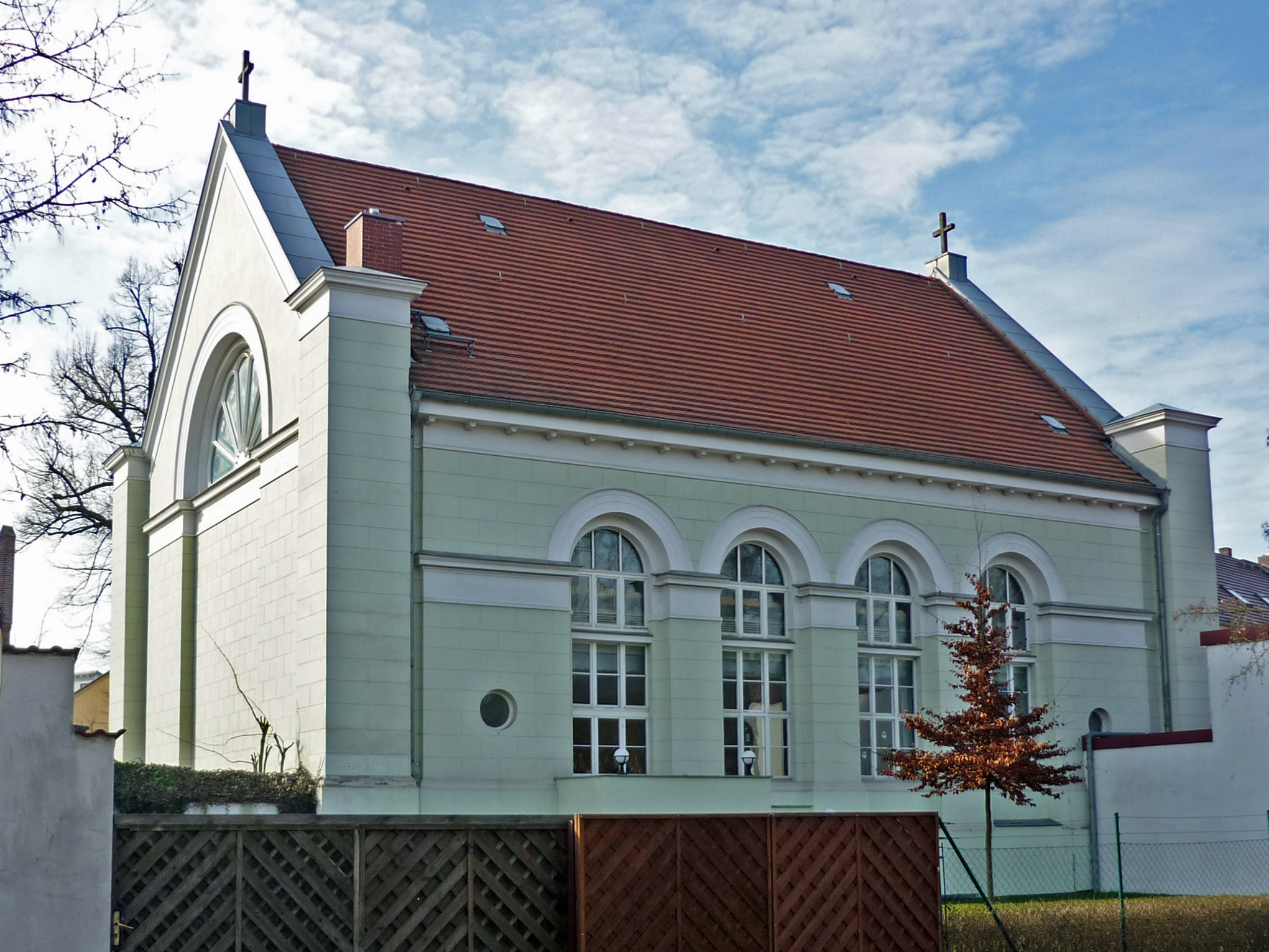
Gemeindehaus

Am Kirchplatz nördlich der Kreuzkirche befindet sich das Gemeindehaus der Kreuzkirchgemeinde. Ursprünglich stand an dieser Stelle eine am 30. Juni 1705 durch den großen Stadtbrand vernichtete „Sorbische Landkirche“, die auch Wendische Kirche genannt wurde. Diese Kirche war im Jahr 1676 auf Kosten von Ursula von Kittlitz errichtet worden, da für sorbische Christen in den benachbarten Dörfern keine Kirche vorhanden war. Der Nachfolgebau, für den am 30. Juli 1710 der Grundstein gelegt wurde, war geprägt von erheblichen Geldsorgen, so dass die Fertigstellung erst im Jahr 1735 erfolgte. Im April 1834 musste dieser Nachfolgebau wegen akuter Einsturzgefahr wieder abgebrochen werden.
1835 wurde ein Neubau im klassizistischen Stil errichtet, der mit seiner Nordfront teilweise auf dem Fundament der ehemaligen Stadtmauer steht. Die Pläne stammen von Karl Friedrich Schinkel. Als Nachweis gelten seine Pläne für eine Normkirche in Preußen.
Im Jahr 1901 wurde die Kirche durch den Einbau einer Orgel des Hoforgelbaumeisters Wilhelm Sauer komplettiert.
1966 wurde die Wendische Kirche durch den Einbau einer Zwischendecke zum Gemeindehaus umgebaut. Im Obergeschoss befindet sich nun ein Gottesdienstsaal, während im Untergeschoss zahlreiche Gemeinderäume nutzbar sind.
1993/1994 wurde das Gemeindehaus unter Beachtung der Entwürfe von Schinkel umfassend saniert.

#### Evangelische Auferstehungskirche
Die Evangelische Auferstehungskirche in Spremberg war einst die mittelalterliche Dorfkirche des zwanzig Kilometer entfernt liegenden Dorfes Pritzen bei Altdöbern, die 1988 dem vorrückenden Braunkohletagebau Greifenhain weichen musste. Die kulturhistorisch wertvolle Kirche konnte aber dank dem Engagement von Denkmalschützern und Mitgliedern der Kirche trotz der beschlossenen Devastierung des Ortes gerettet werden. Das Gotteshaus wurde, beginnend im Frühjahr 1988, nach denkmalpflegerischen Aspekten abgebaut und vorerst in der Nähe von Vetschau zwischengelagert.
Nach vielen Diskussionen um einen neuen Standort, konnte man sich schließlich auf einen Standort in Spremberg in unmittelbarer Nähe des Waldfriedhofs einigen. Die Pritzener Kirche war damit die erste und einzige ihrer Art in der damaligen DDR, die trotz der beabsichtigten Devastierung des Ortes erhalten werden konnte. Im Dezember 1991 wurde am neuen Standort mit dem Wiederaufbau begonnen und am Ostermontag, dem 4. April 1994, konnte die ehemalige Pritzener Dorfkirche als Evangelische Auferstehungskirche Spremberg feierlich eingeweiht werden.
Aufgrund geänderter Marktbedingungen wurde der Tagebau vorzeitig geschlossen und Pritzen nicht vollständig devastiert. Dort steht heute der Glockenturm der Kirche des devastierten Dorfes Wolkenberg, dessen Flur seit 1991 zur Stadt Spremberg gehört.

#### Katholische Kirche St. Benno
Die katholische Kirche St. Benno ist ein schlichter neogotischer Backsteinbau aus der zweiten Hälfte des 19. Jahrhunderts. Sie wurde im Innern mehrfach umgestaltet und zeigt heute nur von außen ein weitgehend bauzeitliches Erscheinungsbild.

#### Sonntagsches Haus

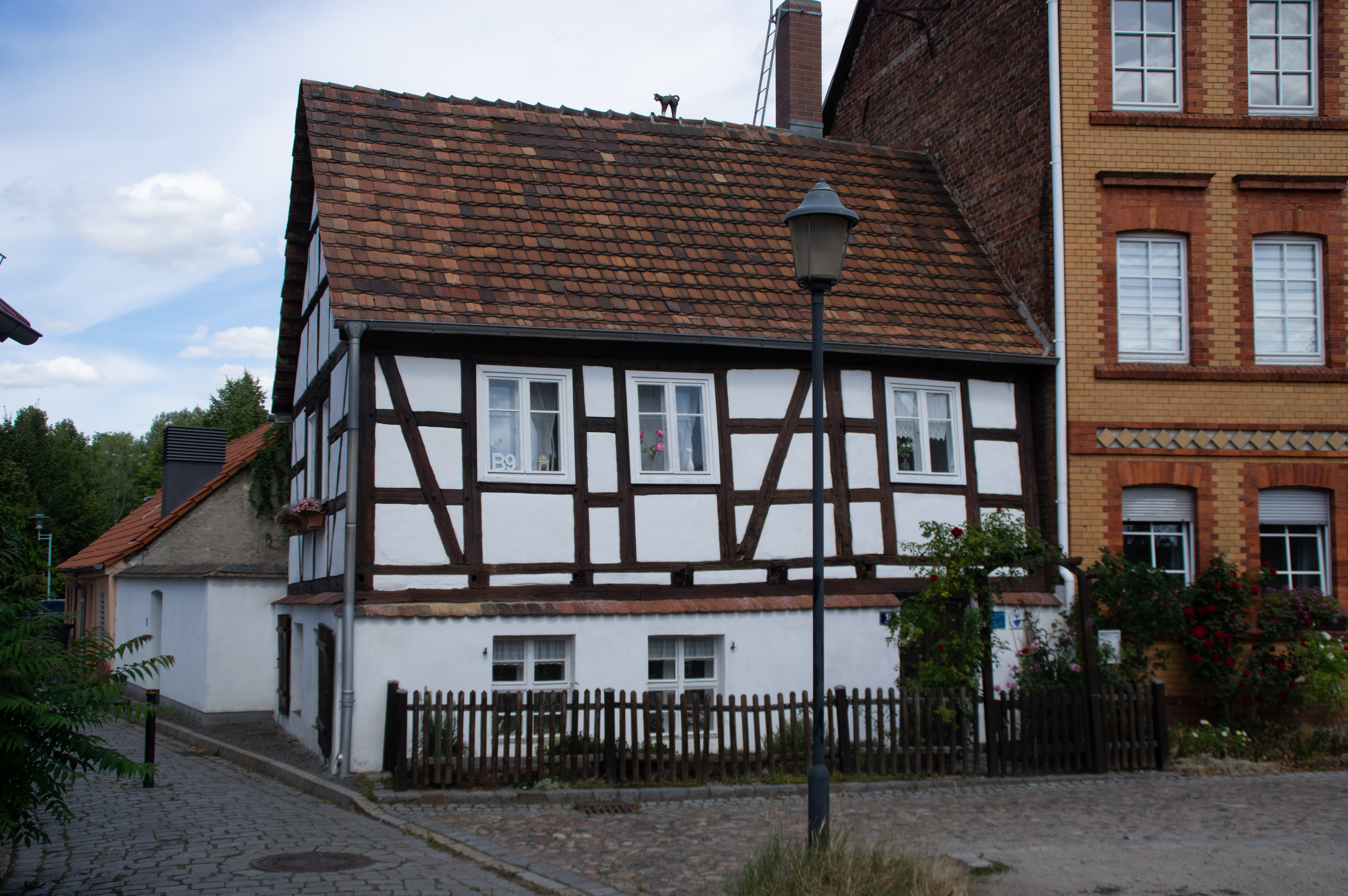
Ältestes Wohnhaus

Nordwestlich der Kreuzkirche in der Burgstraße befindet sich das älteste Wohnhaus der Stadt Spremberg. Im allgemeinen Sprachgebrauch wird dieses Haus nach seiner letzten Bewohnerin Frau Sonntag als „Sonntagsches Haus“ bezeichnet. Es handelt sich um einen schlichten Fachwerkbau, der noch vor dem großen Stadtbrand im Jahr 1705 errichtet wurde und hierbei unversehrt blieb. Seit 1705 hat es keine großen Änderungen am Haus gegeben.
Bei 1993 erfolgten Holzuntersuchungen wurde als Erbauungsjahr 1580 bestimmt. Es ist jedoch anzunehmen, dass das Haus in seiner mehr als 400 Jahre alten Geschichte teilweise erneuert wurde (so vermutlich zwischen 1650 und 1700 nach dem Dreißigjährigen Krieg). Die älteste Wand (Giebelwand ostseitig), aus der der untersuchte Balken stammte, ist in Lehm-Staken-Bauweise errichtet. Bei den anderen Außenwänden ist das Erdgeschoss massiv gemauert und die Gefache im Obergeschoss sind mit Ziegeln gefüllt. Der nach Norden angrenzende Innenhof des Hauses befindet sich direkt an der ehemaligen Stadtmauer, welche die gesamte Innenstadt umgab.
Nach 1990 erwarb der damalige Kreis Spremberg das Haus und begann im Jahr 1992 mit ersten Sicherungs- und Sanierungsmaßnahmen. Eine erste Maßnahme war das Entfernen des im 19. Jahrhundert aufgebrachten Putzes, um das Fachwerk wieder sichtbar zu machen. Dabei wurde der schlechte Zustand des Holzes offenkundig. In aufwendigen Sanierungsarbeiten wurde das Fachwerk in der Südseite teilweise, in der West- und der Nordseite einschließlich Erker vollständig erneuert. Ein aus dem 19. Jahrhundert stammender Anbau im Hof wurde abgerissen. Die Sanierungsmaßnahmen wurden im Jahre 1994 abgebrochen, bevor die Arbeiten im Innern des Hauses begonnen hatten. Als Hauptgrund werden die Auswirkungen der Kreisgebietsreform und die damit verbundene Finanzierungsfrage angesehen. Eine bei Sanierungsbeginn vorgesehene Nutzung als Ausstellungsräume war bei dem bestehenden Sanierungsstand nicht möglich.
Im Jahr 1997 wurde seitens des neuen Landkreises Spree-Neiße die Hofmauer wegen Einsturzgefahr erneuert und bei der Gelegenheit die Nebengebäude im Hof (Stall und Schuppen) abgerissen. Nach mehreren Eigentümerwechseln, bei denen es zu keinen weiteren Sicherungsmaßnahmen kam, erwarb im Jahr 2012 eine Interessengemeinschaft Sonntagsches Haus Spremberg das nach fast zwanzig Jahren Leerstand wieder stark sanierungsbedürftige Gebäude. Diese Interessengemeinschaft sonntagsches-haus.de hat sich zum Ziel gesetzt, das Haus und seinen Innenhof nach denkmalrechtlichen und bautechnischen Gesichtspunkten behutsam zu sanieren und der Öffentlichkeit zugänglich zu machen. Am 7. Dezember 2013 war es der Öffentlichkeit erstmals möglich, zum Tag der offenen Tür das Haus zu besichtigen.
Am 28. August 2014 wurde das Engagement der Interessengemeinschaft durch das Ministerium für Landwirtschaft und Infrastruktur des Landes Brandenburg im Rahmen des 5. Innenstadtwettbewerbes Altstadthelden gesucht mit einem Sachpreis in Höhe von 4000 Euro gewürdigt.
Viele der Gebäude des historischen Stadtkernes stehen an der Langen Straße, beginnend am Markt mit dem Spremberger Rathaus.

#### Rathaus

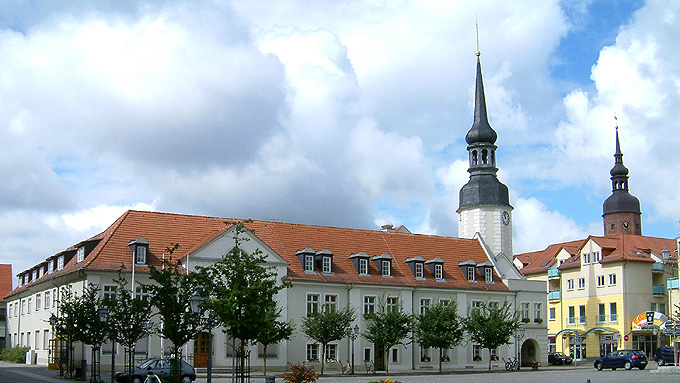
Rathaus

Das Rathaus wurde immer wieder von verheerenden Stadtbränden in Mitleidenschaft gezogen oder vollständig zerstört. Über Vorgängerbauten vor dem großen Stadtbrand von 1705 ist wenig überliefert. Sicher ist nur, dass die Größenverhältnisse des Vorgängerbaues in etwa dem jetzigen Gebäude entsprachen. Man errichtete das Rathaus 1706 zunächst wieder als turmlosen Neubau im Barockstil. 1720 erfolgte auf den noch vorhandenen Fundamenten der Turmanbau. 1790 wurde das Rathaus im klassizistischen Stil umgebaut. 1899 erfolgte eine Grundsanierung des Gebäudekomplexes. Dabei wurde der Stil der Außenfassade abermals verändert. Die Außenfassade des Rathauses wurde im Stil der Renaissance umgebaut, der Rathausturm behielt sein barockes Aussehen. 1933/1934 wurden Rathaus und Rathausturm einheitlich zu ihrer jetzigen Form gestaltet und angrenzende Gebäude nach und nach in den Rathauskomplex einbezogen. Das Rathaus hat jetzt an der Marktseite und der Seite zur Langen Straße gleich lange Fronten. Im Innenbereich ist noch am unterschiedlichen Fußbodenniveau gut zu erkennen, dass es sich ursprünglich um fünf Grundstücke mit Wohnbauten handelte. Während der Kämpfe im April 1945 und durch nachfolgende Brandschatzung wurde fast die gesamte Bebauung des Marktplatzes zerstört. Nur das Rathaus überstand diese Zeit fast völlig unbeschadet. In den Jahren 1993 bis 1997 wurde das Rathaus grundsaniert und ist als geschlossene Einheit wiedererstanden.

#### Bürgerhaus

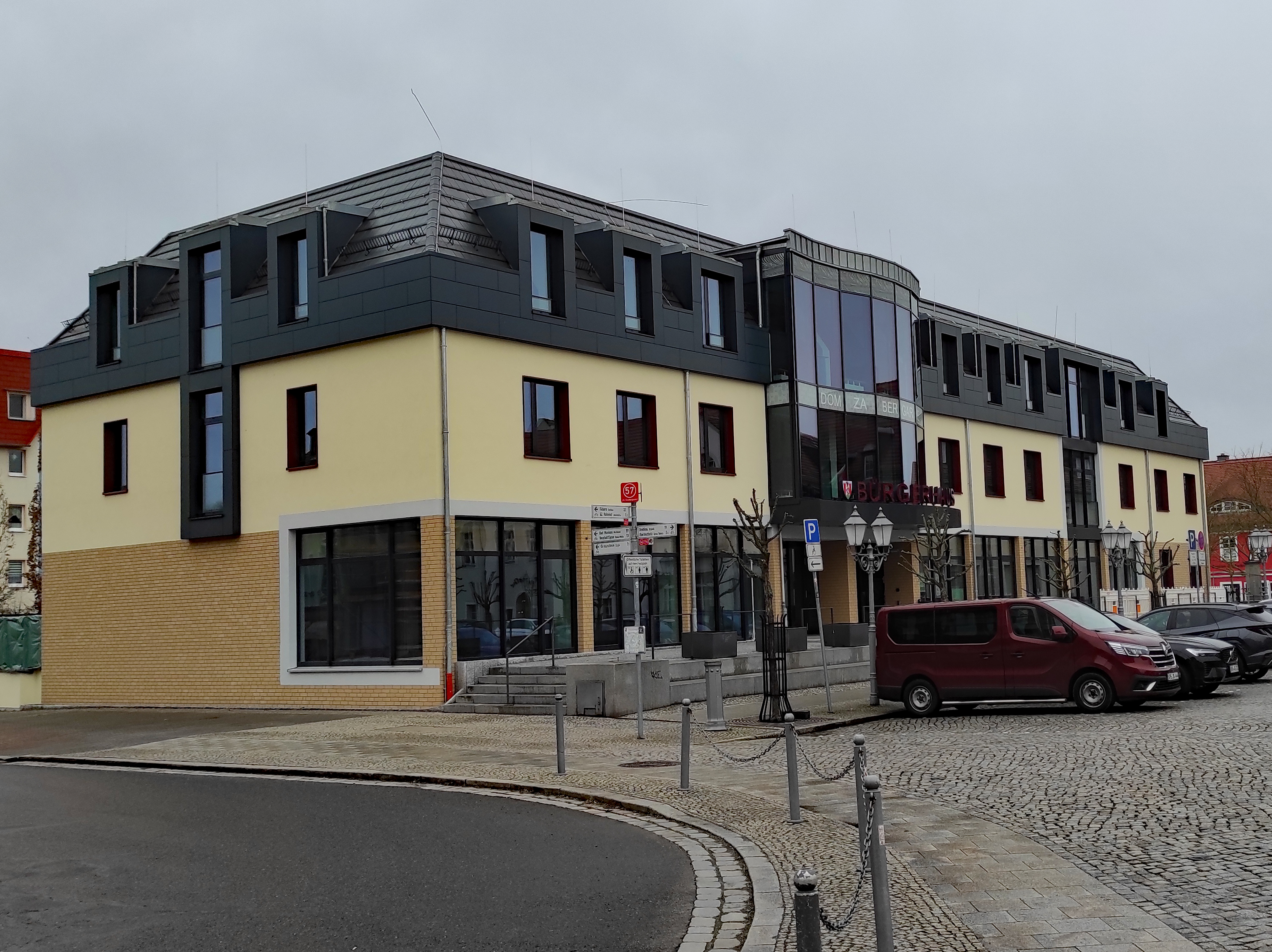
Bürgerhaus Spremberg Januar 2025

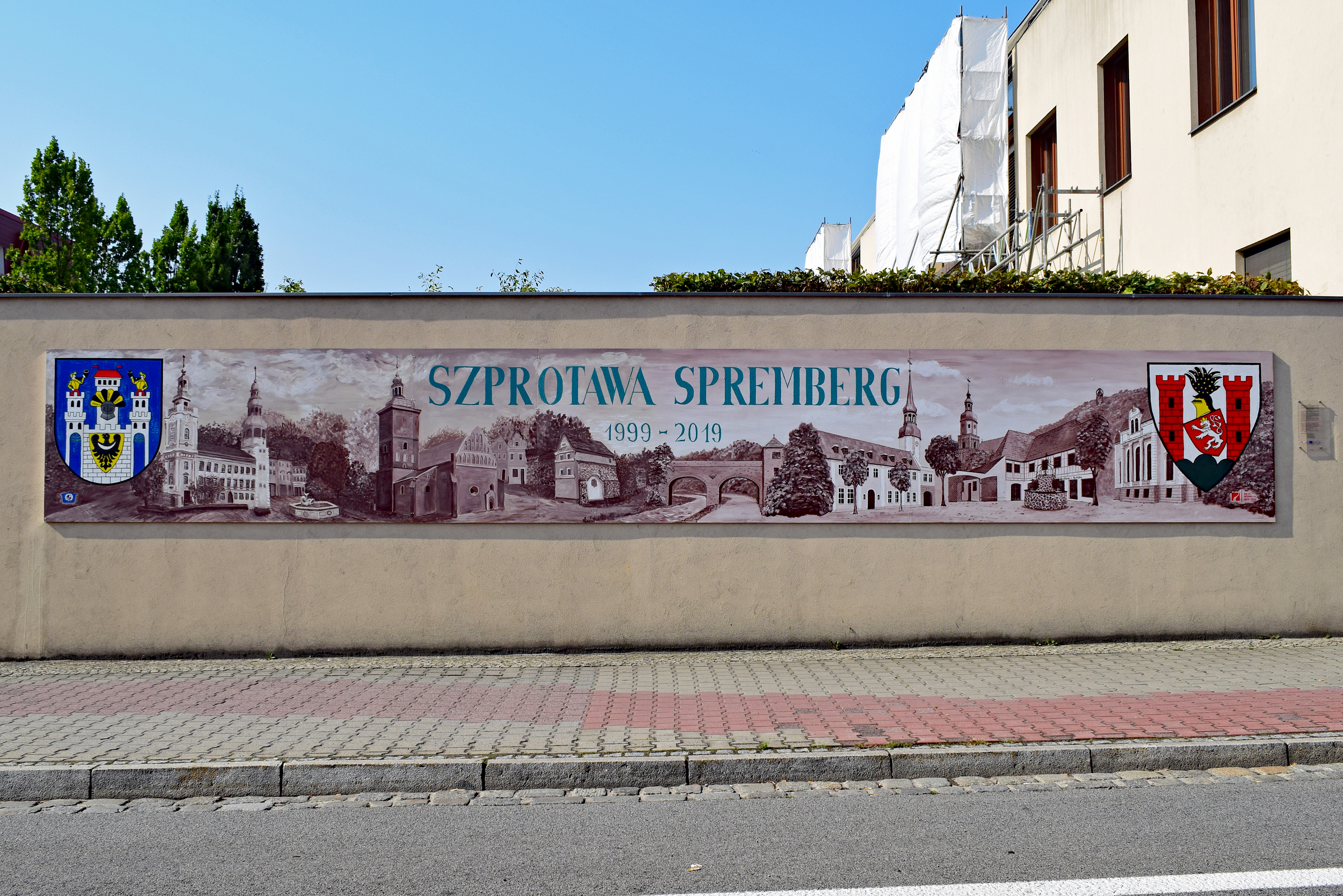
Wandbild Szprotawa – Spremberg

Das Bürgerhaus Spremberg ist, in seiner ersten Umbauphase, ein aus dem Umbau des Arbeiterwohnheims (AWH) entstandenes modernes Gebäude am Marktplatz. Der Plattenbau wurde dabei bis auf seine Grundstruktur zurückgebaut und das Gebäude neu errichtet. Besonders auffällig und bisher einmalig in Deutschland war, dass Wand- und Dachflächen ineinander übergehend im selben Material ausgeführt und farblich gleich gestaltet sind. Im Bürgerhaus waren verschiedene Ämter der Stadt, das Fremdenverkehrsbüro und ein Backshop untergebracht.
Nach nur knapp 10 Jahren Nutzung waren die Mängel am sanierten Bürgerhaus so gravierend, das es wegen Gefahr in Verzug, im 3. Quartal 2019 komplett leer gezogen werden musste. Im 3. Quartal 2022 wurde dann mit dem Rückbau und dem anschließenden Wiederaufbau begonnen. Die Gestaltung des nun zweiten Umbaus fand unter aktiver Bürgerbeteiligung statt. Im März 2025 fand mit dem Wiedereinzug der Bäckerei Filiale die offizielle Wiedereinweihung statt.
An der Östlichen Mauer des Bürgergartens hinter dem Bürgerhaus wurde zum 20. Jubiläum der Städtepartnerschaft zwischen Szprotawa in Polen und Spremberg im Zuge des Heimatfestes ein großes Wandbild enthüllt. Das etwa 10 Meter lange Bild, welches aus mehreren Elementen besteht und dann auf der Wand montiert ist, wurde von sechs Künstlern aus beiden Ländern gestaltet. Dies waren Dominik Dziedzina aus Poznań, Artur Marciszyn aus Żagań, Agnieszka Skowrońska aus Lubsko, Klaus Wende, Silvia Willig-Nowak und Cornelia Hansche aus Spremberg. Auf dem Bild sind verschiedene Sehenswürdigkeiten beider Städte dargestellt und bilden diese in künstlerischer Freiheit, auch abweichend von den eigentlichen Standorten ab.
Das Bild stellt folgendes dar:
Spremberger Seite: (von rechts) Stadtwappen Spremberg, Sinapius Villa, Bismarckturm Spremberg, Bullwinkel mit Bullwinkel Brunnen, Kreuzkirche, Rathaus Spremberg, Bahnhofsbrücke 
Szprotawa Seite: (von links) Stadtwappen Szprotawa, Rathaus Szprotawa, Marktplatz mit Walfischbrunnen Szprotawa, Mariä-Himmelfahrts-Kirche, Saganer Tor

#### Kavalierhaus

Kavalierhaus und Bullwinkelbrunnen

Das Kavalierhaus auf der rechten Seite der Langen Straße in Richtung Westen ist ein 1706 im barocken Stil erbautes Gebäude, das auf Geheiß von Herzog Heinrich von Sachsen-Merseburg für seine Gäste errichtet und bis zu seinem Tod für diesen Zweck genutzt wurde.
Eine Inschrift am Eingangsportal weist darauf hin. Ab 1737 wurde das Gebäude als Gaststätte und von 1855 bis 1883 als Postamt genutzt. Als nächster und derzeitiger Nutzer zog die Sparkasse in das Gebäude ein. In den Jahren 1994–1997 wurde das Gebäude aufwändig saniert und rekonstruiert. Diese Sanierung kam fast einem Neubau gleich. Bis auf das historische Eingangsportal, das unter erheblichem Aufwand gesichert werden musste, konnten große historische Teile nicht gerettet werden und entstanden völlig neu. Heute ist das Kavalierhaus wieder eines der markantesten Gebäude in der Straße.

#### Bullwinkel
Bullwinkel ist eine Bezeichnung, die sich im Laufe der Jahre im Sprachgebrauch der Spremberger durchgesetzt hat. Ursprünglich hieß dieser kleine Platz Stiller Winkel. Nachdem um 1830 dort der Stadtbulle befestigt worden war, änderte sich die Bezeichnung. Am 19. August 1995 wurde zum Spremberger Heimatfest ein von der Volkskünstlerin Irmgard Kuhlee gestalteter und vom ansässigen Schmiedemeister Herwert Lohr in Feldsteinoptik gefertigter Bullwinkelbrunnen eingeweiht, an dem drei große Bullenköpfe angebracht sind. Bei feierlichen Anlässen, zum Beispiel dem Spremberger Heimatfest, besteht die Möglichkeit, aus den Nüstern einer dieser Köpfe Bier zu zapfen.

#### Burglehnhaus

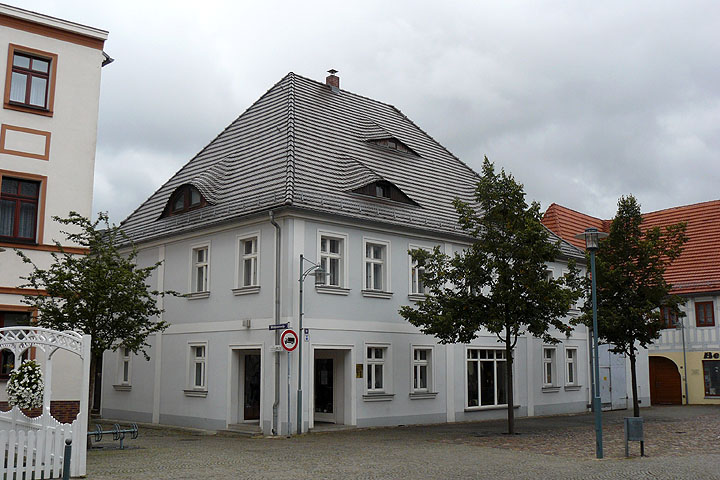
Burglehnhaus Lange Straße 31

Das Burglehnhaus in der Langen Straße ist das letzte erhaltene von ehemals fünf Burglehnhäusern der Stadt. Besitzer von Burglehnhäusern oder Burglehngrundstücken genossen viele Vorteile, so waren sie z. B. von Steuern und Abgaben befreit, konnten aber alle Bürgerrechte in Anspruch nehmen. Die Vergünstigungen, die auch immer wieder zu Streit zwischen den Besitzern und der Stadt geführt hatten, wurden 1826 (nach anderen Angaben 1860) gestrichen.
1607 übernahm Amtmann Adam Leupold das Grundstück von Siegesmund von Kittlitz, dem damaligen Besitzer der Stadt, als bürgerliches Lehen. Dabei handelte es sich noch nicht um das jetzige Gebäude. Erst 1706, nach dem großen Stadtbrand, wurde das Wohnhaus errichtet. 1853 verkauften die Erben das Lehen an den Tuchmacher Louis Müller, der es 1860 an den Kaufmann Heinrich Julius Schmidt weiter veräußerte. Seit dieser Zeit befindet sich das ehemalige Burglehen im Besitz der Familie Schmidt. Im Laufe der Jahre wurde es immer wieder den jeweiligen Erfordernissen angepasst und umgebaut. Heute dient es als Wohn- und Geschäftshaus.

#### Postgebäude

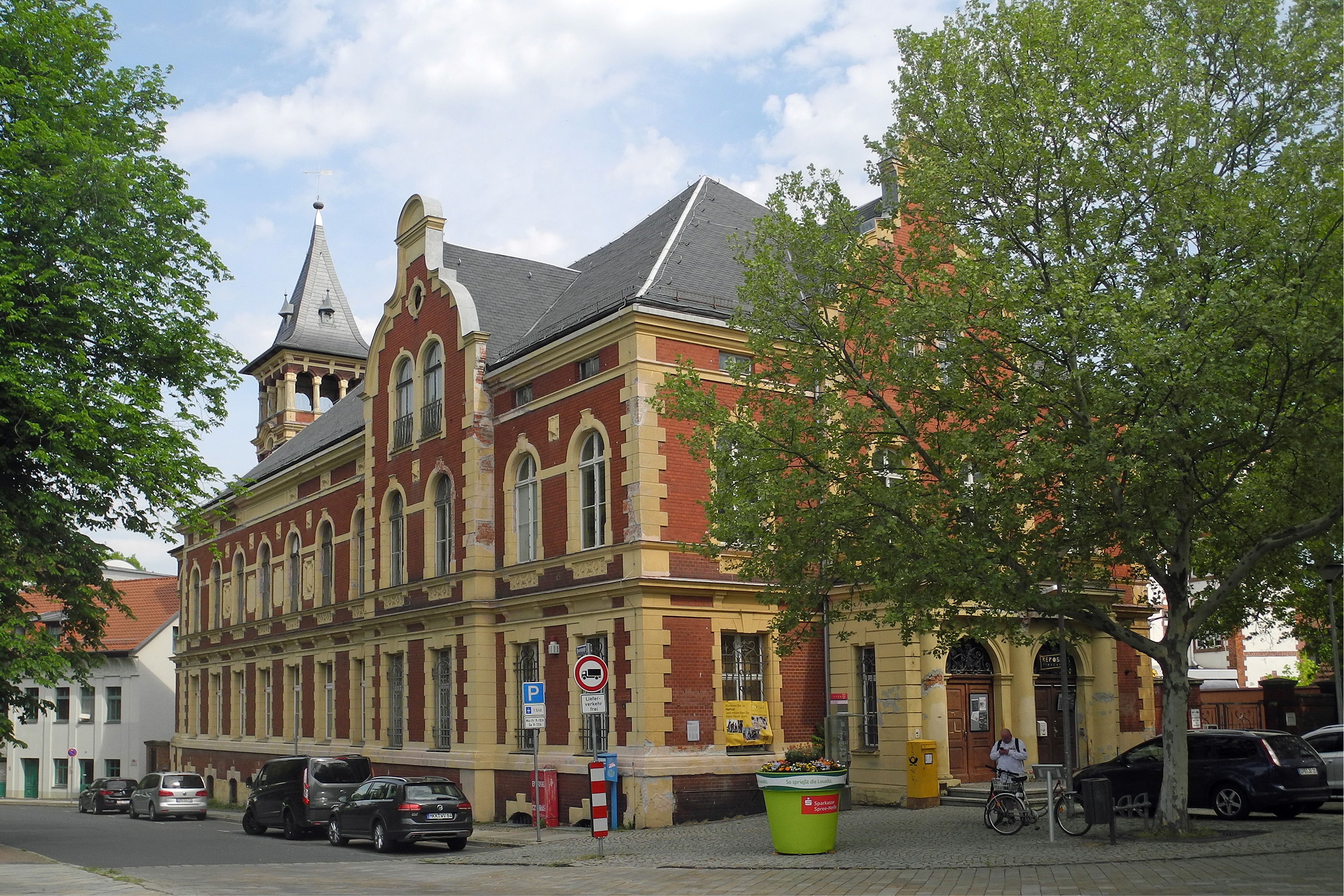
Postamt der Stadt Spremberg

Das Postgebäude ist ein von 1882 bis 1883 vom Spremberger Bauunternehmer Mittag errichteter Backsteinbau mit angegliedertem Isolatorenturm. Baubeginn war im September 1882, die Rohbauabnahme war am 1. April 1883 nach siebenmonatiger Bauzeit. An seiner Stelle befand sich zuvor eines der fünf Burglehnhäuser. Am 16. April 1883 fand die feierliche Einweihung des Kaiserlichen Postamts unter Beteiligung des Generalpostmeisters des Deutschen Reiches, Heinrich von Stephan, statt. Am 3. Januar 1890 wurde mit dem Telefon-Ortsnetz der Isolatorenturm in Betrieb genommen, an dem die damals noch durchweg oberirdisch verlaufenden Telefonleitungen von den jeweiligen Teilnehmern in der Stadt zusammenliefen. Der Isolatorenturm ist einer der wenigen erhaltenen Türme dieser Art in Deutschland.
Nach der politischen Wende in der DDR, wurde das Postgebäude an einen privaten Eigentümer verkauft und wechselte danach noch mehrmals den Besitzer. Die Deutsche Post AG und die Postbank blieben aber weiter Untermieter im Gebäude. Das erste Obergeschoss des Gebäudes wurde seitdem nicht mehr genutzt. Mit dem Verkauf begann auch der schleichende Verfall des gesamten Gebäudes. Das mit Papp-Schindeln gedeckte Dach war in großen Teilen mit Planen überspannt oder notdürftig repariert. An der äußeren Fassade brachen immer wieder Teile der vorhandenen Schmuckelemente ab, so dass die Fassade an vielen Stellen mit Netzen notdürftig gesichert wurde.
Am 16. August 2017 wurde das gesamte Postgebäude, ohne vorherige Ankündigung und während des normalen Filialbetriebs, für den Besucherverkehr gesperrt. Das Gebäude galt seitdem im Innenbereich als einsturzgefährdet und durfte nicht mehr betreten werden. Die Deutsche Post AG und die Postbank kündigten daraufhin ihr Mietverhältnis fristlos.
Erst nach der Schließung des Gebäudes im August 2017 wurden dann im November 2017 die dringend notwendigen Reparaturarbeiten an der Fassade und am Dach durchgeführt. Die Deutsche Post AG und auch die Postbank sahen aber trotz der erfolgten ersten Reparaturen keine Zukunft mehr für sich in diesem Gebäude. Im Dezember 2017 wurde dann bekannt, dass der aktuelle Eigentümer nunmehr nur noch das Erdgeschoss zur Vermietung anbietet und in den Obergeschossen Wohnungen entstehen sollen.
Gegenüber dem Postgebäude befinden sich an der Johannisgasse letzte Teile der früher die gesamte Stadt umgebenden Stadtmauer. Auch das Postgebäude steht teilweise auf Resten der Stadtmauer und des ehemaligen Westtors.

### Stadtpark
Der Stadtpark ist eine große, parkähnliche Anlage innerhalb des Stadtgebietes. Er geht auf den städtischen Friedhof (Georgenbergfriedhof) zurück, der 1828 vor den Toren der Stadt angelegt wurde. Inmitten dieses Friedhofes befand sich die St.-Georg-Kapelle, ein kleiner Kirchenbau aus dem 13. Jahrhundert. 1872 stellte man auf dem jetzigen Aussichtsplateau ein Kriegerdenkmal für die Gefallenen des Deutsch-Französischen Krieges von 1870/1871 auf.

#### Eingangsportal Georgenberg-Friedhof

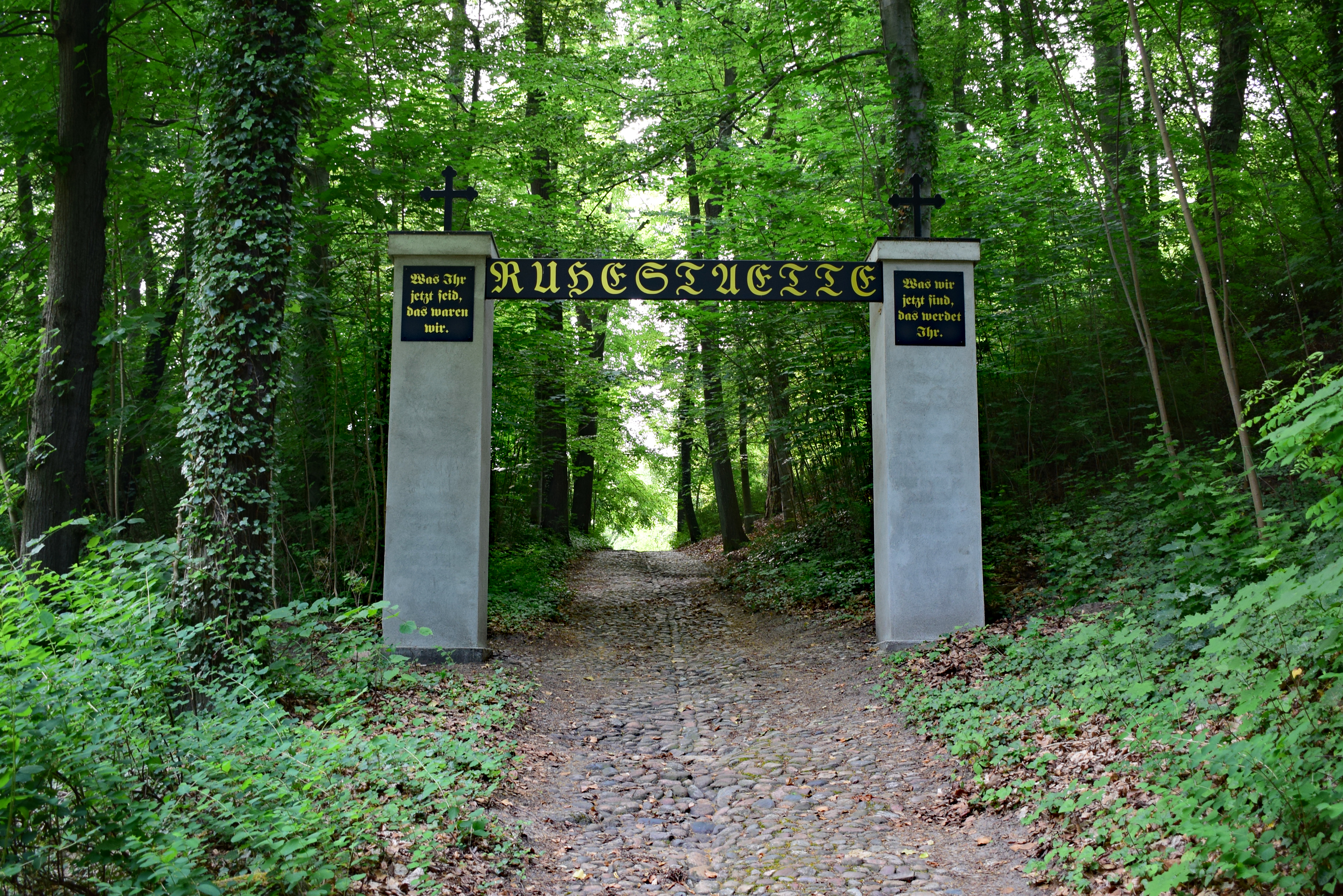
Eingangsportal Georgenberg Friedhof

Die Zufahrt zum alten Georgenberg Friedhof erfolgte ursprünglich über einen schmalen mit Kopfsteinpflaster erstellten Weg, der rechts von der Georgenstraße kurz vor der Kirschallee abzweigte. Den Zugang bildete ein Eingangsportal, welches vermutlich mit dem Anlegen des Friedhofs im Jahr 1828 errichtet wurde. Das Eingangsportal bestand dabei aus zwei schlichten gemauerten Säulen, die von je einem Kreuz gekrönt waren und durch ein schlichtes Holztor verschlossen werden konnte. Beide Säulen waren dabei mit einem Querband mit der Aufschrift „RUHESTAETTE“ verbunden. 1865 wurden an den Eingangspfeilern Spruchtafeln angebracht, die folgende Sprüche zitierten, an der linken Säule „Was Ihr jetzt seid, das waren wir“ und an der rechten Säule „Was wir jetzt sind, das werdet Ihr.“ Diese Zitate sind dabei offensichtlich, von der Legende „Die drei Lebenden und die drei Toten“ abgewandelt worden.
Vermutlich mit der Umgestaltung des Georgenberg Friedhof in einen Park in den 1970er Jahren wurden das in einem völlig desolaten Zustand befindliche Eingangsportal bis auf die Fundamente abgerissen.
Im Jahr 2017 wurde durch den „LAGA Spremberg e. V.“ das im Flächendenkmal Georgenberg befindliche Eingangsportal komplett wiederaufgebaut und konnte am 21. Dezember 2017 fertiggestellt werden.
1893 wurde auf den Fundamenten des 1875 abgetragenen Pulverturmes, der zur Aufbewahrung von Pulver- und Bleivorräten gedient hatte, der nach dem langjährigen Vorsitzenden des Spremberger „Verschönerungsverein“ Kreisgerichtsdirektor und Geheimer Justizrat August Friedrich Ferdinand Seemann benannte „Seemann-Pavillon“ errichtet, ein nach allen Seiten offenen überdachten Pavillon.
1901 fertigte der Kunstschmied Hugo Richter aus Dankbarkeit für seinen verstorbenen Adoptivvater ein Rosengitter an, das dessen Grabstätte umgab. Bis vor wenigen Jahren nahm man an, das Rosengitter sei 1900 auf der Weltausstellung in Paris präsentiert worden. Nach neuesten Erkenntnissen ist diese Überlieferung falsch. Nachdem das Rosengitter in den letzten Jahren immer wieder blinder Zerstörungswut zum Opfer gefallen war, sah sich die Stadt gezwungen, es aus dem Stadtpark zu entfernen. Nach aufwändiger Restaurierung durch einen ortsansässigen Kunstschmied erhielt es im Garten des Niederlausitzer Heidemuseums im Schloss Spremberg einen neuen Platz.
In den Jahren 1902 und 1903 wurde auf dem Gelände des Georgenbergs der Bismarckturm errichtet.

#### Bismarckturm

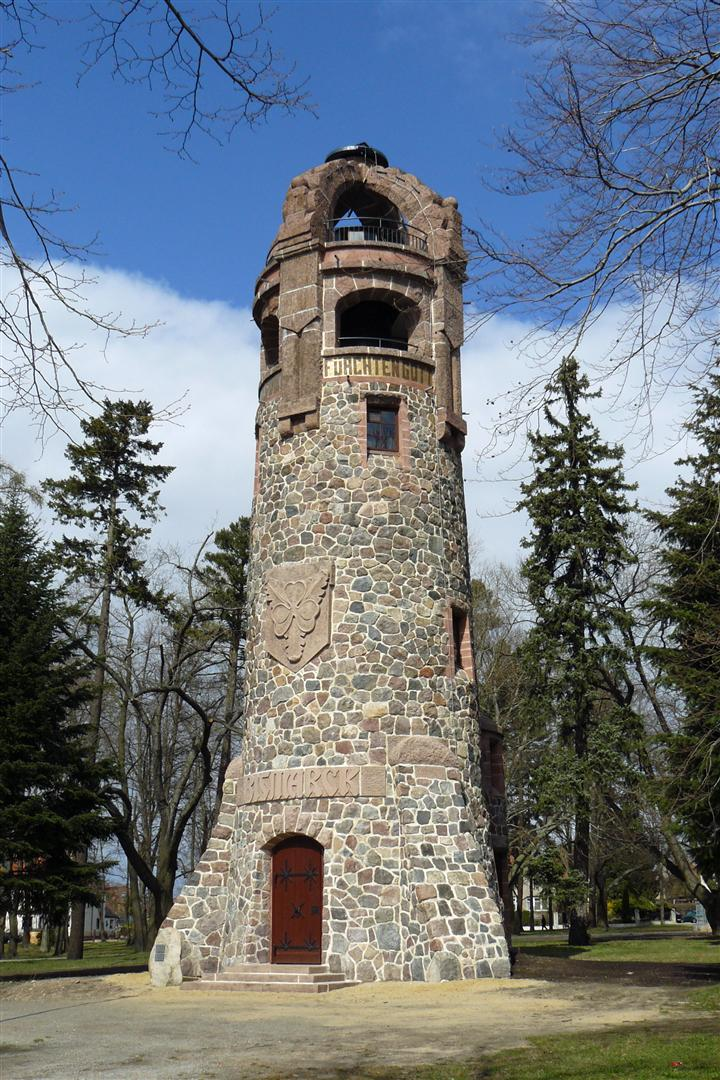
Bismarckturm

Der Bismarckturm in Spremberg wurde zur Erinnerung an den 1898 verstorbenen „Eisernen Kanzler“ Otto von Bismarck am steil aufsteigenden Georgenberg innerhalb des Stadtgebiets als Aussichtsturm nach Plänen des Gubener Architekten Johannes Römmler errichtet. Der Turm ist auch aus großer Entfernung gut sichtbar.
Der Verschönerungsverein fasste auf seiner Generalversammlung am 1. April 1901 den Beschluss, in Spremberg einen Bismarckturm zu errichten. Hierzu wurde ein Bismarckkomitee gegründet, das am 13. April im Hotel Rautenkranz erstmals tagte und einen Spendenaufruf startete. Am 1. April 1902 erfolgte die Grundsteinlegung auf dem Georgenberg. Den Auftrag für den Bau erhielt das Baugeschäft Gundermann, der ihr aber wegen mangelhafter Ausführung im Sommer 1902 wieder entzogen wurde. Das Richtfest feierte man am 18. Oktober (dem offiziellen Jahrestag der Völkerschlacht bei Leipzig); der Termin für die Einweihung am 2. September (Sedantag) wurde nicht eingehalten. Die Fertigstellung erfolgte bis zum 1. April 1903 (Bismarcks 88. Geburtstag) durch den Spremberger Bauunternehmer Wilhelm Handrick. Die Feierlichkeit bestand aus drei Abschnitten: Um 16 Uhr weihte man den Turm ein, um 17:30 Uhr fand ein Festessen im Hotel Sonne statt und ab 20 Uhr führte man im Gesellschaftshaus eigens für den Tag komponierte Gesangsstücke auf.
Der Turm besteht aus Ziegel-Mauerwerk und ist mit Natursteinquadern verblendet. Er besitzt zwei Aussichtsplattformen, von denen die obere als Krone ausgeformt ist. Seine Höhe beträgt 20,74 Meter. An der Rückfront befindet sich ein runder Anbau. Innerhalb des Turms erreicht man beide Plattformen über eine eiserne Wendeltreppe.

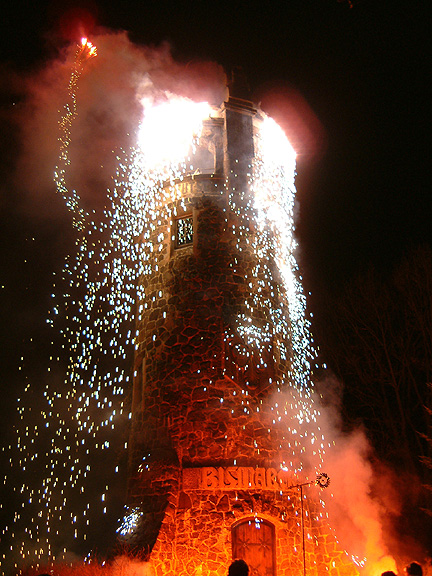
100-Jahr-Feier am 1. April 2003

Am oberen Ende des Turms befindet sich eine Feuerschale, in der jeweils zu Bismarcks Geburtstag – zeitgleich mit allen Bismarcktürmen im Deutschen Reich – ein weithin sichtbares Feuer entzündet wurde. An der Vorderseite ist über der Eingangstür das Familienwappen der Bismarcks aus Löbejüner Porphyr mit drei Eichenblättern und einem Kleeblatt angebracht. Unter der ersten Plattform umgibt ein 60 Zentimeter hohes Mosaik-Schriftband mit dunkler Schrift auf Goldgrund um den gesamten Turm. Es zeigt, unterteilt in vier Abschnitte, die Inschrift „Wir Deutsche | fürchten Gott | sonst nichts | auf der Welt“, ein Ausspruch Bismarcks von 1888 vor dem Reichstag, der komplett lautet: „Wir Deutsche fürchten Gott und sonst nichts auf der Welt und diese Gottesfurcht ist es schon, die uns den Frieden lieben und pflegen lässt“.
Die Wirren des Zweiten Weltkriegs überstand der Bismarckturm schadlos. Auf Anordnung des damaligen Landrats wurde allerdings die Kanone vor dem Turm entfernt, die das IV. Reserve-Husarenregiment am 23. August 1914 in der Schlacht bei Longwy von der französischen Armee erbeutet hatte und die am 15. Juli 1916 vor dem Turm aufgestellt worden war.
Der Bismarckturm wurde danach zum eigentlichen Wahrzeichen der Stadt Spremberg. Am 26. Juni 1950 wurde er in Ernst-Thälmann-Turm und am 21. Mai 1951 in Georgenbergturm umbenannt. Nach der politischen Wende erhielt er 1991 wieder seinen alten Namen. Am 1. April 2003 fand unter großer Anteilnahme der Spremberger Bevölkerung die 100-Jahr-Feier des Bismarckturms statt. Als Ehrengast nahm Friedrich von Bismarck, ein Ur-Urgroßneffe von Otto von Bismarck, daran teil.
Am 15. April 2011 wurde mit einer Generalinstandsetzung des Turms begonnen. Besonders die Fugen der Naturstein-Verblendung hatten in den Jahren unter den Witterungseinflüssen erheblich gelitten. Diese und viele weitere Maßnahmen konnten mit einer Gesamtinvestitionssumme von 180.000 Euro, wobei 160.000 Euro aus dem Europäischen Fonds für Regionale Entwicklung (EFRE) bereitgestellt wurden, in den folgenden zwölf Monaten abgeschlossen werden. Am 5. Mai 2012 wurde der Bismarckturm feierlich wiedereröffnet.

#### Heldenehrenmal

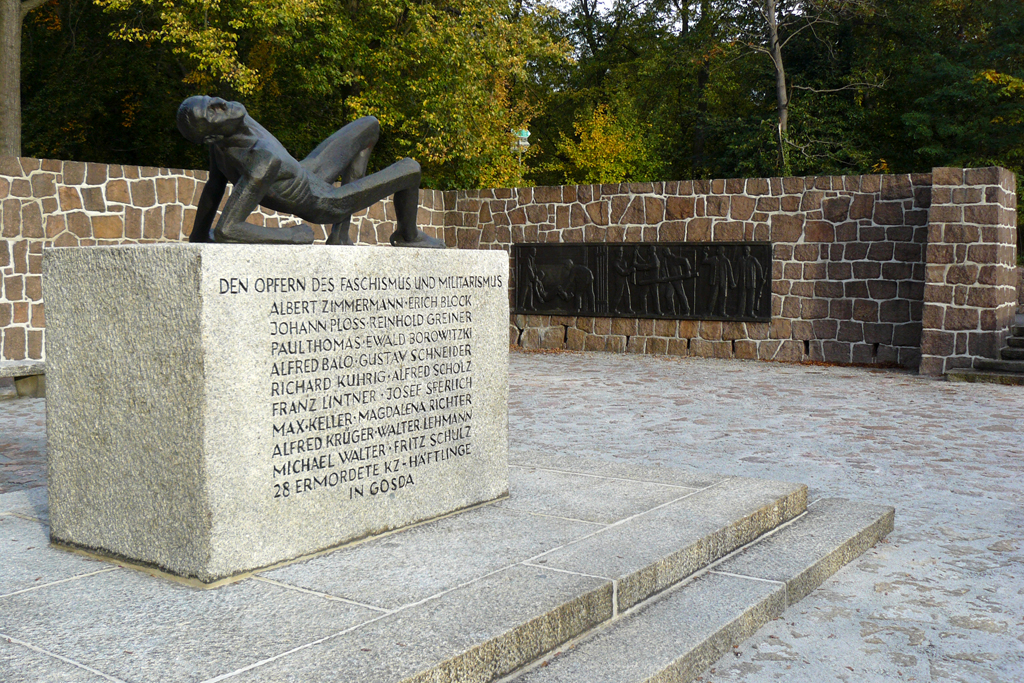
Heldenehrenmal – OdF-Gedenkstätte auf dem Georgenberg

Nach Ende des Ersten Weltkrieges wollte die Stadt Spremberg wie viele andere Städte im Reich ihrer Gefallenen in würdiger Form mit einem Heldenehrenmal gedenken. Bereits 1919 bildete man dafür einen entsprechenden Denkmalausschuss. Erste und vordringlichste Aufgabe des Ausschusses war, Geld für ein Ehrenmal zu sammeln. Innerhalb kürzester Zeit konnten so 60.000 Mark bereitgestellt werden. Viel schwieriger als die finanziellen Fragen erwiesen sich die unterschiedlichen Ansichten der Stadtverordneten über die Form und den genauen Standort des Ehrenmals. Lange Zeit konnte man sich nicht einigen, so dass die Pläne schließlich aufgegeben werden mussten, da die Inflation, die zu dieser Zeit immer größere Ausmaße annahm, das gesammelte Geld immer weiter entwertete.
Nach Ende der Inflation besann man sich wieder auf die Pläne und sammelte wiederum für ein Ehrenmal. Diesmal konnten sich die Stadtverordneten auf einen vorgelegten Entwurf von Regierungsbaurat Jung und Architekt Keller einigen. Als Standort wurde eine Fläche unterhalb des Bismarckturmes als würdig befunden und parteiübergreifend beschlossen.
Am 13. August 1927 erfolgte die feierliche Grundsteinlegung. Aber schon nach kurzer Bauzeit bemerkte man, dass die ursprünglichen Kostenvoranschläge nicht eingehalten werden konnten, so dass es noch in der Bauphase zu Änderungen des Entwurfs kam. Die gesammelten 40.000 Mark reichten nicht, um alle geplanten Arbeiten auszuführen. Um das Ehrenmal dennoch fertigstellen zu können, entschied man sich, die geplanten Bronzetafeln mit den 684 Namen der Gefallenen, deren Kosten sich allein auf 12.000 Mark beliefen, vorerst aus Eichenholz zu fertigen. Trotzdem konnte erst nach fünf Jahren Bauzeit am 21. Februar 1932 das Heldenehrenmal feierlich eingeweiht werden. Am 30. März 1935 wurden dann, wie in den ursprünglichen Plänen vorgesehen, die Holztafeln durch Bronzetafeln ersetzt. Die Bronzetafeln wurden mit einer grünlichen künstlichen Patina versehen, so dass die erhabenen glänzenden Buchstaben gut sichtbar waren.
1958 wurde das Heldenehrenmal in eine Gedenkstätte für die Opfer des Faschismus umgewidmet. Dabei wurden die vier auf der Nordseite in die Wand eingelassenen Bronzetafeln beseitigt und die Flächen mit Lausitzer und Schlesischem Granit verkleidet. Die Inschriften auf dem zentralen Granitblock, die auf der Südseite „UNSERN GEFALLENEN“ und auf der Nordseite „SIE WERDEN AUFERSTEHEN“ lauteten, wurden ebenfalls entfernt.
An den beiden Seitenwänden des Ehrenmals wurden Bronzereliefs des Bildhauers Heinz Mamat angebracht, die den Leidensweg von Antifaschisten thematisieren. Seine Bronzefigur Stürzender auf dem zentralen Granitblock und zwei Tafeln mit Namen von Widerstandskämpfern, die 1987 hinzugefügt worden waren, wurden 1991 entfernt und eingelagert. Die Inschrift im Sockel nennt nun 17 Namen von Opfern des Widerstandskampfes. Nach Reparatur der bei Vandalismus beschädigten und darauf eingelagerten Figur Stürzender wurde diese wieder, im Jahr 2009, auf den zentralen Granitblock aufgestellt.
Im September/Oktober 2009 wurde die Gedenkstätte für die Opfer des Faschismus für 122.000 Euro umfassend saniert und die 1991 entfernte Figur Stürzender wieder aufgestellt.
Am 15./16. Januar 2011 kam es unterhalb der Gedenkstätte durch die seit Wochen anhaltenden Niederschläge zu Hangrutschungen, die das gesamte Areal gefährdeten. Lange Zeit konnte man sich in den unterschiedlichen Ausschüssen über die notwendigen Sanierungen am abgerutschten Hang nicht einigen. Am 25. Juni 2014 wurde der abgerutschte Bereich nach einer eher kleinen Sanierung wieder freigegeben. Anfängliche Kostenschätzungen gingen davon aus, dass eine Sanierung nicht unter 350.000 Euro möglich ist. Die gewählte Minimalvariante kostete lediglich 58.000 Euro. Erst in den Jahren 2021 bis 2022 konnte der gesamte Bereich des abgerutschten Hanges am Georgenberg umfangreich gesichert und wiederhergestellt werden.

#### Pavillon Sängerblick

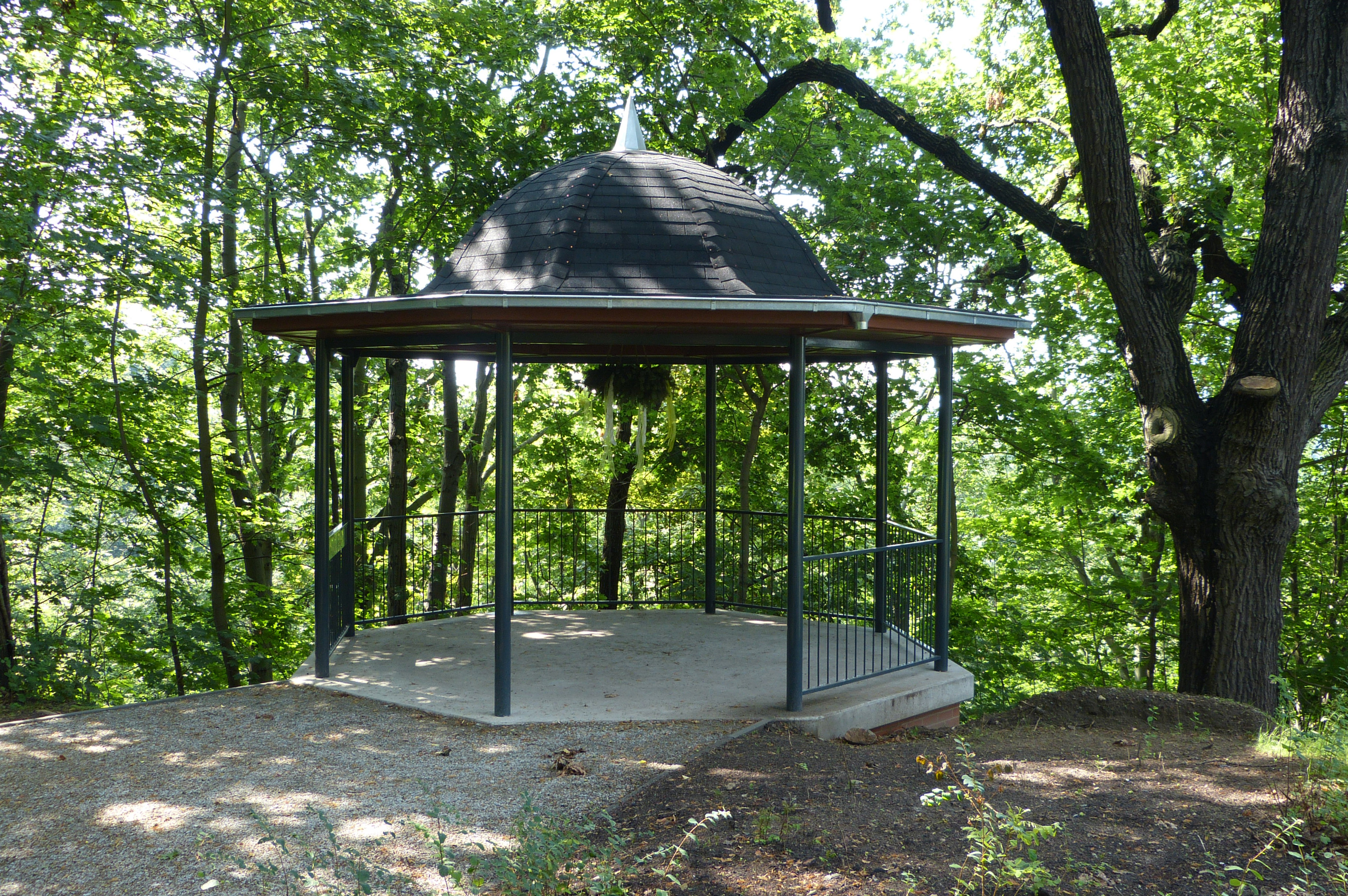
Pavillon „Sängerblick“

Im Jahr 1931 wurde in unmittelbarer Nähe des Bismarckturmes, östlich davon, der vom Spremberger „Männergesangsverein 1835“ gestiftete Pavillon Sängerblick errichtet. Er wurde etwa 18 Meter über der Bahnhofstraße auf einem massiven verklinkerten Fundament in den Hang des Georgenberges gebaut, bestand aus Holz und war nach allen Seiten offen. Ihn krönte eine gewölbte, metallgedeckte Kuppel. Vom Pavillon aus konnte man damals, als die Bepflanzung der künstlich geschaffenen Hänge des Georgenberg noch von geringer Höhe war, die Stadt überblicken. Die offizielle Übergabe des Pavillons an die Stadt erfolgte am 5. Juni 1931 durch den Vereinsvorsitzenden Lehrer Otto Kossack.
Um etwa 1970, vermutlich im Zuge der Umgestaltung des Georgenbergfriedhofes, wurde der vernachlässigte, in schlechtem Zustand befindliche und nun zugewachsene Pavillon abgerissen, lediglich das Fundament überdauerte die Jahre.
Im März 2013 stellte der LAGA-Verein Spremberg Pläne vor, diesen Pavillon wieder aufzubauen. Am 7. Oktober 2013 wurde mit der Sanierung des Fundaments und damit mit dem Wiederaufbau des Pavillons begonnen. Alle Leistungen wurden durch Spenden finanziert. Im Zuge der Sanierungsarbeiten fand man dabei am 14. Oktober 2013 eine Metallhülse von der Grundsteinlegung im Jahr 1932 mit Listen aller damaligen Mitglieder des Männergesangsverein 1835 und einem Foto. Der Aufbau erfolgte weitgehend nach dem Original. Allerdings standen die Originalbaupläne nicht mehr zur Verfügung, man konnte sich lediglich an einigen Fotos orientieren. Die Grundkonstruktion des Pavillons besteht nun aus Metall, das Dach wurde aus Kostengründen mit Schindeln gedeckt. Eine Tafel, die an der Brüstung angebracht wurde, benennt die Hauptsponsoren des Pavillons. Am 4. Juli 2014 wurde der Pavillon in einem feierlichen Akt wieder der Öffentlichkeit zugänglich gemacht. Die Gesamtkosten des Wiederaufbaus beliefen sich auf 45.000 Euro.
Der Friedhof, der 1828 angelegt worden war, musste später aus Platzmangel wieder geschlossen werden. Nach dem Ende des Zweiten Weltkriegs wurde das 1872 errichtete Kriegerdenkmal für die Gefallenen des Deutsch-Französischen Krieges von 1870/1871 geschleift.

Erhalten gebliebene Grabanlage im Stadtpark Spremberg

Im Jahr 1968 kam es zu gewaltigen Sturmschäden auf dem Georgenberg, so dass man sich entschied, das gesamte Gelände völlig neu zu gestalten. Als erstes wurde damit begonnen, den Friedhof einzuebnen und vorhandene Gräber zu verlegen. Nur einige wenige markante Grabstätten blieben erhalten. Bei dem sogenannten Loebenschen Grabstein handelt sich um die Grabstätte der Adelsfamilie von Loeben, die erstmals 1536 in Spremberg in Erscheinung trat. Der Grabstein wurde etwa 1760/1761 für Caspar Ernst von Loeben errichtet.

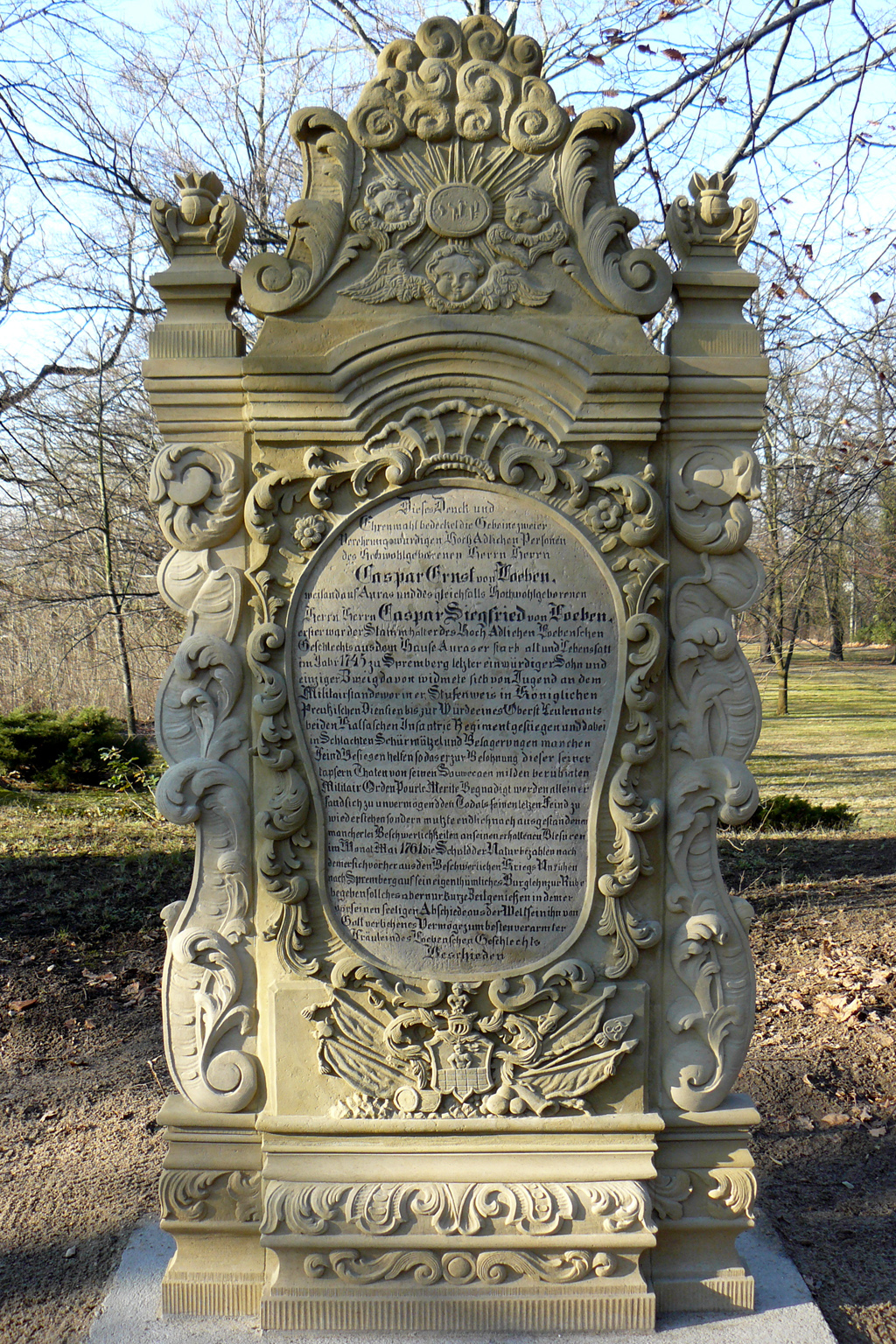
Grabstein der Familie von Loeben im heutigen Stadtpark

Der Neugestaltung des Stadtparks fiel aus Geldmangel auch alte Bausubstanz zum Opfer.

#### St.-Georg-Kapelle (Georgenbergkapelle)
Nach einer Spremberger Sage, soll Jutta von Kittlitz aus Dank für die gesunde Rückkehr ihres Geliebten Seyfried von Loeben vom Dritten Kreuzzug 1189 diese Kapelle gestiftet haben. Diese Angaben sind aber weder belegbar noch historisch glaubhaft. Sie beziehen sich vermutlich nur auf eine kleinere schlichte Holzkapelle, die als Vorgängerbau angenommen wird. Vielmehr ist davon auszugehen, dass die Kapelle, in ihrer letzten Form, erst gegen Ende des 15. Jahrhunderts als Nachfolgebau dieser Holzkapelle oder aber auch nur auf deren ehemaligen Standort errichtet wurde. Als Grundlage dafür dient die urkundliche Ersterwähnung einer Georgenbergkapelle in den Meißner Bistumsmatrikeln von 1495. Alle Wirren der Jahre und Kriege überstand sie nicht immer ganz schadlos und wurde mehrere Male wiederaufgebaut oder umfangreich saniert.
Am 10. Juni 1970 wurde die Kapelle ohne archäologische Begleitung abgerissen und deren Standort zur Rasenfläche umgestaltet.
Seit dem Jahr 2014 gab es Pläne durch den örtlichen Förderverein LAGA Spremberg e. V., die St.-Georg Kapelle wiederaufzubauen, die jedoch an den finanziellen Möglichkeiten aber auch an fehlenden Nachnutzungskonzepten scheiterten. Am 7. September 2021 erfolgte dann der Erste Spatenstich zum Wiederaufbau in einer völlig neuen Struktur in Form einer Imagination nach dem Vorbild des Klosters Ihlow.
1976 wurde auf dem zentralen Platz etwa 100 Meter östlich des ehemaligen Standorts der St.-Georg-Kapelle eine große Springbrunnenanlage installiert. Die unter dem Namen ihres Gestalters Manfred Vollmert, nur als „Vollmert Brunnen“ bekannt ist. Am 6. Juli 2018 wurde bekannt, dass Metalldiebe die im Brunnen installierten Kupferschalen in Form von Baumschwämmen, die dem Wasserablauf dienten, teilweise gestohlen haben.

#### Kriegerdenkmal 1870/1871
Am 25. Oktober 1872 weihten Vertreter der Stadt Spremberg, unter großer Anteilnahme der Bevölkerung, auf der Westspitze des Georgenberges ein aus schlesischen Marmor gefertigtes ca. 6 Meter hohes Kriegerdenkmal ein. Auf diesem Denkmal waren die Namen der 172, im Feldzug gegen Frankreich, Gefallenen in Gold hinterlegten Buchstaben eingraviert. Die Kosten für das Gesamtprojekt beliefen sich auf 1500 Thaler. Das Denkmal hatte ein Gewicht von 11.685 kg.

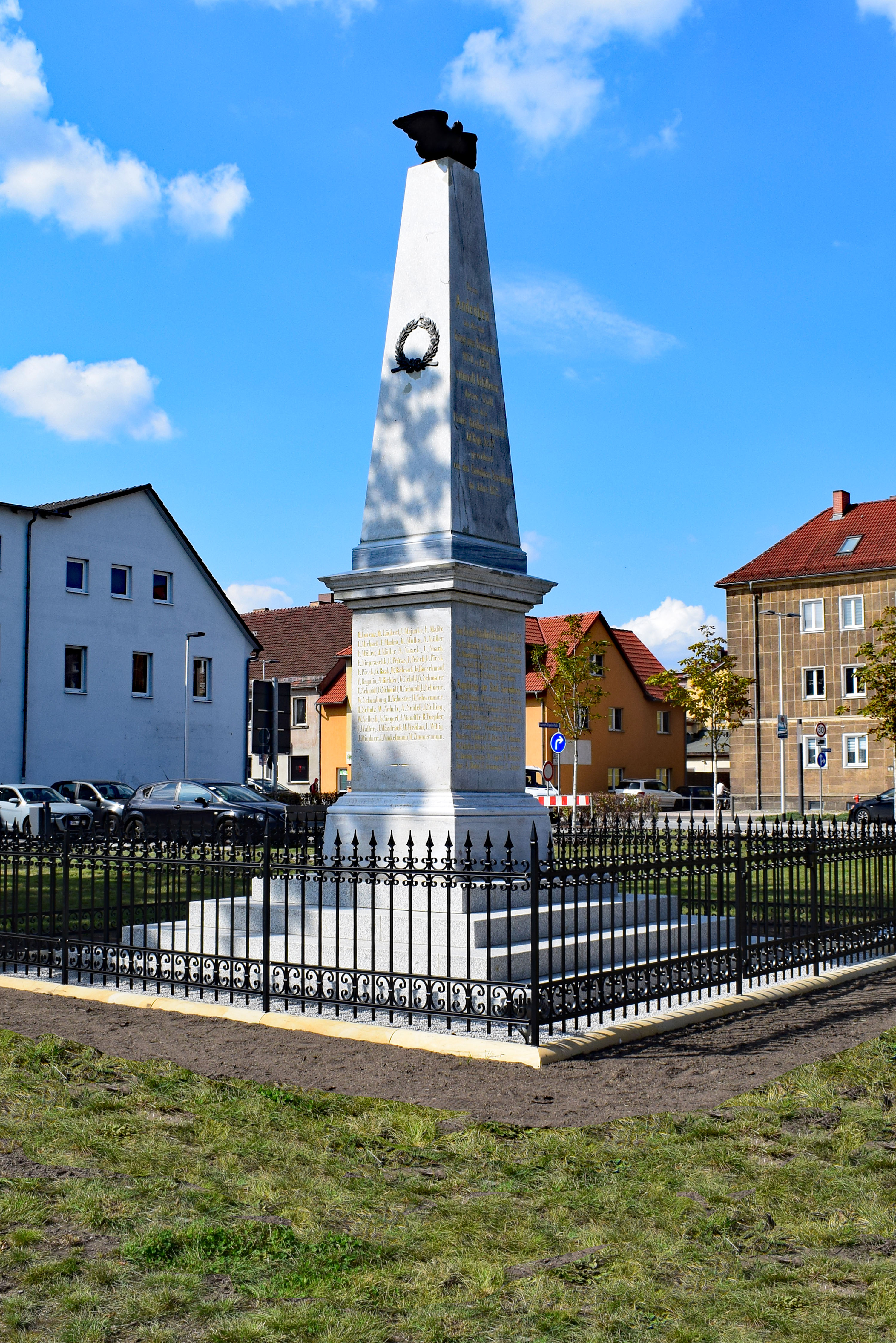
Kriegerdenkmal 1870/71 am neuen Standort in Spremberg

Im Jahr 1946 wurde das Denkmal auf Weisung des Landrates Neugebauer geschleift. Dieser legte dafür die im Mai 1946 veröffentlichte Direktive Nr. 30 des Alliierten Kontrollrates, die eine Entfernung aller militärischen und nazistischen Denkmäler verlangte, entweder unbewusst falsch aus oder handelte mit vorauseilendem Gehorsam. Denn diese Direktive bezog sich ausdrücklich auf Denkmäler, die nach dem 1. August 1914 errichtet wurden. Laut Unterlagen aus Archiven wurde das Denkmal teilweise zerkleinert, konnte aber auf Grund des Gewichts nicht abtransportiert werden. Man entschloss sich deshalb, das Denkmal vor Ort zu vergraben. In den 1970er Jahren wurde der gesamte Komplex mit einer Aussichtsterrasse (Bastion) überbaut. Nach der politischen Wende in der DDR gab es immer wieder Versuche, das Denkmal zu finden. Jedoch waren die Aussagen von Zeitzeugen ungenau und teilweise widersprüchlich, so dass immer wieder an falschen Orten gesucht wurde. Auch gab es Aussagen darüber, dass Teile des Denkmales doch abtransportiert wurden.
Am 21. Mai 2016 gab es dann auf Initiative des Brandenburgischen Landesamtes für Denkmalpflege, Abteilung Bodendenkmalpflege eine Georadaruntersuchung auf der Fläche der Bastion. Dabei konnten mehrere Teile lokalisiert werden, die eindeutig nicht natürlichen Ursprungs waren. Problematisch stellte sich nun dar, dass die sich dort befindliche Aussichtsterrasse (Bastion) von der Denkmalbehörde als erhaltungswürdig eingestuft wurde.
Im Jahr 2017 gab es die Erlaubnis der Unteren Denkmalbehörde, Suchgrabungen an den mittels Georadar lokalisierten Stellen durchzuführen. Am 17. März 2018 konnten dabei zwei intakte Teile der Kriegerdenkmals gefunden, freigelegt und letztlich gehoben werden. Es handelte sich dabei um das Sockelteil mit den eingravierten Namen und der Spitze des Denkmales mit der Inschrift „Andenken an die im Kriege gegen Frankreich 1870 u. 1871 ruhmvoll Gefallenen dieser Stadt und des Füsilier-Bataillons 6. Brandenb. Inf. Regts. No.52 gewidmet von den Einwohnern Sprembergs im Jahre 1872.“ Am 20. Juli 2019 wurden zwei weitere Teile des Obelisken, der untere Sockel und das obere Brustgesims, freigelegt und geborgen.
Im Jahre 2020 konnte mit der Restaurierung des Obelisken begonnen werden. Für ein Teilstück des Obelisken (oberes Zwischenstück), welches zerstört und nur in Bruchstücken aufgefunden worden war, konnte Marmor aus dem Steinbruch beschafft werden, wo auch der ursprüngliche Marmor her stammte. Sämtliche ehemals am Obelisken angebrachten Metallapplikationen mussten in der Kunstgießerei Lauchhammer neu angefertigt werden. Originalteile waren bis auf das Eiserne Kreuz, welches fast unversehrt geblieben war, nur in wenigen Bruchstücken gefunden worden.
Durch einen Einspruch der Oberen Denkmalbehörde gegen ein von der Stadt Spremberg vorgelegtes Denkmalpflegerisches Gesamtkonzept war ein geplantes Wiederaufstellen des Obelisken am Originalstandort auf dem Georgenberg nicht mehr möglich. Nach teils sehr kontroverser Diskussion über einen neuen Standort beschloss die Stadtverordnetenversammlung der Stadt Spremberg am 28. Oktober 2020 mit großer Mehrheit, den Obelisken auf der vorhandenen Restfläche des Friedrich-Engels-Platzes im Zentrum der Stadt aufzustellen. Sämtliche Kosten wurden bisher, so wie beim Aufstellen im Jahr 1872, von der Spremberger Bürgerschaft und von Unternehmen aufgebracht.
Am 19. Mai 2021 wurde der Obelisk an seinem neuen Aufstellungsort, ca. 800 m Luftlinie von seinem ursprünglichen Standort entfernt, errichtet.
Am 11. September 2021 wurde der Obelisk 1870/71 an seinem neuen Standort feierlich eingeweiht. Zu den Gästen des Georgenbergvereins zählten neben der Bürgermeisterin der Stadt Spremberg Christine Herntier auch der Bürgermeister der Gemeinde Mars la Tour, Roger Dalla Costa, und zwei ihn begleitende Persönlichkeiten aus Frankreich. Ebenfalls anwesend war Generalmajor Jean-Pierre Metz, Militärattaché der Botschaft der Republik Frankreich, sowie Oberstleutnant Christian Bartels von der deutsch-französischen Brigade der Bundeswehr. Weiter anwesend waren maßgebliche Unterstützer und Sponsoren dieses Projekts.

#### Kriegsgräberstätten
1977 weihte man direkt hinter dem Bismarckturm ein sowjetisches Ehrenmal ein, für das der vorherige russische Soldatenfriedhof eingeebnet worden war. Im Zentrum stand die Steinfigur Trauernde Mutter des Bildhauers Jürgen von Woyski. Mit diesem Ehrenmal wurde der 454 sowjetischen Soldaten gedacht, die bei den Kämpfen um Spremberg ihr Leben ließen. Im Jahr 2007 gab es seitens der Stadtverordneten Überlegungen, das zusehends verfallende Ehrenmal abreißen zu lassen, was jedoch auf Grund von bestehenden Verpflichtungen aus einem Zusatzvertrag des 1990 geschlossenen Zwei-plus-Vier-Vertrages nicht verwirklicht werden konnte. Das Ehrenmal war seither teilweise durch Bauzäune wegen akuter Einsturzgefahr abgesperrt. Erst im Januar 2015 konnte nach Einigung mit allen beteiligten Partnern eine Grundinstandsetzung, die hier aber einem Neubau gleichkommt begonnen werden. Das Ehrenmal wurde komplett zurückgebaut um dann in seiner annähernden Form wie es vor 1977 bestand, wieder errichtet zu werden. Vom Ehrenmal aus dem Jahr 1977 wurden dabei die „Trauernde Mutter“ und der zentrale große Stern mit integriert und erhalten.

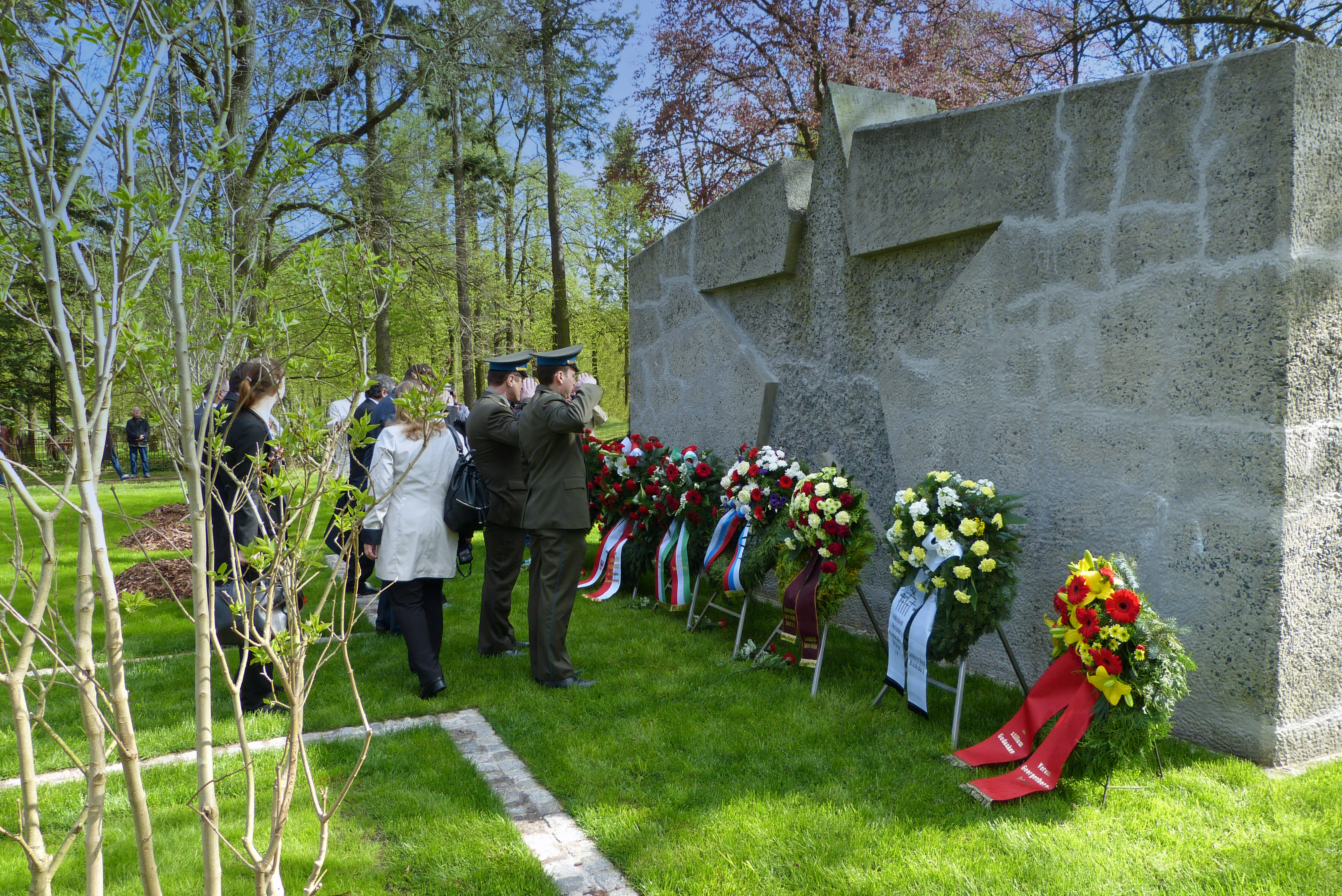
Einweihung des komplett umgestalteten sowjetischen Soldatenfriedhofs

Am 29. April 2016 fand im Beisein von Evgeny L. Aljoschin, Mitarbeiter der Kriegsgräberfürsorge in der Russischen Botschaft in Deutschland, Vertretern der Landesregierung des Landes Brandenburg und weiteren Persönlichkeiten die feierliche Einweihung des russischen Ehrenfriedhofs statt, auf dem nunmehr 836 Soldaten namentlich benannt werden. Die Gesamtkosten der Errichtung des Friedhofs belaufen sich auf ca. 370.000 Euro. Die Russische Föderation hatte dabei, ohne dazu verpflichtet zu sein, etwa 31.000 Euro für die Instandsetzung des großen Stern und der Trauernden Mutter beigetragen. Auf Wunsch der Russischen Regierung wurden im Ehrenhain auch vier russische Fliedersträucher gepflanzt, die von der Enkeltochter des damaligen Befehlshabers der 1. Ukrainischen Front Marschall der Sowjetunion Konew die im April 1945 Spremberg erobert hatte, gezüchtet wurden.
Auf dem Georgenberg befindet sich auch eine deutsche Kriegsgräberstätte. Dort werden seit 1995 Soldaten umgebettet, deren Ruheplätze durch die Devastierung in der Region zerstört wurden. Der Soldatenfriedhof nimmt darüber hinaus Gebeine auf, die bei der Tagebauvorfeldberäumung des Tagebaus Welzow-Süd entdeckt werden. Um die dort beigesetzten deutschen Soldaten gab es auch 63 Jahre nach Kriegsende immer wieder kontroverse Diskussionen. Da sich unter den Toten auch Angehörige der SS-Panzerdivision Frundsberg befinden, derer von ehemaligen Kameraden an entsprechenden Feiertagen gedacht wurde, sah sich die Stadt im Jahr 2008 gezwungen, eine Verordnung zu erlassen, in der geregelt wurde, wer Kränze mit welcher Aufschrift niederlegen darf.

#### Denkmalanlage „Hürden überwinden“

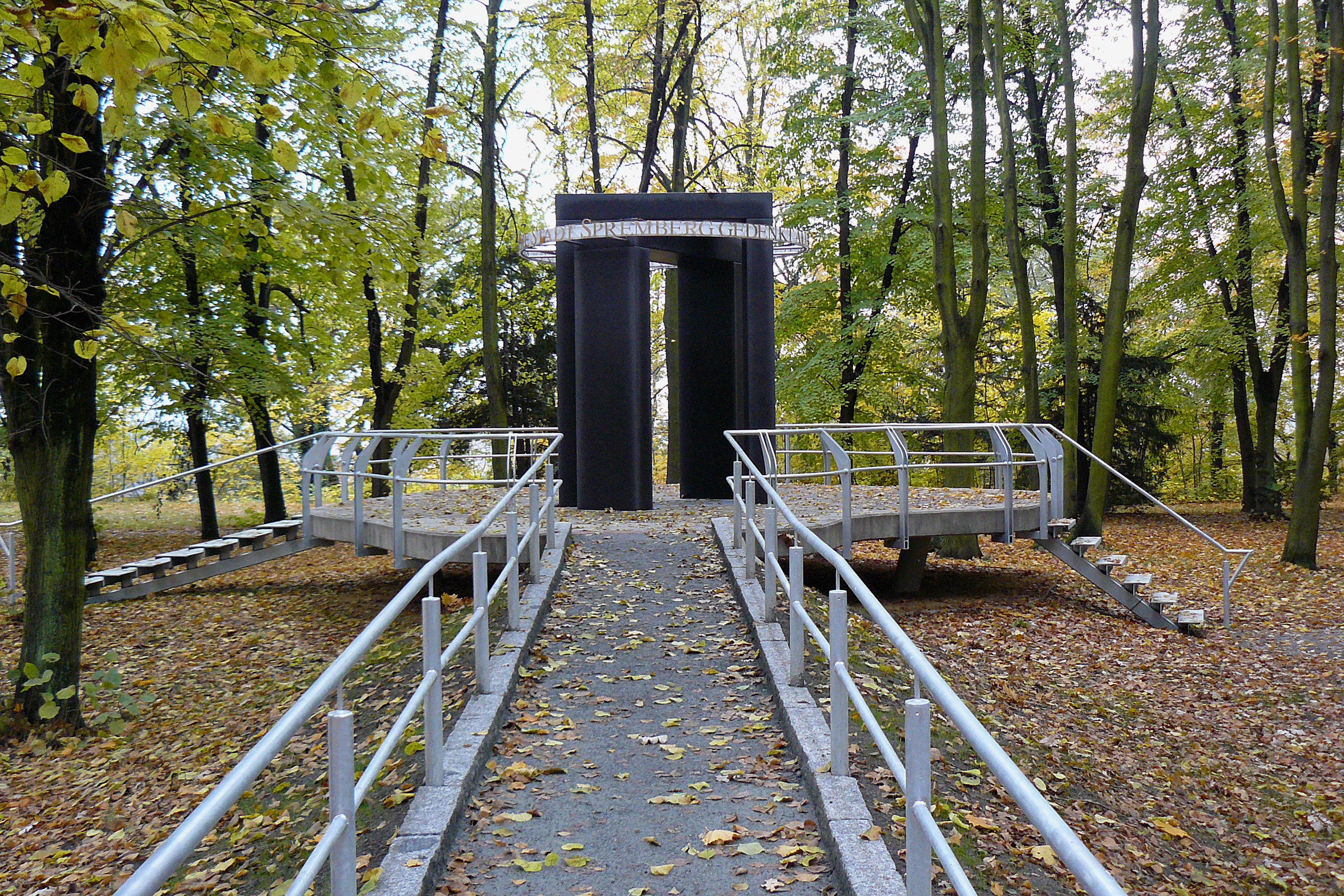
Denkmalanlage „Hürden überwinden“ Oktober 2009

Mit der Denkmalanlage Hürden überwinden auf dem Georgenberg gedenkt die Stadt der Opfer von Krieg und Gewaltherrschaft.
Im Juli 1999 richtete ein örtlicher Verein eine Anfrage an die Stadt, auf dem Georgenberg eine Denkmalanlage für Opfergruppen zu errichten, derer bisher nicht gedacht wurde. Im Jahr 2000 gab es Bestrebungen, sie in die Denkmalanlage für die Opfer des Faschismus unterhalb des Bismarckturmes zu integrieren und an die Umfassungsmauer vier Gedenktafeln für unterschiedliche Opfergruppen anzubringen. Dies scheiterte jedoch am Einspruch des Landkreises und der Unteren Denkmalschutzbehörde. Diese sahen darin „zuviel Änderungen an einem bestehenden Denkmal“. Man wollte außerdem eine erneute schleichende Umwidmung der Denkmalanlage, wie bereits nach 1945 geschehen, verhindern. Durch die unterschiedlichen Auffassungen über Art und Umfang des Denkmals kam es zu jahrelangen Verzögerungen. Erst sieben Jahre später, am 3. Dezember 2006, fasste die Stadtverordnetenversammlung (SVV) den Beschluss, ein Planungsbüro mit der Planung für eine separate Denkmalanlage zu beauftragen. Als Vorgabe des Landkreises und der Unteren Denkmalschutzbehörde war zu berücksichtigen, dass sich die neue Denkmalanlage „in einem respektvollen Abstand zu vorhandenen Denkmälern und Kriegsgräberstätten befinden soll“. Der vorgesehene Kostenrahmen lag bei etwa 98.000 Euro.

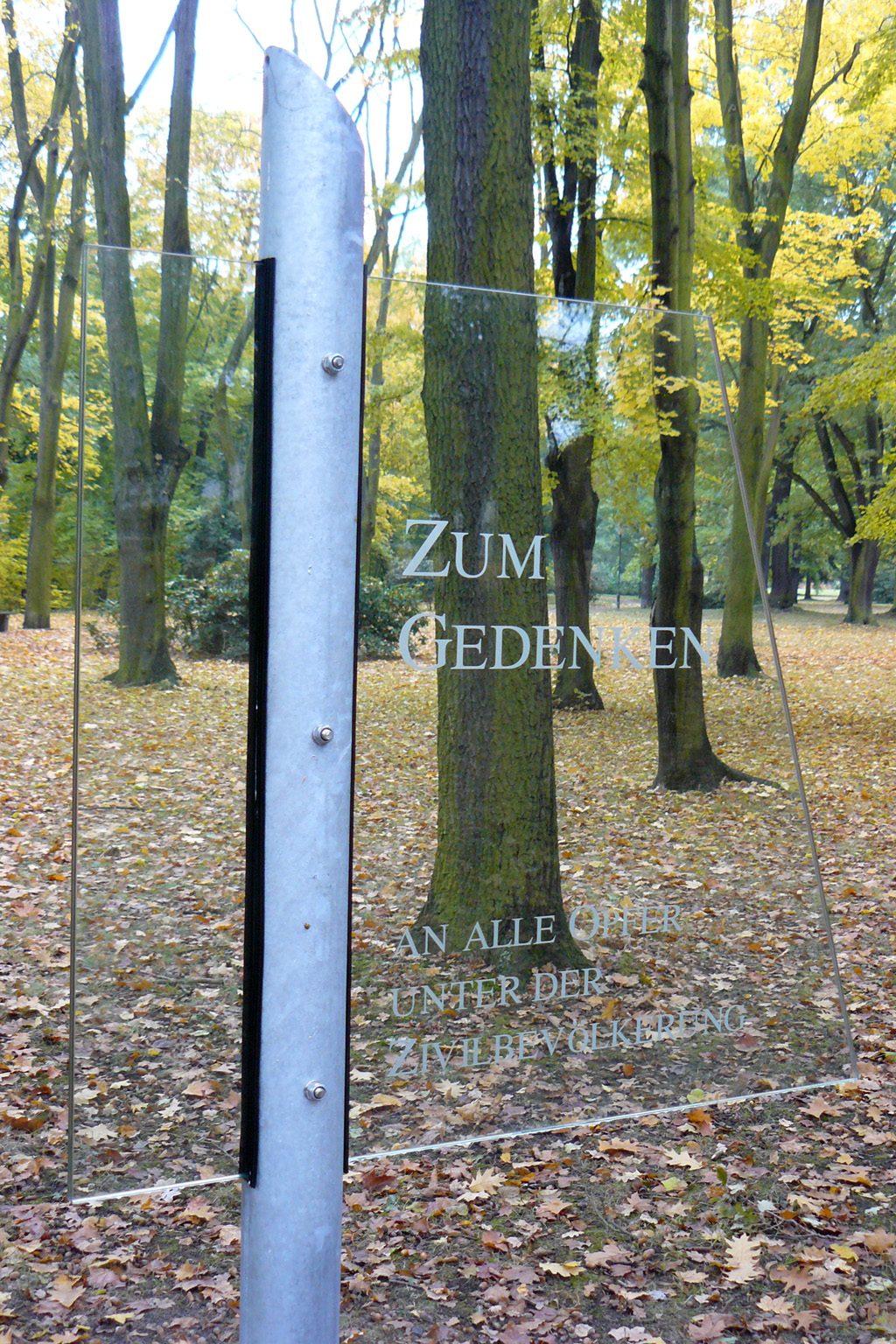
Wegtafel „Zum Gedenken an alle Opfer unter der Zivilbevölkerung“

Am 23. Juli 2008 wurde der Beschluss gefasst, welchen Opfergruppen an den vier Zugangswegen der neuen Denkmalanlage gedacht werden sollte. Bis zuletzt gab es darüber kontroverse Diskussionen innerhalb der SVV. Am 11. Februar 2009 beschloss die SVV endgültig, die Errichtung einer separaten Denkmalanlage mit vier Zugangswegen nach dem Entwurf Hürden überwinden. Die Kosten beliefen sich nunmehr auf etwa 142.000 Euro.
Der Besucher überwindet über vier Wege mit unterschiedlicher Länge und Steigung auf Treppen und aufgeschütteten Rampen eine Höhe von etwa einem Meter und erreicht eine Plattform im Zentrum der Denkmalanlage. Dort sind zwei schwarze Basaltsteine in U-Form so aufgestellt, dass sie ineinander greifen und man sie durchschreiten kann. Um die Basaltsteine läuft ein Band mit der Aufschrift „Die Stadt Spremberg gedenkt aller Opfer von Krieg und Gewaltherrschaft“ als Zeichen der Versöhnung.
Die Bezeichnung der Zugangswege auf Glastafeln am jeweiligen Wegbeginn lauten, im Westen beginnend, im Uhrzeigersinn:
- Zum Gedenken an alle Opfer unter der Zivilbevölkerung
- Zum Gedenken an alle Gefallenen der Weltkriege
- Zum Gedenken der Opfer des Nationalsozialismus
- Zum Gedenken der Opfer des Stalinismus

Um den im Mittelpunkt stehenden Bismarckturm befinden sich nun vier selbstständige Denkmalanlagen in einem Umkreis von weniger als 100 Metern. Dies sind die neue errichtete Denkmalanlage „Hürden überwinden“, der deutsche Soldatenfriedhof mit dem zugeordneten Hochkreuz, der sowjetische Soldatenfriedhof, sowie die Gedenkstätte für die Opfer des Faschismus.
Die Einweihung der Denkmalanlage Hürden überwinden fand am 15. November 2009 mit der Kranzniederlegung zum Volkstrauertag durch den Bürgermeister sowie Abgeordnete der SVV der Stadt Spremberg in aller Stille statt.

#### Lapidarium

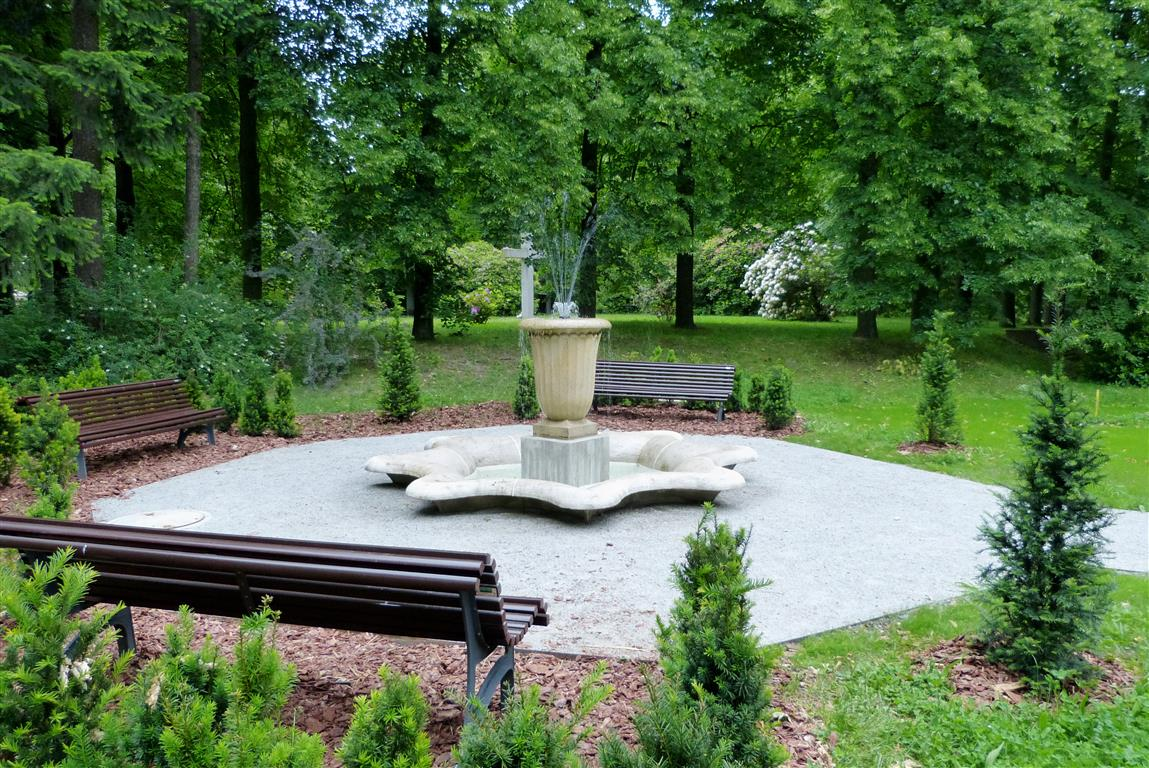
Am Standort des Lapidarium

Um für die Stadt Spremberg kulturgeschichtlich wichtige Grabsteinanlagen zu erhalten, diese an einem zentralen Punkt aufzustellen und der breiten Öffentlichkeit zugänglich zu machen, hatte sich der Förderverein zur Ausrichtung einer Landesgartenschau in Spremberg (LAGA-Verein) dazu entschlossen, im Stadtpark auf dem Georgenberg ein Lapidarium zu errichten. Am 24. September 2011 fand der symbolische Erste Spatenstich statt.
Das Lapidarium wird auf einer Freifläche etwa hundert Meter südöstlich des Bismarckturms errichtet. Auf dieser Freifläche befindet sich ein Jugendstilbrunnen des Spremberger Steinmetzen und Bildhauers Paul Heidel, der als zentrales Gestaltungselement erhalten und restauriert wurde. Die Gesamtkosten für die Restaurierung betrugen rund 20.000 Euro, die ausschließlich durch Spendengelder aufgebracht wurden. Am 9. August 2013 konnte der Brunnen nach Jahren des Verfalls wieder in Betrieb genommen werden. Als erster Stein des Lapidariums wurde der restaurierte Gedenkstein für den Spremberger Kantor Friedrich Leitmann feierlich enthüllt.
Erste Kostenschätzungen für die Errichtung des Lapidariums gehen von etwa 30.000 Euro aus, die zum größten Teil von ortsansässigen aber auch überregionalen Sponsoren getragen werden. Am 5. Mai 2012 wurden zur weiteren Finanzierungshilfe des Lapidariums erstmals so genannte „Fördertaler“ angeboten. Damit soll den Einwohnern der Stadt und weiteren Förderern die Möglichkeit der weiteren Beteiligung geboten werden. Die Lapidarium-Fördertaler bestehen aus Keramik und bilden auf einer Seite den zu restaurierten Jugendstilbrunnen und einen symbolischen Gedenkstein ab. Am 13. November 2013 wurde bekannt, dass erste aufgestellte Grabmale des Lapidarium, darunter auch der erst kurz davor sanierte Gedenkstein des Spremberger Kantor Friedrich Leitmann, von Unbekannten zerstört und dabei Inschriften und Plaketten gestohlen wurden.

### Schloss

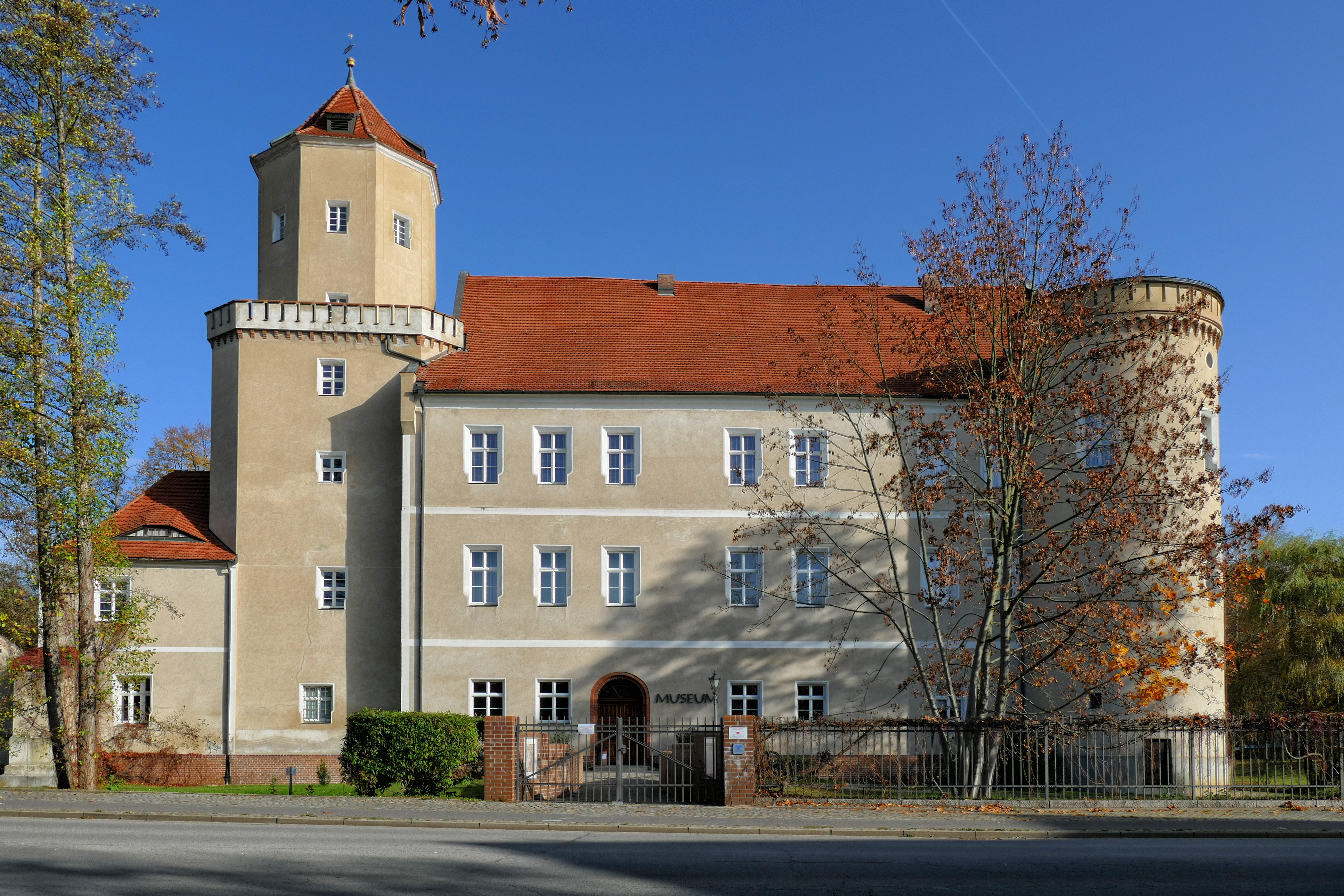
Schloss Spremberg

Aus einer romanischen Turmburg um 1100 entstanden, wurde das Schloss Spremberg unter der Regentschaft der Herzöge von Sachsen-Merseburg in eine frühbarocke Vierflügelanlage umgebaut. Die Baugeschichte ist seit dem 11. Jahrhundert belegt, der untere Teil des großen Hauptturmes mit seinen bis zu vier Meter dicken Mauern ist der älteste Teil der Schlossanlage. Im Erdgeschoss des Haupthauses sind in drei Räumen Deckengewölbe mit Bemalungen des 16. Jahrhunderts erhalten geblieben. Während der Regentschaft der Merseburger Herzöge zwischen 1680 und 1738 wurde die Burg zum Schloss ausgebaut. Nach dem Aussterben der Merseburger Besitzer kam das Schloss 1738 in kursächsischen Besitz. Von diesem Zeitpunkt an diente es mit zahlreichen Umbauten im Inneren bis 1997 vor allem Verwaltungszwecken.
Im Schloss befindet sich neben anderen Einrichtungen das Niederlausitzer Heidemuseum, in dem unter anderem in einer ständigen Ausstellung über Leben und Werke des Spremberger Schriftstellers Erwin Strittmatter informiert wird. In der Freianlage befindet sich ein Bauernhof mit einem originalen Bauernhaus aus Groß Buckow, das dorthin umgesetzt wurde.

### Gedenkstein Mittelpunkt des Deutschen Reiches

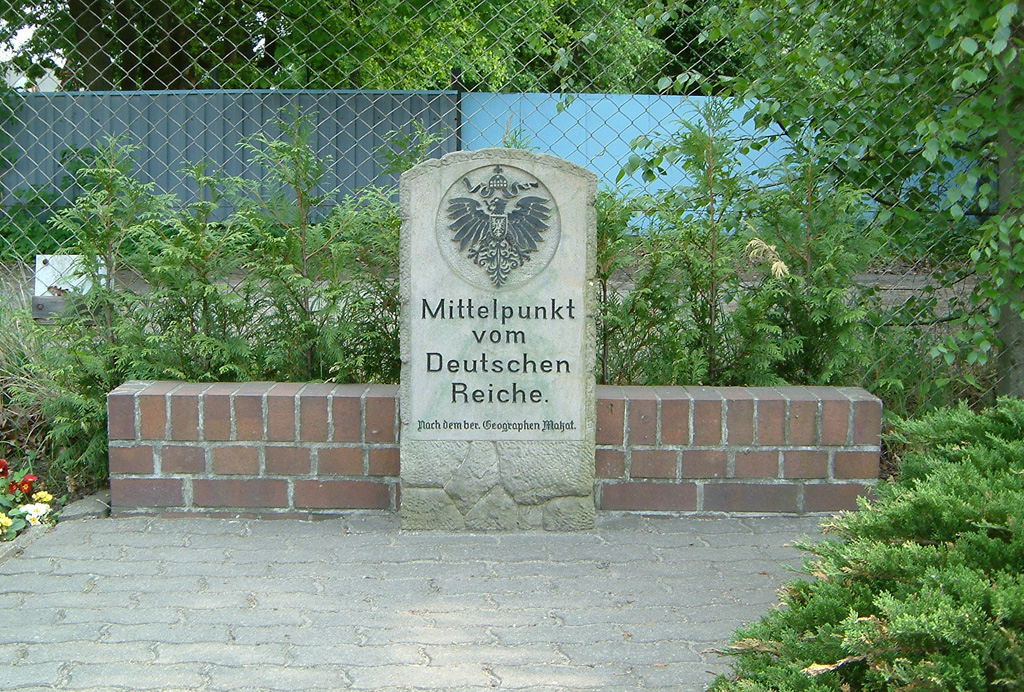
Mittelpunkt des Deutschen Reiches 1871–1920

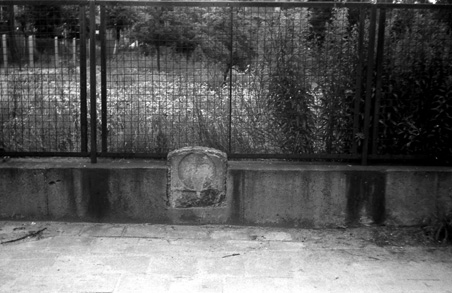
Zerstörter Original-Mittelpunktstein

Spremberg galt in der Zeit von 1871 bis 1920 als geographischer Mittelpunkt des Deutschen Reiches. Die Berechnungen dazu gingen auf den Geographen Heinrich Matzat zurück, einen Oberlehrer am Spremberger Realgymnasium. Die Grundlage seiner Berechnung war, dass er die Mittelwerte der am weitesten nördlich, südlich, östlich und westlich gelegenen Orte des damaligen Deutschen Reiches feststellte. Das Ergebnis veröffentlichte er in dem Jahresbericht der höheren Lehranstalten des Jahres 1872.
Dort hieß es: „Zum Schluß dieser letzten Erörterungen, die gerade die Heimatkunde betrifft, möge hier noch ein Notiz Platz finden, die für die Bewohner unser guten Stadt Spremberg von einigem Interesse sein wird. – Der nördlichste Punkt des neu entstandenen Deutschen Reiches liegt bei dem Dorfe Nimmersatt nördlich von Memel, 55 Grad 52 Minuten 56 Sekunden nördlicher Breite; der südlichste am Ursprung der Stillach, eines Quellflusses der Iller in den Allgäuer Alpen, 47 Grad 15 Minuten 48 Sekunden nördlicher Breite. Das Mittel hieraus ist 51 Grad 34 Minuten 22 Sekunden. Der östlichste Punkt liegt bei dem Dorfe Schilleningken unweit Schirwindt an der Scheschuppe, 40 Grad 32 Minuten 25 Sekunden östlicher Länge von Ferro; der westlichste beim Dorfe Isenbruch, vier Kilometer von der Maas, 23 Grad 31 Minuten 50 Sekunden östlicher Länge von Ferro. Das Mittel hieraus ist 32 Grad 2 Minuten 7,5 Sekunden.
Der geographische Mittelpunkt des Deutschen Reiches ist also der Punkt, welcher unter 51 Grad 34 Minuten 22 Sekunden nördlicher Breite und 32 Grad 2 Minuten 7,5 Sekunden östlicher Länge liegt. Dieser Punkt aber ist gelegen auf dem Territorium der Stadt Spremberg. Man gelangt zu ihm (nach Messung auf der Generalstabskarte), wenn man von der Dresdener Straße ziemlich genau 500 Schritt (und zwei Fuß) die Gartenstraße und den sie fortsetzenden Weg hinabgeht.“
Im Juli 1914 erging eine Verfügung des Chefs der Preußischen Landesaufnahme, v. Bertrab, dass der Mittelpunkt des Deutschen Reiches auf das Messtischblatt 2547, also die Gemarkung Spremberg fiel.
1946 wurde die Inschrift des Steines auf Anordnung des damaligen Landrates, der den Befehl Nr. 30 des Alliierten Kontrollrates buchstabengetreu umsetzte, zerstört.
Der Originalstein wurde im März 1988 im Zuge der Vorbereitung von Straßenbauarbeiten geborgen und ist im Heimatmuseum in Spremberg ausgestellt. Laut Auskunft des damaligen Kreisdenkmalpflegers war der Stein durch das Entfernen der Schrift und durch das Einsetzen in eine Betonmauer nach 1946 so stark zerstört, dass eine Wiederherstellung nicht möglich war.
Am 19. Januar 1991 wurde nur wenige Meter vom Originalstandort entfernt eine Kopie des Steines aufgestellt.

### Geschichtsdenkmale

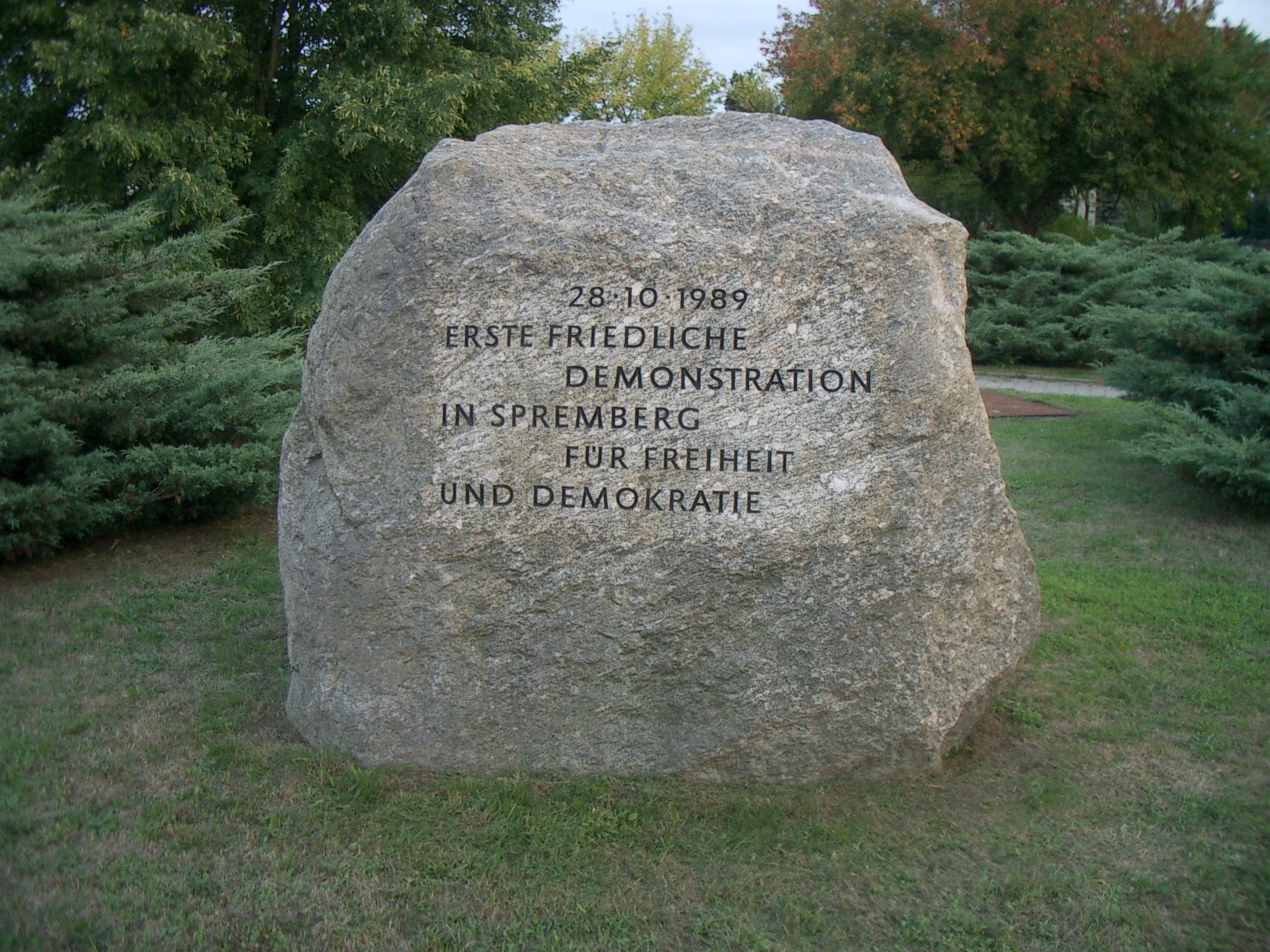
Gedenkstein für Demonstrationen 1989

- Gedenkstein für 28 Opfer des Todesmarsches von 630 Häftlingen des KZ Groß-Rosen vom April 1945, die eine Woche lang in einer Scheune der Schäferei von Gosda-Haidemühl gequält wurden. Dieser Ort musste dem Tagebau weichen, weshalb die Opfer umgebettet wurden.
- Gedenkstein von 1967 auf dem Bahnhofsvorplatz für den Vorsitzenden der KPD Ernst Thälmann, der 1944 im KZ Buchenwald ermordet wurde.
- Gedenkstein von 2009 auf dem Platz des Schloßbezirks für Ernst Tschickert, Opfer des Nationalsozialismus und Stalinismus. Tschickert war Stadtverordneter der Stadt Spremberg, Fraktionschef im Kreistag und starb 1951 in einem sibirischen Straflager.[76]
- Gedenkstein für die erste Demonstration in Spremberg für Freiheit und Demokratie am 28. Oktober 1989.
- Friedenseiche und Gedenkstein mit der Inschrift „Friedenseiche 2. Mai 1871“. Der Gedenkstein wurde nach dem Zweiten Weltkrieg vergraben und bei Straßenbauarbeiten im Jahr 2010 wiedergefunden. Auf Grund der nicht mehr lesbaren Inschrift wurde er aber nicht als historisch bedeutend erkannt und lehnte über Jahre unbeachtet an der Friedenseiche. Am 1. September 2021 wurde der Stein mit erneuerter Inschrift wieder aufgestellt.

 Stolpersteine 
Am 5. Oktober 2022 wurde in der Geschwister-Scholl-Straße durch den Künstler Gunter Demnig der erste Stolperstein der Stadt verlegt. Dieser gedenkt Friederike Elfriede Rulla geb. Goldmann, die am 9. Juli 1894 in Leobschütz in Schlesien geboren wurde. Am 22. Dezember 1919 heiratete sie den Arbeiter Johannes Alfred Bruno Rulla. Aus dieser Ehe gingen zwei gemeinsame Kinder hervor, Tochter Lieselore (1920) und Sohn Hansjoachim (1921). Im Jahr 1924 zog die Familie nach Trattendorf bei Spremberg, wo Bruna Rulla eine Anstellung im Kraftwerk Trattendorf gefunden hatte.
Nach der Machtergreifung der Nationalsozialisten strebte Bruno Rulla auf der Grundlage der Nürnberger Rassegesetze im Jahre 1935 erfolglos die Scheidung an. Die Ehe war ab diesem Zeitpunkt zerbrochen, Elfriede und Bruno Rulla lebten mit jeweils einem der Kinder in getrennten Haushalten in Spremberg, Elfriede Rulla mit Tochter Liselore in der Wilhelmstraße 9 und Bruno Rulla mit Sohn Hansjoachim in der Kraftwerkstraße 8.
Im Jahr 1939 strebte Bruno Rulla erneut die Scheidung an, worauf am 29. März 1940 das Scheidungsurteil erlassen wurde. Elfriede Rulla befand sich zu dieser Zeitpunkt unter dem Vorwurf der Rassenschande in Gewahrsam in einer Gefängniszelle im Rathaus von Spremberg, wo sie sich am 10. April 1940, dem zwanzigsten Tag nach ihrer Verhaftung, durch Erhängen das Leben nahm.

### Regelmäßige Veranstaltungen
- Kneipenfestival (März), Livebands spielen an einem Wochenende zum Tanz in verschiedenen Lokalen auf.
- Castle-Eastside-Jam (März), eine der größten HipHop-Jams Deutschlands
- Brunnenfest (Mai), Kulturprogramm rund um den 1995 neu geschaffenen Bullwinkelbrunnen
- Chorfest (Mai), nationale und internationale Chöre wetteifern um den Spremberger Chorwanderpokal
- Maifest mit der Wahl der Spremberger Spreenixe
- Spremberger Volkstriathlon (Juni)
- 24-Stunden-Schwimmen (Juni)
- Spremberger Perle Cup (Juli), nationale und internationale Fußballmannschaften kämpfen um den Wanderpokal
- Spremberger Heimatfest (am zweiten August-Wochenende, drei Tage)
- Spremberger Filmnächte (August)
- Herbstfest mit Töpfermarkt (Oktober)
- Schlittenhunderennen in der Ratsheide (November)
- Lichterfest (an allen Adventssamstagen)
- Traditionelles Jahreskonzert des Musikvereins Trachtenkapelle Spremberg e. V. in der Kreuzkirche (Dezember)

### Sport
Größter Sportverein der Stadt ist die SG Einheit Spremberg e. V. (628 Mitglieder zum Stand 31. Dezember 2023), welche sich aus den Sportarten Tennis, Turnen und Kanu zusammensetzt. Der KSC Asahi Spremberg (ca. 550 Mitglieder) mit den Sportarten Judo, Volleyball, Karate, Sumo, Fitness, Badminton und Billard tritt in der 1. Deutschen Judo-Bundesliga an. Zu DDR-Zeiten war die BSG Aktivist Schwarze Pumpe aus dem Ortsteil Schwarze Pumpe in der zweitklassigen DDR-Liga aktiv, nach der Wende verlagerte die Sportgemeinschaft ihre Fußballabteilung nach Hoyerswerda.

## Wirtschaft und Infrastruktur

### Wirtschaftsgeschichte
In Spremberg gab es u. a. folgende Industrieunternehmen:
- Hermann Römmler AG – gegr. 1867 durch August Hermann Römmler, Hersteller von Resopal seit 1930, nach 1945 Demontage der Anlagen, Weiterführung als Resopal GmbH in Groß-Umstadt bzw. Sprela-Werke in Spremberg (NL)
- Kraftwerk Trattendorf (1917 bis 1945) in Trattendorf
- Lonza-Werk in Trattendorf – ab 1917 Herstellung von synthetischen Düngemitteln
- VEB Preßstoffwerk “Dr. Erani” (nach der deutschen Wiedervereinigung privatisiert)
- Rohpappenfabrik Nitschke
- Tuchfabrik E. Bernhardt & Co.
- Tuchfabrik Ludwig Heimberger
- Tuchfabrik C.A. Krüger
- Tuchfabrik Ludwig Levy (1935 von den Nationalsozialisten enteignet)
- Tuchfabrik Carl Müller (1948 Firmensitz nach Grebenhain in Hessen verlegt)
- Tuchfabrik Georg Richard
- Tuchfabrik Schwetasch & Seidel
- Tuchfabrik Adolph Viehweger[77] (1897 mit zwei Dampfkesseln ausgestattet; in der DDR-Zeit wurde das enteignete Firmengelände der Eisengießerei VEB Spremag zugeteilt)[78][79]
- Tuchfabrik Georg Wissinger (1910 vom Spremberger Tuchfabrikanten Ludwig Levy übernommen; 1924/25 im Stil der Neuen Sachlichkeit umgebaut; 1935 von den Nationalsozialisten enteignet)[80][81][82]

### Ansässige Unternehmen
Der Wirtschaftsstandort ist einer von 15 Regionalen Wachstumskernen im Land Brandenburg. Dadurch werden ausgewählte zukunftsorientierte Branchen gefördert.
- Antennenservice GmbH Spremberg, Kabelbetriebsgesellschaft, Elektrotechnik (1991–2018)
- Biomasseheizkraftwerk Sellessen, örtlicher Versorger des Ortsteils Haidemühl
- Feingießerei Spremberg GmbH, ein Unternehmen der Piel & Adey GmbH & Co. KG, Feinguss im Wachsausschmelzverfahren
- Hippe KG Spremberg, Hersteller von Schichtpress- und Faserverbundwerkstoffen
- Krankenhaus Spremberg, als Krankenhaus der Grundversorgung mit etwa 180 Betten und etwa 280 Mitarbeitern. Es befand sich bis Dezember 2022 als Bundesweit einzigartiges Modell zu 49 % im Besitz der Kommune und zu 51 % im Besitz eines Fördervereins, von dessen Mitgliedern wiederum etwa 70 % Mitarbeiter des Krankenhauses waren.[83] Im September 2022 musste die Krankenhausgesellschaft Planinsolvenz als Schutzschirmverfahren beantragen. Am 7. Dezember 2022 bestätigte die Stadtverordnetenversammlung der Stadt Spremberg das die Stadt Spremberg zur Sicherung des Krankenhauses 80 % der Gesellschafteranteile übernimmt und die restlichen 20 % weiter vom Förderverein gehalten werden. Die Kosten für die Erlangung der Mehrheitsbeteiligung liegen dabei bei 242.000 Euro. Um aufgelaufene Liquiditätsengpässe zu überbrücken, gewährt die Stadt Spremberg der Krankenhausgesellschaft ein Darlehen von 3,75 Mill. Euro.[84]
- Sprela Werk Spremberg, ein Unternehmen der Kronospan GmbH, Hersteller von Schichtpressstoffen
- Sternenbäck GmbH Produktion Großbäckerei
- Technische Bürsten GmbH, Hersteller technischer Bürsten jeder Art
- Volksbank Spree-Neiße eG, Genossenschaftsbank, All-Finanz-Dienstleister

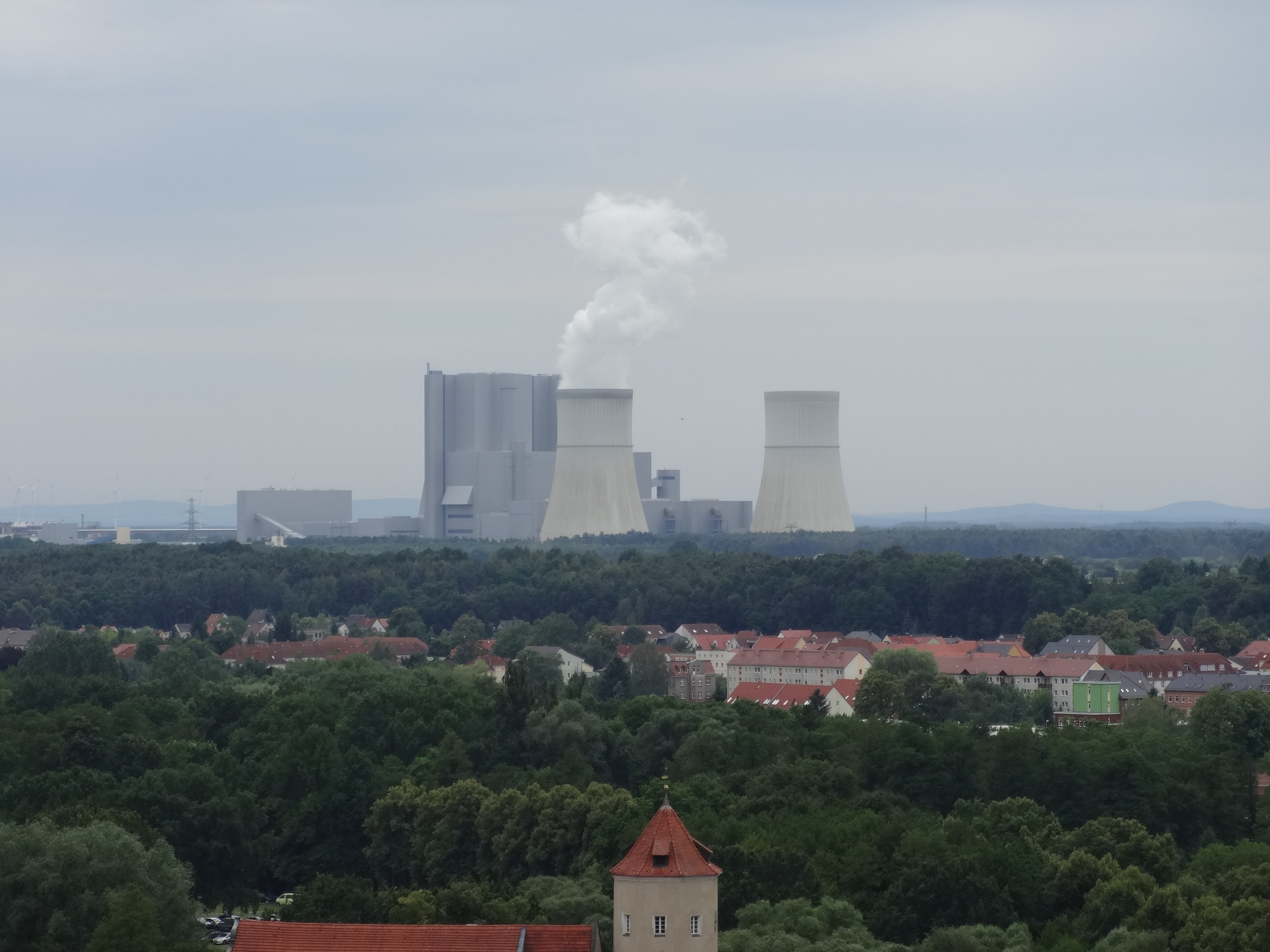
Kraftwerk Schwarze Pumpe

Im zu Spremberg gehörenden Industriepark Schwarze Pumpe:
- Brikettfabrik Schwarze Pumpe, Hersteller von Braunkohlenbriketts der Marke „Rekord“ und Braunkohlenstaub
- Danogips GmbH & Co. KG, Herstellung und Vertrieb von Metallprofilen und Gipskarton
- Kraftwerk Schwarze Pumpe der Leag[85]
- Niederlassung der Felbermayr Deutschland GmbH
- KREBA-Fisch GmbH, Anzucht von Satzkarpfen und Satzstören
- Papierfabrik Hamburger Rieger, Teil der Konzernsparte Hamburger Containerboard der österreichischen Prinzhorn Group
- Transport- und Speditionsgesellschaft Schwarze Pumpe mbH (TSS GmbH), eine 100 Prozentige Tochtergesellschaft der Leag, Silo- und Stückguttransporte, Tagebau-, Lager- und Eisenbahnlogistik
- VG-ORTH GmbH & Co. KG, Herstellung von Gips-Wandbauplatten und Gipsputzsysteme

### Kupferlagerstätte
In der Nähe von Spremberg soll in einem Bergwerk Kupfer abgebaut werden. Die Kupfererzvorkommen sind seit den 1950er Jahren bekannt, bereits in den 1960er Jahren gab es erste Probebohrungen, doch bisher lohnte der Abbau nicht, da die Förderkosten die Erlöse aufgrund des geringen Erzgehalts deutlich überstiegen. Nachdem der Dollarpreis für Rohkupfer seit 2000 etwa auf das Vierfache gestiegen war, erschien ein Abbau wirtschaftlich. Im Jahr 2010 hatte das Land Brandenburg aus drei Bewerbern das Unternehmen Kupferschiefer Lausitz GmbH (KSL), eine hundertprozentige Tochter des internationalen, auf Bergbau spezialisierten Investmentunternehmens Minerva S.A. ausgewählt, das Bergwerk im Raum Graustein-Schleife zu errichten. Der Investitionsaufwand für den Bau wurde mit 700 Millionen Euro angegeben. Prognosen sahen den Start des Abbaus beim Jahr 2013, die KSL selbst schätzte auf ihrer Internetseite „frühestens zwischen 2016 und 2020“. Außer Kupfer hoffte man im Gestein in geringen Mengen auch Silber und Gold zu finden. Der Betrieb sollte 1000 neue Stellen schaffen, die, so die Hoffnung der KSL, 20 Jahre gehalten werden.
Auf Grund von komplizierten Untersuchungen und erforderlichen Genehmigungsverfahren sollte sich der Beginn des Kupferschieferabbaus in der Spremberger Region weiter verzögern. Damalige Schätzungen gingen von einem Förderbeginn im Jahr 2024 aus. Am 15. Mai 2014 wurde dann bekannt, dass KSL sämtliche Aktivitäten im Spremberger Raum auf Grund des zu geringen Weltmarktpreises für Kupfer eingestellt hat und die Aufgaben des Spremberger Planungsbüros nach Washington, D.C. zum Stammsitz von Minerva S.A. verlegt werden. Der Unternehmenssitz für KSL verbleibt in Spremberg. Im September 2023 gab die KSL als Ziel bekannt, in den 2030ern Kupferbergbau in der Lausitz zu betreiben.

### Verkehr

#### Straßenverkehr
Durch Spremberg führen von Nord nach Süd die Bundesstraße 97 (Guben–Dresden) und von West nach Ost die Bundesstraße 156 (Großräschen–Bautzen). Ab dem zentralen Kreuzungspunkt Berliner Kreuzung in Spremberg bis etwa zur Mitte der Ortslage Schwarze Pumpe verlaufen auf einer Länge von etwa sechs Kilometer beide Bundesstraßen auf einer gemeinsamen Trasse.
Die Landesstraße 47 verläuft von Spremberg in Richtung Norden nach Kathlow, die L 48 nach Nordosten bis zur Anschlussstelle Roggosen der Bundesautobahn 15.
Die nächstgelegenen Autobahnanschlussstellen sind Cottbus-Süd an der A 15 (Grenzübergang Forst–Dreieck Spreewald), etwa 17 Kilometer nördlich gelegen, und Großräschen an der A 13 (Berlin–Dresden) westlich von Spremberg in rund 38 Kilometer Entfernung.
Am 4. Juli 2018 wurde eines der größten Straßenbauprojekte in der Kernstadt dem Verkehr übergeben: ein sechsarmiger Kreisverkehr mit angeschlossenen Fuß- und Radwegen.
Umgehungsstraße B 97

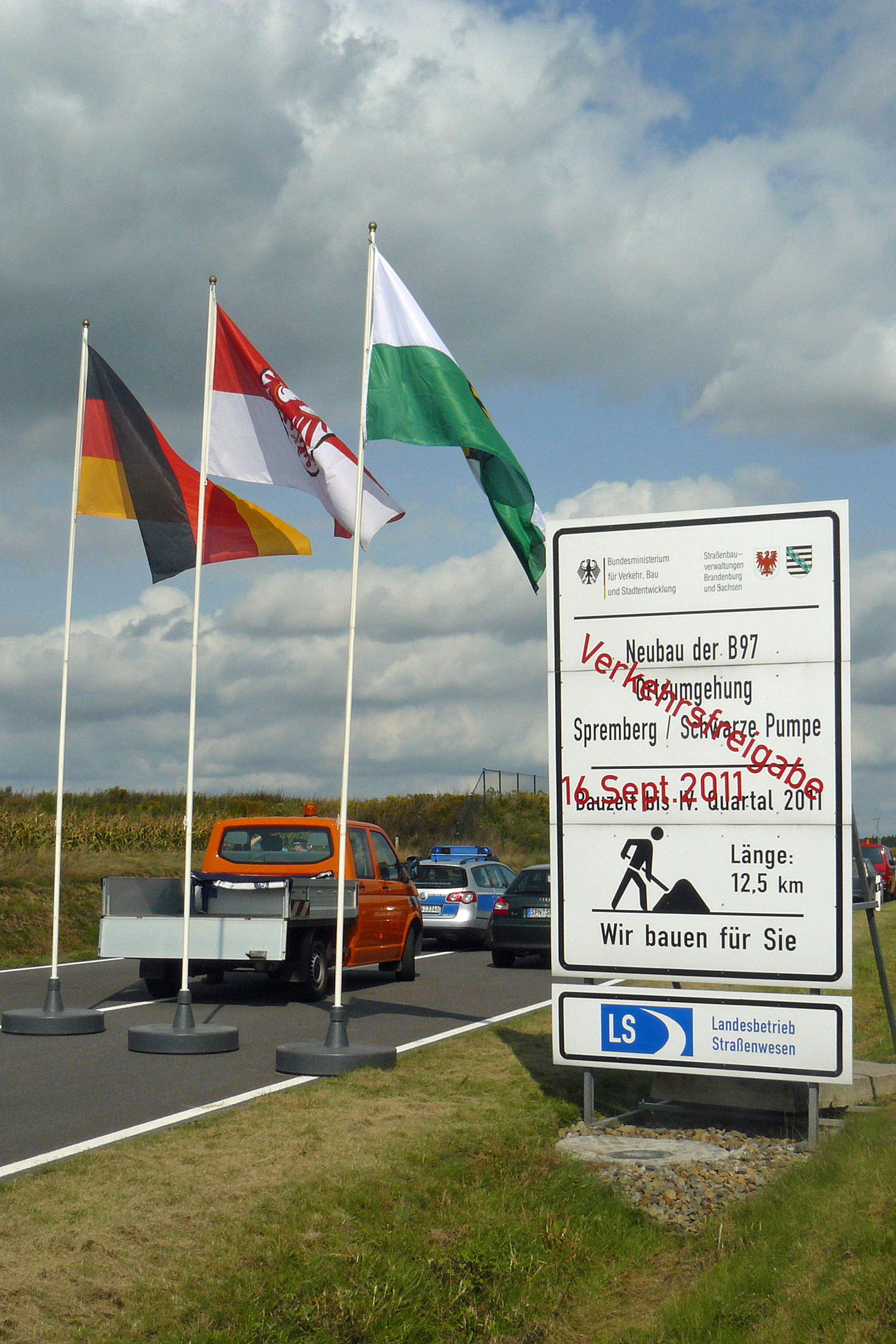
Einweihung der Umgehungsstraße B 97

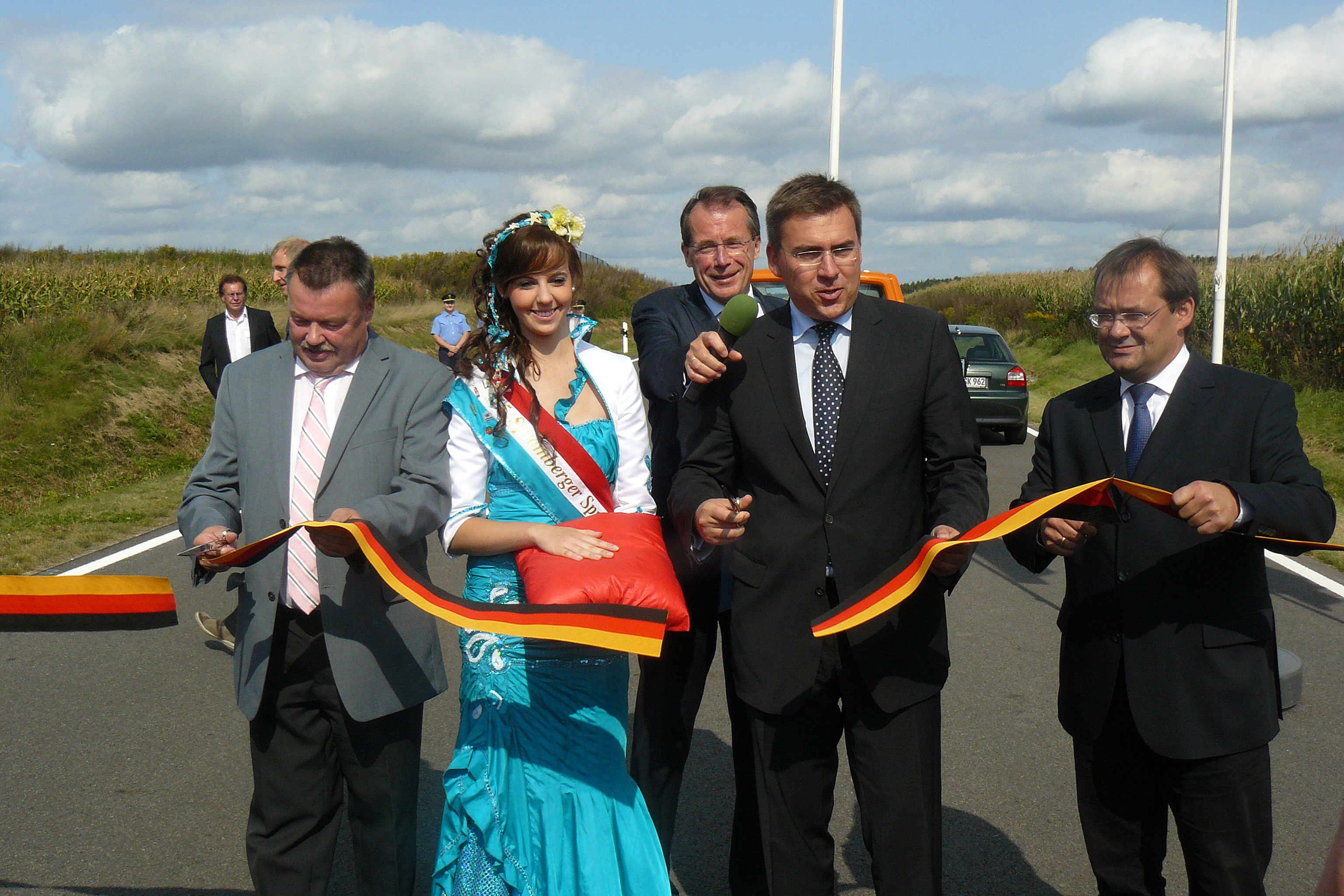
Freigabe der Umgehungsstraße B 97

Im Jahr 1992 wurde mit den Planungen für eine Ortsumgehung westlich der Stadt Spremberg begonnen. Das Baurecht dazu wurde jedoch erst mit den Planfeststellungsbeschlüssen zehn Jahre später erlangt. Da sich die Umgehungsstraße mit rund 10 km im Land Brandenburg und mit etwa 2½ km im Freistaat Sachsen befindet, waren hierfür zwei Planfeststellungsbeschlüsse notwendig. Diese erfolgten am 29. Dezember 2006 im Land Brandenburg und am 14. Februar 2007 im Freistaat Sachsen.
Am 25. Juni 2007 fand der erste Spatenstich zum Bau der 12,5 km langen Ortsumgehung der Stadt Spremberg statt, die der Entlastung des innerstädtischen Verkehrsaufkommens dienen soll. Die Umgehungsstraße beginnt nördlich etwa 500 Meter vor dem Ortseingang Spremberg aus Richtung Cottbus und verläuft westlich des Stadtgebietes. Südlich, hinter der Ortslage Schwarze Pumpe in der Gemeinde Spreetal trifft sie wieder auf die „alte ursprüngliche“ Bundesstraße 97. Die Ortsumgehung ist als Kraftfahrstraße mit einer Mindestgeschwindigkeit von 60 km/h ausgewiesen.
Beim Bau der Ortsumgehung wurden neun Brückenbauwerke und vier Kreuzungsbereiche errichtet. Die Brückenbauwerke überspannen dabei nicht nur über- und zu unterquerende Straßen, sondern auch mehrmals die Gleise der Kohlebahn der Vattenfall Europe Mining AG zum Kraftwerk Schwarze Pumpe. Weiterhin verläuft die Trasse durch stillgelegtes Altbergbaugebiet, wo zum Ende des 19. Jahrhunderts und Anfang des 20. Jahrhunderts Braunkohle unter Tage abgebaut wurde. Dadurch machte sich in diesen Bereich eine äußert aufwendige Baugrundvorbereitung notwendig, die unter anderem das Verfüllen vorhandener Bergbau-Hohlräume mit einer Suspension aus Braunkohlenfilterasche aus dem Kraftwerksbetrieb einschloss. Als weitere Sicherheitsmaßnahme wurden in diesem Bereich der Umgehungsstraße Geokunststoffbewehrungen eingebracht, die im Fall eines Tagesbruchs für die nötige Stabilität sorgen sollen.
Die erforderlichen Ausgleichs- und Ersatzmaßnahmen für in Anspruch genommenes Gelände umfassen dabei eine Fläche von 100 Hektar. Die offizielle Einweihung der Ortsumgehung fand am 16. September 2011 statt. Die Kosten belaufen sich auf rund 34 Millionen Euro, erste Kostenanalysen waren noch von 24,5 Millionen Euro ausgegangen.

#### Eisenbahnverkehr

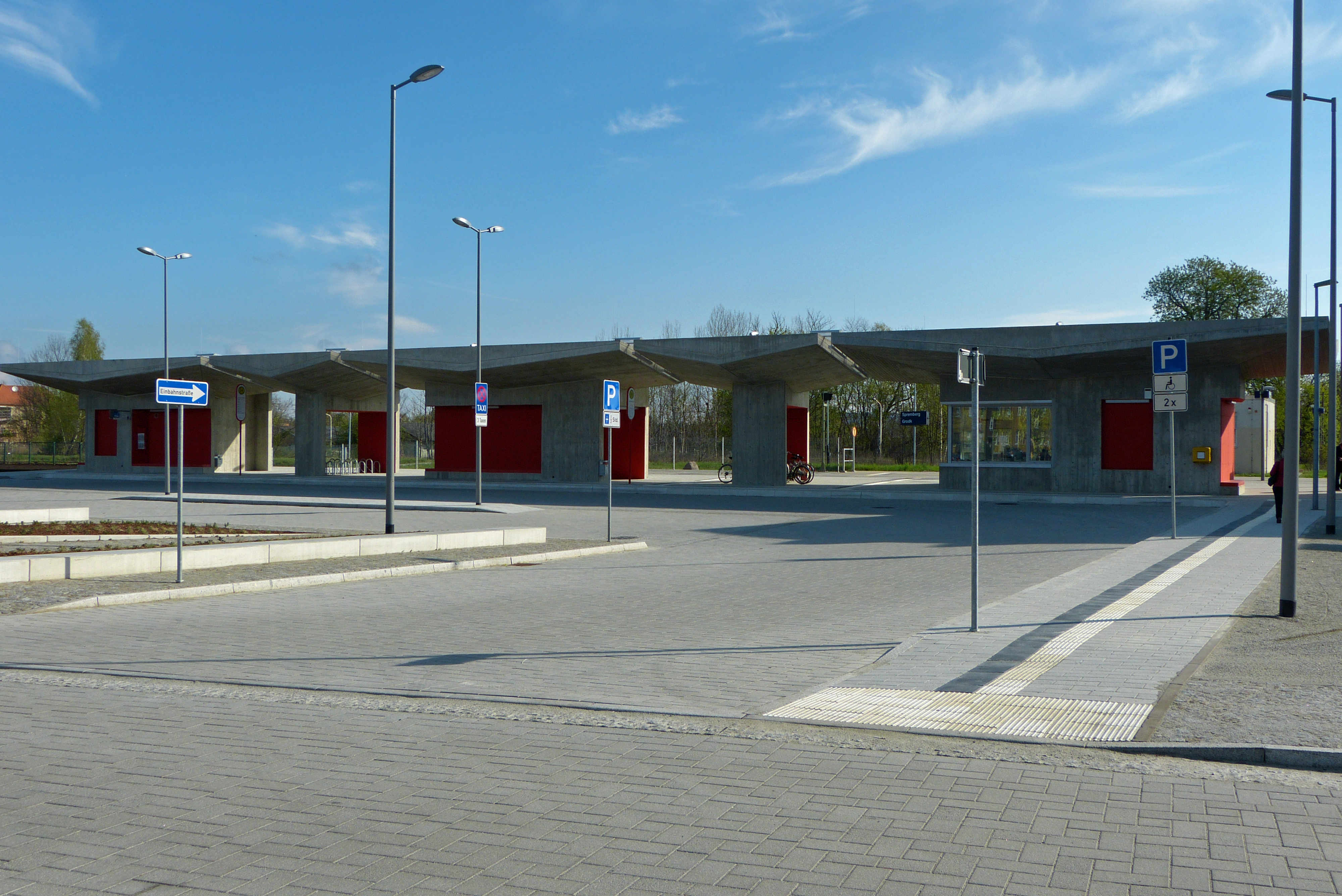
Bahnhof Spremberg (Grodk)

LausitzBahn im Bahnhof Spremberg (Grodk)

Spremberg liegt an der 1866/1867 gebauten Eisenbahnstrecke Berlin–Görlitz. Einziges Eisenbahnverkehrsunternehmen im Personenverkehr ist seit Dezember 2008 die Ostdeutsche Eisenbahn (ODEG). Ihre Züge der Linie RB 65 verkehren stündlich von Cottbus über Spremberg nach Weißwasser/Oberlausitz, Görlitz und Zittau. Sie löste die ab 2002 dort verkehrende Lausitzbahn der Veolia Verkehr GmbH ab. Am 7. April 2014 wurde neben dem alten Bahnhofsgebäude ein neues so genanntes Verknüpfungsbauwerk zur Nutzung übergeben. Darin befinden sich eine Reiseagentur mit Fahrkartenverkauf und Warteraum. Der bisherige Bahnhof steht seitdem leer.
Verkehrsgeschichte
- Spremberger Bahnhöfe – Spremberg hatte früher einmal fünf Bahnhöfe:
  - Staatsbahnhof Spremberg Ost (seit 1867) bzw. Hauptbahnhof (seit 1926), an der Hindenburgstraße, heute Bahnhofstraße
  - Stadtbahnhof am Rossplatz, heute Puschkinplatz (1897–1932)
  - Westbahnhof an der Westbahnstraße / Cottbusser Straße, heute Berliner Straße (1907–1947)
  - Kohlebahnhof an der Heinrichsfelder Straße / Kochsdorfer Weg (bis 1956)
  - Südbahnhof in der Bautzener Straße, heute Karl-Marx-Straße, Richtung Trattendorf
- Stillgelegte Eisenbahnen in und um Spremberg[95]
  - Verbindungsbahn, von 1897 bis 1932 als normalspurige Verbindung vom Ostbahnhof (seit 1926 Hauptbahnhof) zum Stadtbahnhof, der Betrieb der Verbindungsbahn zwischen Stadt und Bahnhof wurde im Oktober 1932 mit dem Bau der damaligen Hindenburgstraße, einer direkten Verbindung zwischen Innenstadt und Hauptbahnhof, eingestellt.
  - Stadtbahn, von 1897 bis 1956, meterspurige Bahn, als Transportbahn für normalspurige Güterwagen und zum Kohletransport in der Spremberger Neustadt, Verbindung zwischen dem Stadtbahnhof, dem Westbahnhof, dem Kohlebahnhof, dem Südbahnhof und den verschiedenen Fabriken im Stadtgebiet.
  - Kohlebahn, von 1898 bis 1953, meterspurige Bahn zu den Kohlegruben in der Umgebung von Spremberg, zu den Gruben „Anna“, „Gustav Adolf“ und „Brigitta“, später zur Grube „Consul“, 1924 Verlängerung zur Grube „Clara“ bzw. zur Brikettfabrik Werminghoff der Eintrachtwerke in Haidemühl, von 1947 bis 1952 auch Personenverkehr zwischen Haidemühl und Spremberg Kohlebahnhof, Heinrichsfelder Straße als Ersatz für die 1947 abgebaute Westbahn.
  - Westbahn (ex KBS 178p), von 1907 bis 1947 als normalspurige Bahn zwischen Proschim-Haidemühl an der Bahnstrecke Neupetershain–Hoyerswerda und Spremberg (Westbahnhof) in Betrieb, mit Zwischenstationen Jessen und Roitz, seit 1922 mit Verbindung zum Rangierbahnhof Spremberg West, siehe Liste der stillgelegten Eisenbahnstrecken in Brandenburg und Berlin.
- Eisenbahnunglück – Am 7. August 1905 kam es zwischen dem Hauptbahnhof Spremberg und der Ortschaft Schleife zu einem folgenschweren Eisenbahnunglück, bei dem zwei Schnellzüge frontal zusammenstießen. Bei dem Unglück kamen 19 Personen ums Leben und weitere 40 Personen wurden zum Teil schwer verletzt.[96] Als Ursache gilt menschliches Versagen. Der entstandene Sachschaden belief sich auf eine Summe von mehr als 2 Millionen Goldmark.[97][98]

#### Öffentlicher Personennahverkehr

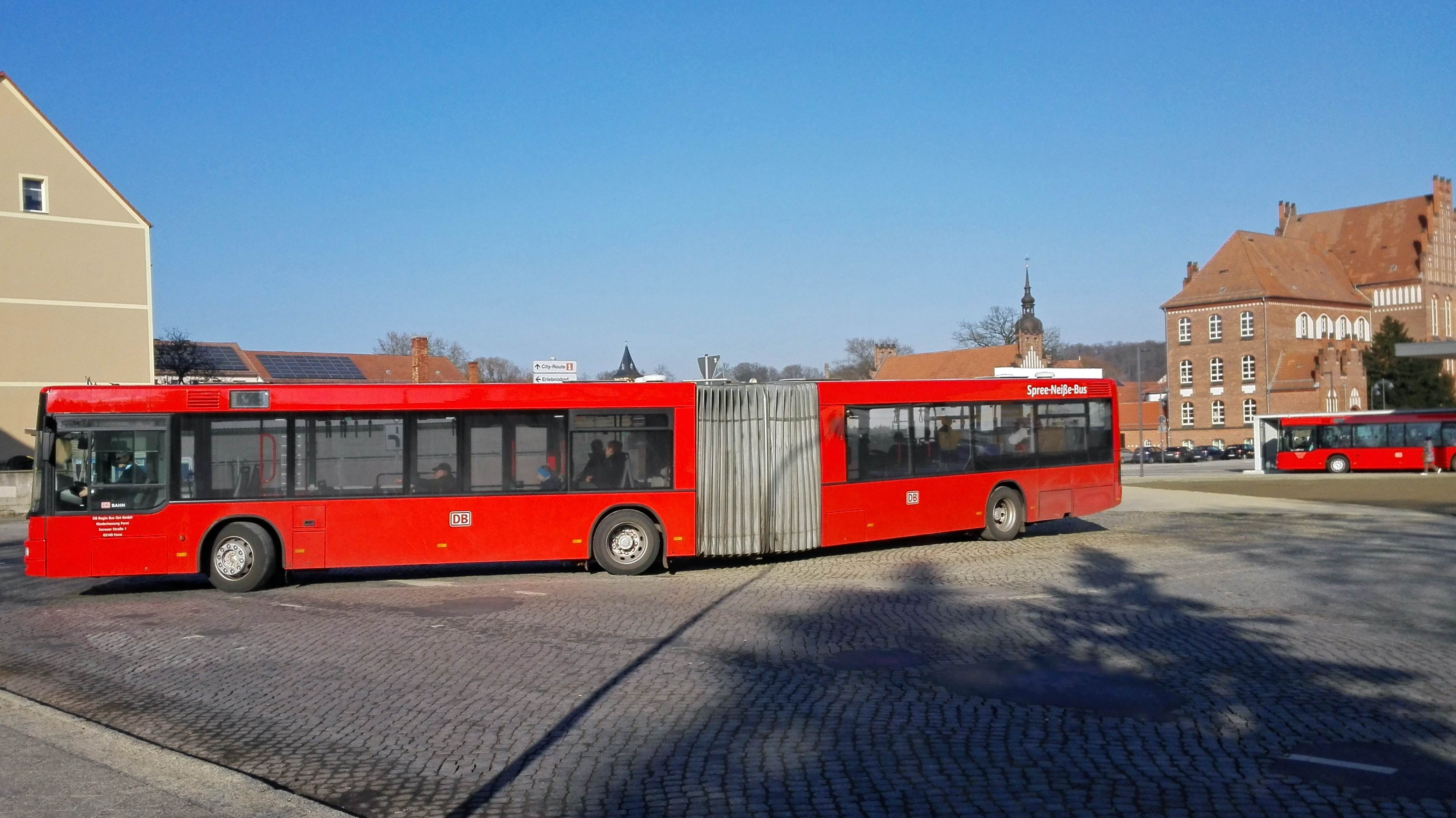
Spree-Neiße-Bus in Spremberg

Spremberg liegt im Verkehrsverbund Berlin-Brandenburg (VBB). Daneben bildet die Stadt die Tarifgrenze zum Zweckverband Verkehrsverbund Oberlausitz-Niederschlesien (ZVON) und zum Verkehrsverbund Oberelbe (VVO).
Der Öffentliche Personennahverkehr wird seit dem 1. Januar 2025 durch die „SPREE-NEISSE Cottbusverkehr Gmbh“ einem Tochterunternehmen der Cottbusverkehr GmbH betrieben. Das Stadtgebiet ist durch vier städtische Buslinien erschlossen. Vom 2012 eröffneten zentral gelegenen Busbahnhof verkehren regelmäßig Buslinien in die nahegelegenen Städte, wie Cottbus, Bad Muskau, Hoyerswerda und Welzow.

#### Luftverkehr
Vom 20 Kilometer entfernten Flugplatz Welzow bietet sich die Möglichkeit, Spremberg aus der Luft zu erreichen. Der Verkehrslandeplatz ist für Flugzeuge bis 14 Tonnen, Ultraleichtflieger, Ballons und Hubschrauber zugelassen. Alternativ bietet sich eine Anreise über den Verkehrslandeplatz Cottbus-Drewitz an, der sich etwa 50 Kilometer nördlich von Spremberg befindet.

#### Radfahren
Spremberg und seine Umgebung verfügen über ein großes Radwanderwegenetz. Die Stadt ist deshalb ein idealer Ausgangspunkt für Radwanderungen. Durch Spremberg führen vier überregionale Radwanderwege: Spreeradweg, Fürst-Pückler-Weg, die Niederlausitzer Bergbautour und die Tour Brandenburg. Regionale Touren wie die Altbergbautour, die Glastour und die Geologietour führen durch den Geopark Muskauer Faltenbogen.

### Bildung
Alle Statistische Angaben: Stand 24. Juli 2023
Spremberg besitzt in seinem Stadtgebiet und seinen Eingemeindungen insgesamt fünf Grundschulen, eine Berufsorientierende Schule, ein Gymnasium und zwei Förderschulen.
In den Jahren nach der politischen Wende kam es bedingt durch die demographische Entwicklung, die geburtenschwachen Jahrgänge und durch Wegzug zu einem Überangebot an Schulplätzen. Dem konnte und musste man durch das Verkleinern von Klassen auf das gesetzliche Minimum, das Zusammenlegen von Schulstandorten, aber auch durch den Abriss von Schulgebäuden entgegenwirken.

#### Grundschulen

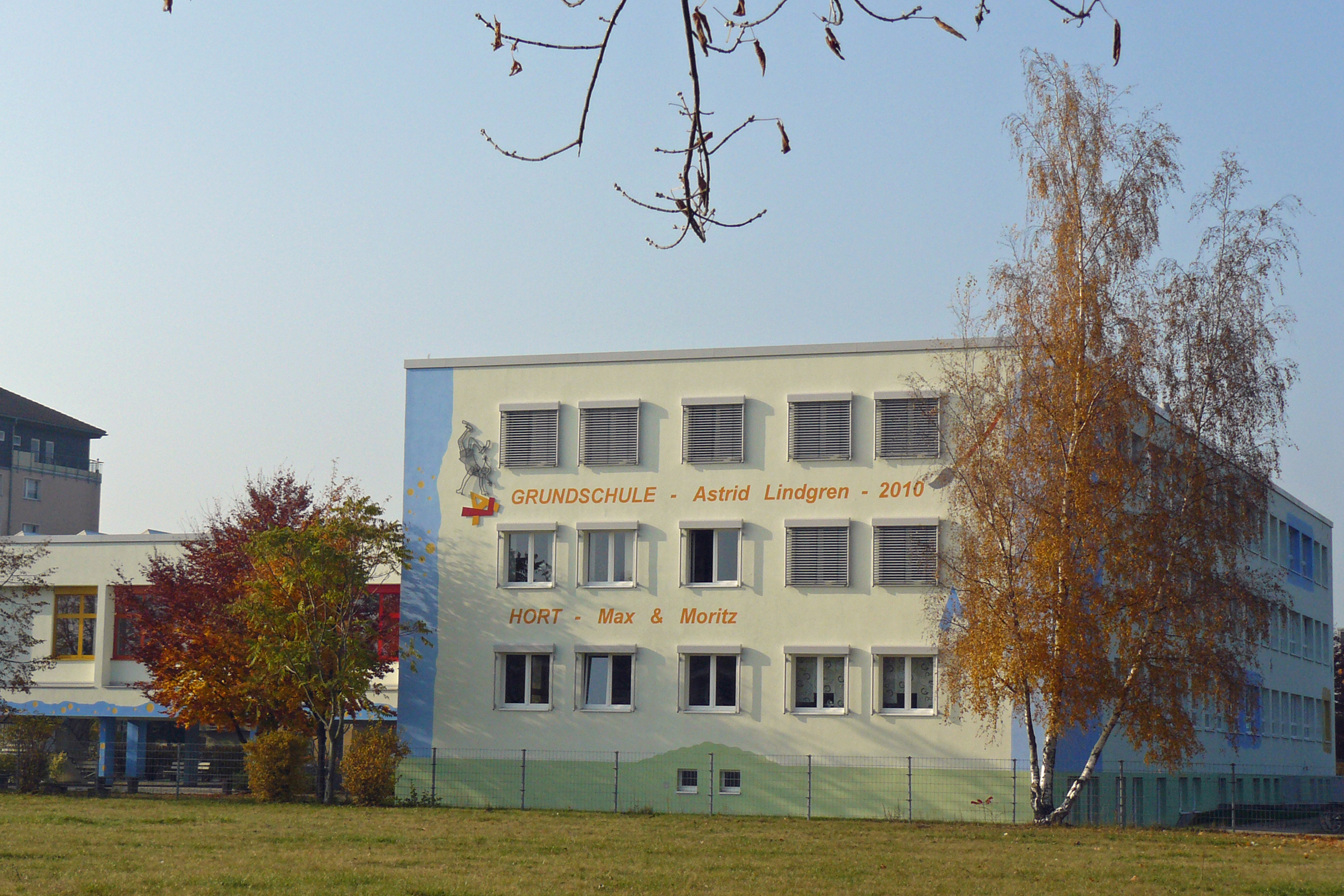
Astrid-Lindgren-Grundschule (November 2011)

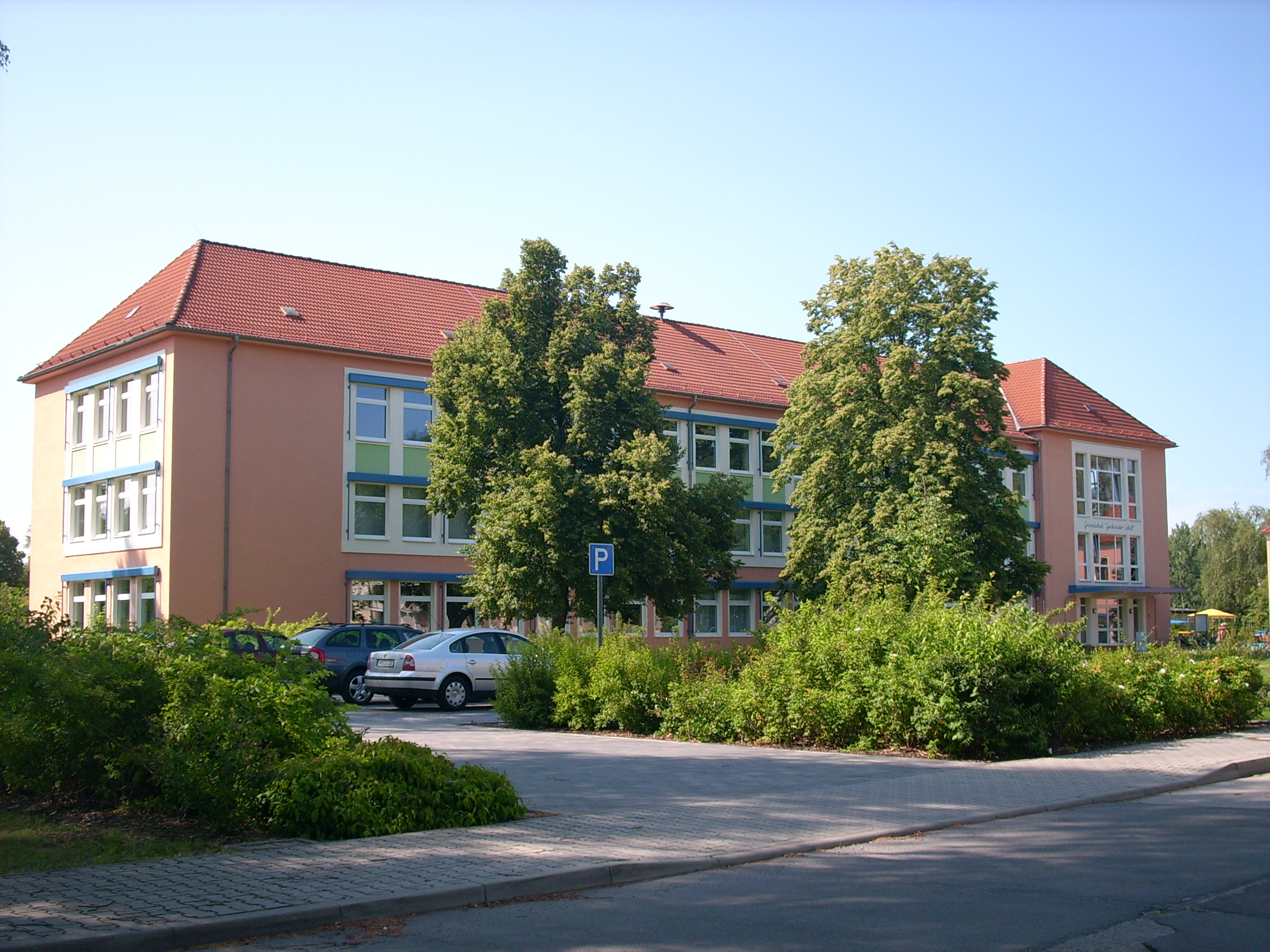
Grundschule Schwarze Pumpe

Astrid-Lindgren-Grundschule
Die Astrid-Lindgren-Grundschule befindet sich auf dem Schomberg im Stadtgebiet Spremberg. Das Schulgebäude wurde im Zusammenhang mit der Errichtung eines kompletten neuen Wohngebietes Anfang der 1980er Jahre erbaut. Bis auf wenige Einzelwohnbauten ist das gesamte Wohngebiet nach der Wende abgerissen worden. Der Schulstandort blieb erhalten und wurde im Jahr 2010 komplett saniert. Die Schule verfügt über zwölf Klassen der Klassenstufen 1 bis 6 mit 286 Schülern und 21 Lehrkräften, darunter zwei mit sonderpädagogischer Ausbildung.
Grundschule „Lausitzer Haus des Lernens“
Die Grundschule mit Hort, welche in der Trägerschaft des Vereins Albert-Schweitzer-Familienwerk e. V. geführt wird, befindet sich im Zentrum der Stadt Spremberg und ist eine staatlich anerkannte Ersatzschule. Im Schuljahr 2022/2023 wurden an der Schule 127 Schüler in den Klassenstufen 1 bis 6 von elf Lehrkräften unterrichtet, von denen vier eine sonderpädagogische Ausbildung hatten. An der Schule werden zusätzlich zum Rahmenlehrplan des Landes Brandenburg zwei weitere Fächer Will (Wir lernen Lernen) und SPL (sozial-praktisches Lernen) angeboten. Ab Klasse 1 findet ein wöchentlicher Schwimmunterricht und Computerunterricht statt. Es wird großer Wert auf eine kooperative Zusammenarbeit mit den Eltern gelegt. Seit 2008 ist die Schule eine vom Land Brandenburg anerkannte „Gesunde Schule“ und seit dem 1. Juni 2011 eine ebenfalls anerkannte Ersatzschule.
Grundschule Kollerberg
Die Grundschule Kollerberg befindet sich in dem gleichnamigen Wohngebiet im Stadtgebiet Spremberg. Sie wurde am 1. September 1978 als Polytechnische Oberschule (POS) eingeweiht und seit 1991 als Grundschule genutzt. In der Schule werden dreizehn Klassen der Klassenstufen 1 bis 6 mit 309 Schülern von 22 Lehrkräften unterrichtet. Zwei der Lehrkräfte haben eine sonderpädagogische Ausbildung. Nach eigener Darstellung ist die Grundschule Kollerberg eine sportbetonte Schule, an der behinderte und nichtbehinderte Kinder gemeinsam unterrichtet werden. Das alljährlich stattfindende Schulfest ist der Höhepunkt im Schulalltag.
Heidegrundschule Sellessen
Die Heidegrundschule Sellessen befindet sich im Spremberger Ortsteil Sellessen und wurde im Zuge der Errichtung des Umsiedlungsstandortes Haidemühl, für den am 30. November 2002 der Erste Spatenstich erfolgte, errichtet. Die offizielle Einweihung erfolgte am 11. August 2005 noch unter dem Namen „Grundschule Sellessen/Haidemühl“. Seit September 2007 trägt sie den Namen „Heidegrundschule Sellessen“. Die Heidegrundschule Sellessen verfügt über sieben Klassen der Klassenstufen 1 bis 6 mit 166 Schülern, die von elf Lehrkräften betreut werden. Zwei dieser Lehrkräfte haben eine sonderpädagogische Ausbildung.
Grundschule Geschwister Scholl
Die Grundschule „Geschwister Scholl“ befindet sich im Ortsteil Schwarze Pumpe. Das Schulgebäude wurde im Jahr 1959 als Polytechnische Oberschule seiner Bestimmung übergeben. Im Jahr 1991 erfolgte die Umwidmung in eine Grund- und eine Gesamtschule. Jetzt wird sie nur noch als Grundschule genutzt. In der Schule werden in 134 Schüler in sechs Klassen der Klassenstufen 1 bis 6 von neun Lehrkräften unterrichtet. Zwei dieser Lehrkräfte haben eine sonderpädagogische Ausbildung.
Auf Grund der Lage von Spremberg im sorbischen Siedlungsgebiet, wird in der Grundschule Kollerberg und der Heidegrundschule Sellessen Sorbisch als Unterrichtsfach angeboten.

#### Berufsorientierende Oberschule

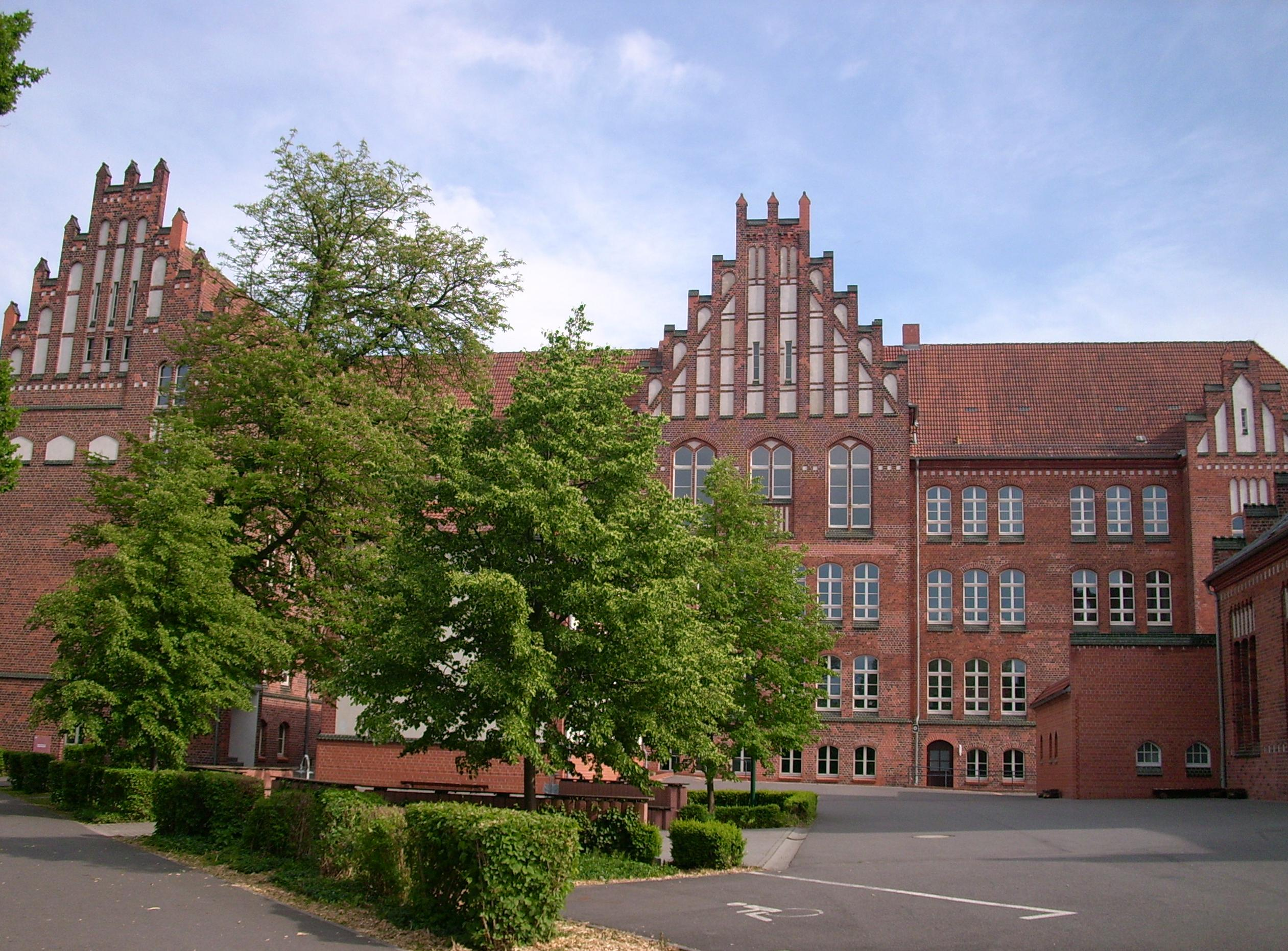
BOS Spremberg

Die Berufsorientierende Oberschule (BOS) befindet sich im Stadtzentrum von Spremberg in einem der ältesten und zugleich größtem Schulgebäude der Stadt. Eingeweiht wurde dieser imposante Backsteinbau am 1. April 1905 als damalige Mädchenschule. Zum Schulbau gehörte schon damals eine angeschlossene, durch eine Art Wandelgang mit dem Schulgebäude verbundene Turnhalle.
Auf Grund seiner Größe wurde der Schulbau immer wieder zweckentfremdet genutzt, so im Ersten und Zweiten Weltkrieg als Lazarett für verwundete deutsche Soldaten.
Die Einnahme der Stadt Spremberg am 20. April 1945 durch die Rote Armee überstand die Schule im Gegensatz zu vielen andern Gebäuden nahezu unversehrt. Im März 1949 wurde auf Beschluss des damaligen Rates des Kreises die Mädchenschule formal in zwei Schulen getrennt und in Rosa-Luxemburg- und Karl-Liebknecht-Schule umbenannt. Als Schulform wurden beide Schulen als Polytechnische Oberschulen geführt mit einem Schuldurchlauf von der ersten bis zur zehnten Klasse. Nach der politischen Wende in der DDR und den damit einhergehenden Entwicklungen wurde die Schule in eine Gesamtschule umgewandelt. In den Jahren 2001/2002 wurde der gesamte Schulkomplex aufwendig saniert. Dabei wurde auch das ursprüngliche Gesamtbild der Schule wiederhergestellt. Nachträglich errichtete Anbauten wurden abgerissen, nicht mehr vorhandene Verbindungen zwischen Hauptgebäude und Turnhalle nach altem Vorbild wiederhergestellt. Heute versteht sich die Schule als Berufsorientierende Oberschule mit Ganztagsangebot mit 17 Klassen der Klassenstufen 7 bis 10 mit 413 Schülern, die von 36 Lehrkräften, darunter zwei mit sonderpädagogischer Ausbildung, betreut werden.
Die ehemalige Georgenberg Förderschule, ein typischer DDR-Plattenbau, befindet sich im Osten des Stadtgebietes auf dem Georgenberg. Es wurde im Jahr 1979 als achtklassige Hilfsschule eröffnet. 1990 erfolgte die Umwandlung in eine zehnklassige Förderschule. Seit 1990 wurde sie als Ganztagsschule betrieben. Im Dezember 2009 erfolgte, auch aus Gründen der Gleichstellung, die Umbenennung von „Allgemeiner Förderschule“ in „Georgenbergschule“. Sie verstand sich als Schule mit dem sonderpädagogischen Förderschwerpunkt Lernen. Im Jahr 2020 wurde der Lehrbetrieb als Sonderschule aufgegeben.
Seit dem 10. August 2020 nutzt die BOS Spremberg diese Räumlichkeiten, auf Grund von Platzmangel am alten Standort, für ihre siebenten Klassen, die hierher ausgegliedert wurden. Seitdem werden etwa 100 Schüler hier unterrichtet.
In der Hausmeisterwohnung im Schulgebäude der BOS in der Wirthstrasse, war während seiner Schulzeit der spätere Schriftsteller Erwin Strittmatter bei dem damaligen Hausmeister-Ehepaar einquartiert.

#### Gymnasium

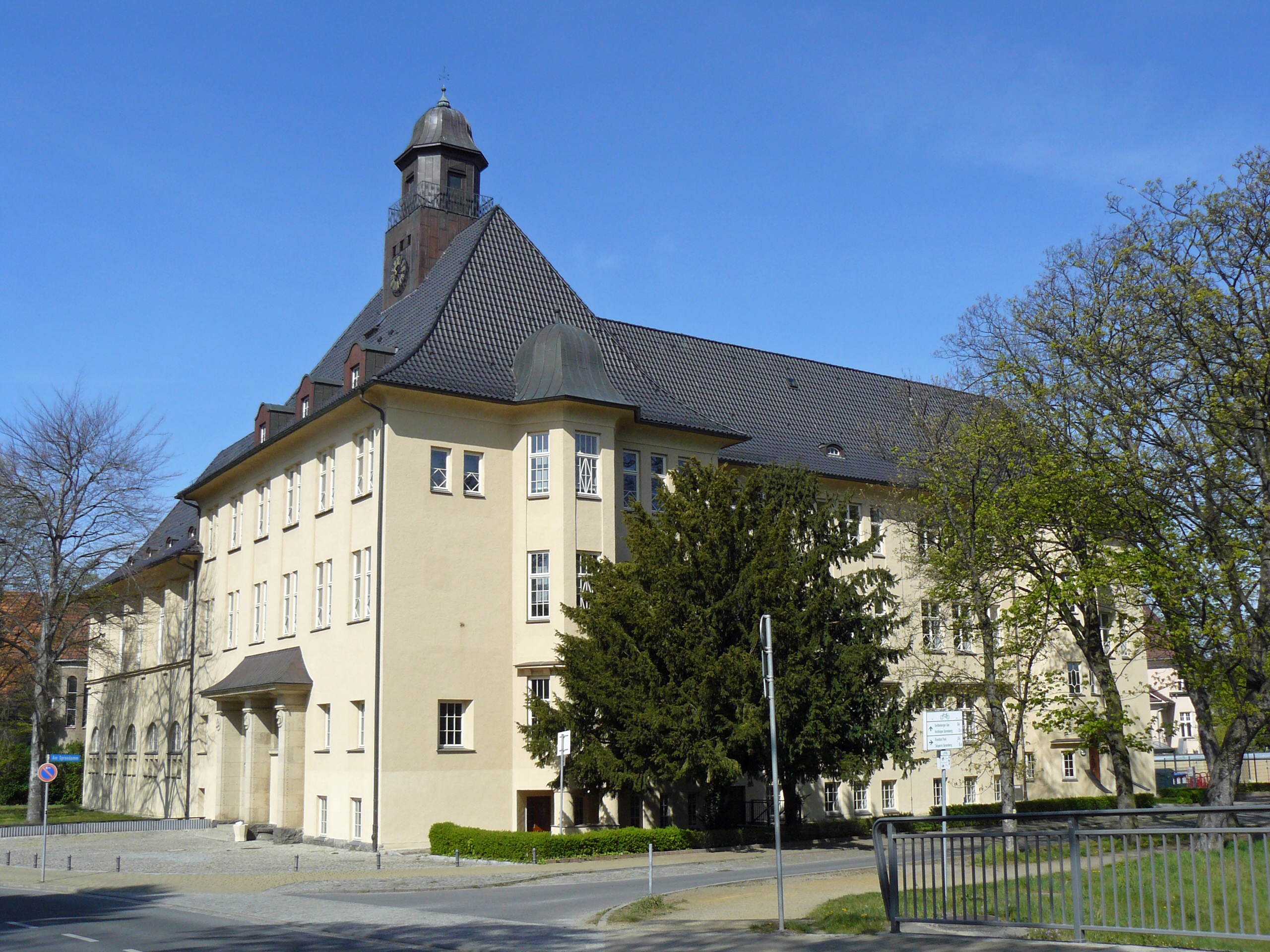
Erwin-Strittmatter-Gymnasium

Das jetzige Erwin Strittmatter Gymnasium ist das zweite große ehrwürdige Schulgebäude der Stadt Spremberg. Es liegt wie die Mädchenschule im Zentrum der Stadt Spremberg in unmittelbarer Nähe zur Spree. Geplant von den Architekten Köhler und Kranz aus Berlin, konnte es am 30. September 1910 nach nur einem Jahr Bauzeit als Realgymnasium bezogen werden. Die Anerkennung als Gymnasium war bereits am 23. Februar 1910 per Ministerialbeschluss erfolgt. 1921 erfolgte die Umwandlung des Realgymnasiums in ein Reformrealgymnasium.
In den Jahren 1924 bis 1930 besuchte der spätere Schriftsteller und jetzige Namensgeber Erwin Strittmatter dieses Gymnasium, das er jedoch ohne Abschluss verließ. Auch das Gymnasium überstand die Wirren des Zweiten Weltkrieges nahezu unversehrt. Wie die Mädchenschule wurde es in den letzten Kriegsmonaten und auch nach Kriegsende als Lazarett genutzt. Erst 1949 konnte wieder ein regelmäßiger Schulbetrieb aufgenommen werden. Im April 1949 wurde es, den ideologischen Prinzipien folgend, in Karl-Marx-Schule umbenannt.

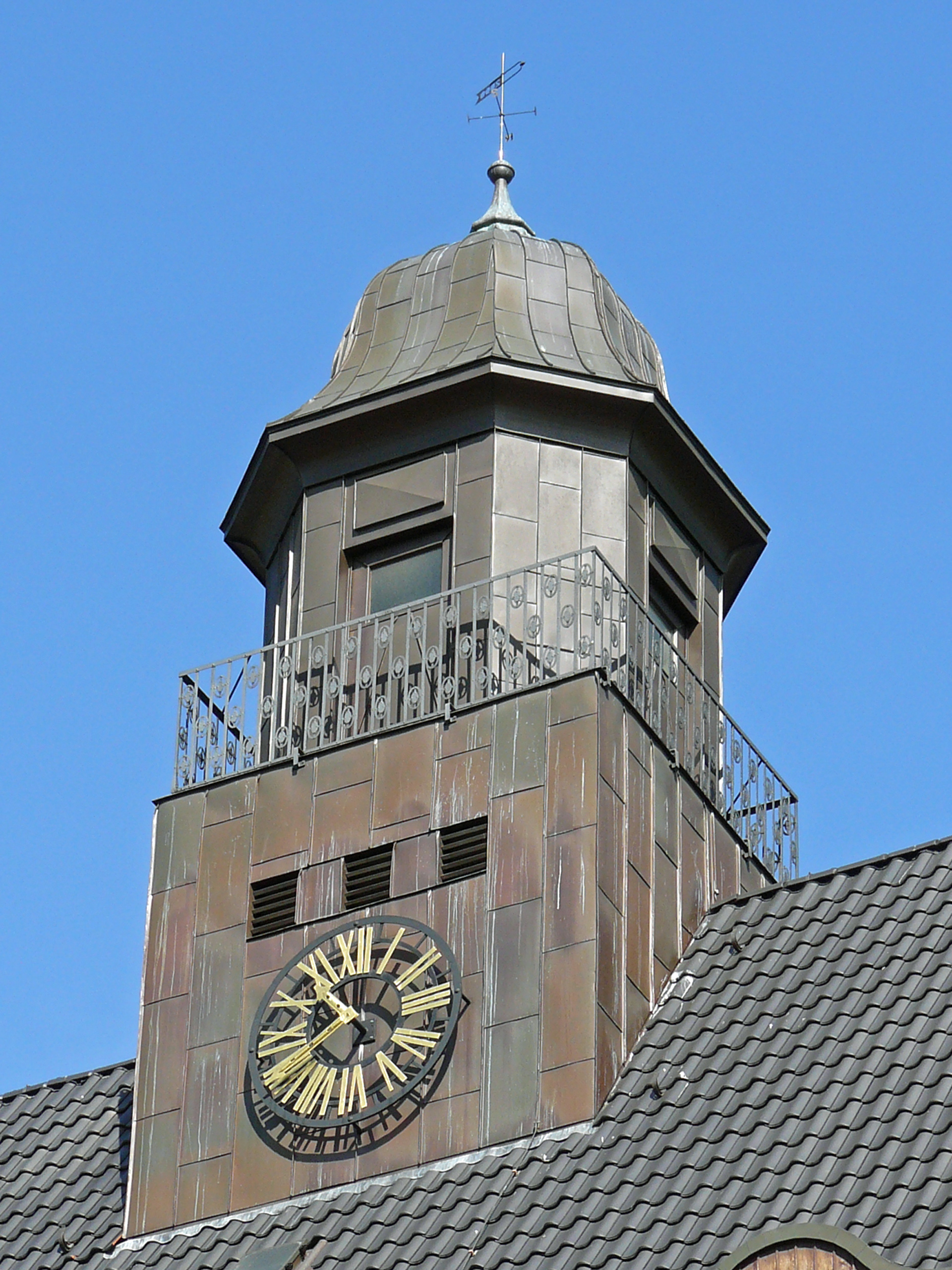
Turmuhr E.-Strittmatter-Gymnasium

1952 wurde die Karl-Marx-Schule in zwei Schulen getrennt, die Karl-Marx-Grundschule (1.–8. Klasse) und die Karl-Marx-Oberschule (9.–12. Klasse). 1960 änderte sich die Bezeichnung abermals in Karl-Marx-Schule (1.–10. Klasse) und Karl-Marx-Schule Erweiterte Oberschule (11.–12. Klasse). Im Jahr 1970 kam es zur Trennung dieser beiden Schulformen. Der Teil der Erweiterten Oberschule (EOS) wurde in ein neuerrichtetes Gebäude auf dem Spremberger Schomberg verlegt; er zog 1985 in die Artur-Becker-Oberschule im Ortsteil Trattendorf um. Im Mai 1991 wurde per Ministerbeschluss verfügt: Bildung eines Gymnasiums mit zwei Standorten. Am 1. November 1992 erfolgte die offizielle Neugründung des Gymnasiums Spremberg am Standort Mittelstraße mit der Sekundarstufe I (Klassen 5–9) und Spremberg Süd mit der Sekundarstufe II (Klassen 10–13). Am 23. Januar 1996 erfolgte die Umbenennung in Erwin-Strittmatter-Gymnasium. In den Jahren 2001/2002 wurde das Schulgebäude unter Beachtung und Einbeziehung des Denkmalschutzes komplett saniert. Der Gymnasium Standort in Trattendorf wurde später wieder aufgegeben.
Das Erwin-Strittmatter-Gymnasium verfügt insgesamt über 17 Klassen mit 600 Schülern, die von 45 Lehrkräften unterrichtet werden.
In den Jahren 1872 bis 1875 war der Geograph Professor Heinrich Matzat als Erdkundelehrer an der höheren städtischen Schule, der Vorgängereinrichtung des Gymnasiums, tätig. Professor Matzat beschäftigte sich im Geographieunterricht auch mit mathematischen Problemen und errechnete dabei, dass der Mittelpunkt des Deutschen Reiches im Jahr 1871 in Spremberg unweit des jetzigen Gymnasiums lag. Zitat: „Dieser Punkt ist gelegen auf dem Territorium der Stadt Spremberg. Man gelangt zu ihm, wenn man von der Dresdener Straße ziemlich genau 500 Schritt (und zwei Fuß) die Gartenstraße und den sie fortsetzenden Weg hinabgeht.“
Das Hauptgebäude des Erwin-Strittmatter-Gymnasiums besitzt im Turm noch die um 1915 installierte Turmuhr der Berliner Gross-Uhren-Fabrik C. F. Rochlitz. Diese Uhr diente bis zur Schulsanierung 2001/2002 neben der Zeitanzeige auch der Steuerung der zentralen Schulklingelanlage und läuft seit ihrem Einbau fast ohne Unterbrechung.

#### Förderschulen
Wiesenwegschule
Die Wiesenwegschule befindet sich im Süden der Stadt im Ortsteil Trattendorf. Untergebracht ist sie in einem im Jahr 1991 umgebauten ehemaligen Lehrlingswohnheim. Sie versteht sich als Schule mit dem sonderpädagogischen Förderschwerpunkt für geistige Entwicklung. Gegründet wurde sie als „Förderschule für Geistigbehinderte“. Der Schulbetrieb unterteilt sich in Primarstufe (4 Klassen), Sekundarstufe I (4 Klassen) und Berufsbildungsstufe (1 Klasse). Das Hauptziel der Berufsbildungsstufe ist die Vorbereitung auf ein selbstständiges Leben. Gefördert werden Kinder und Jugendliche im Alter zwischen 8 und 18 Jahren. Darüber hinaus ist auf Antrag auch ein Verbleib bis zum 23. Lebensjahr möglich. Am 23. September 2011 wurde die Förderschule in „Wiesenwegschule“ umbenannt. In der Schule gibt es 76 Schüler in neun Klassen, die von 22 Lehrkräften betreut werden. Neun dieser Lehrkräfte haben eine sonderpädagogische Ausbildung.

### Ehemalige Garnison

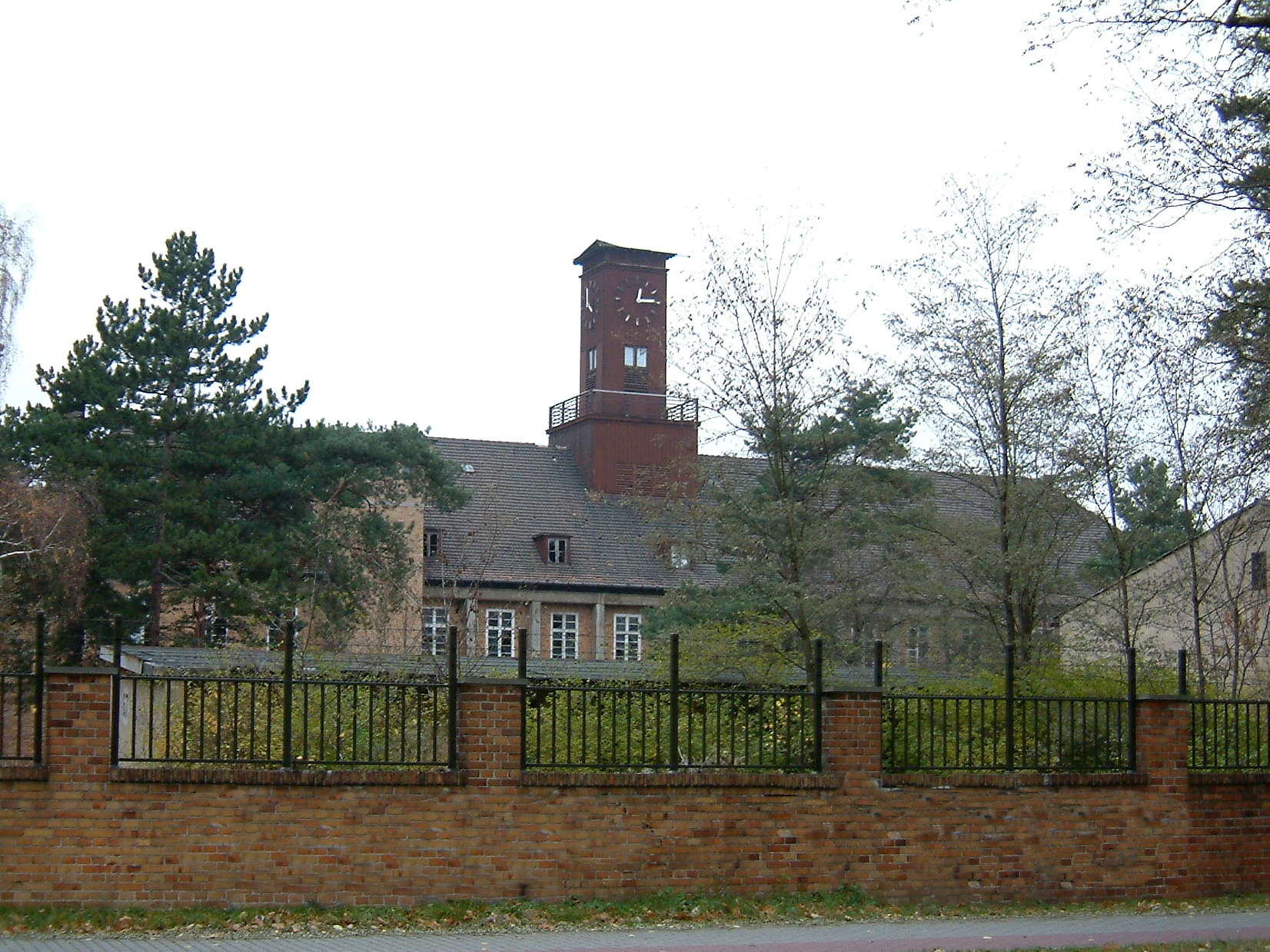
Kaserne Spremberg, Hauptgebäude mit Uhrenturm.

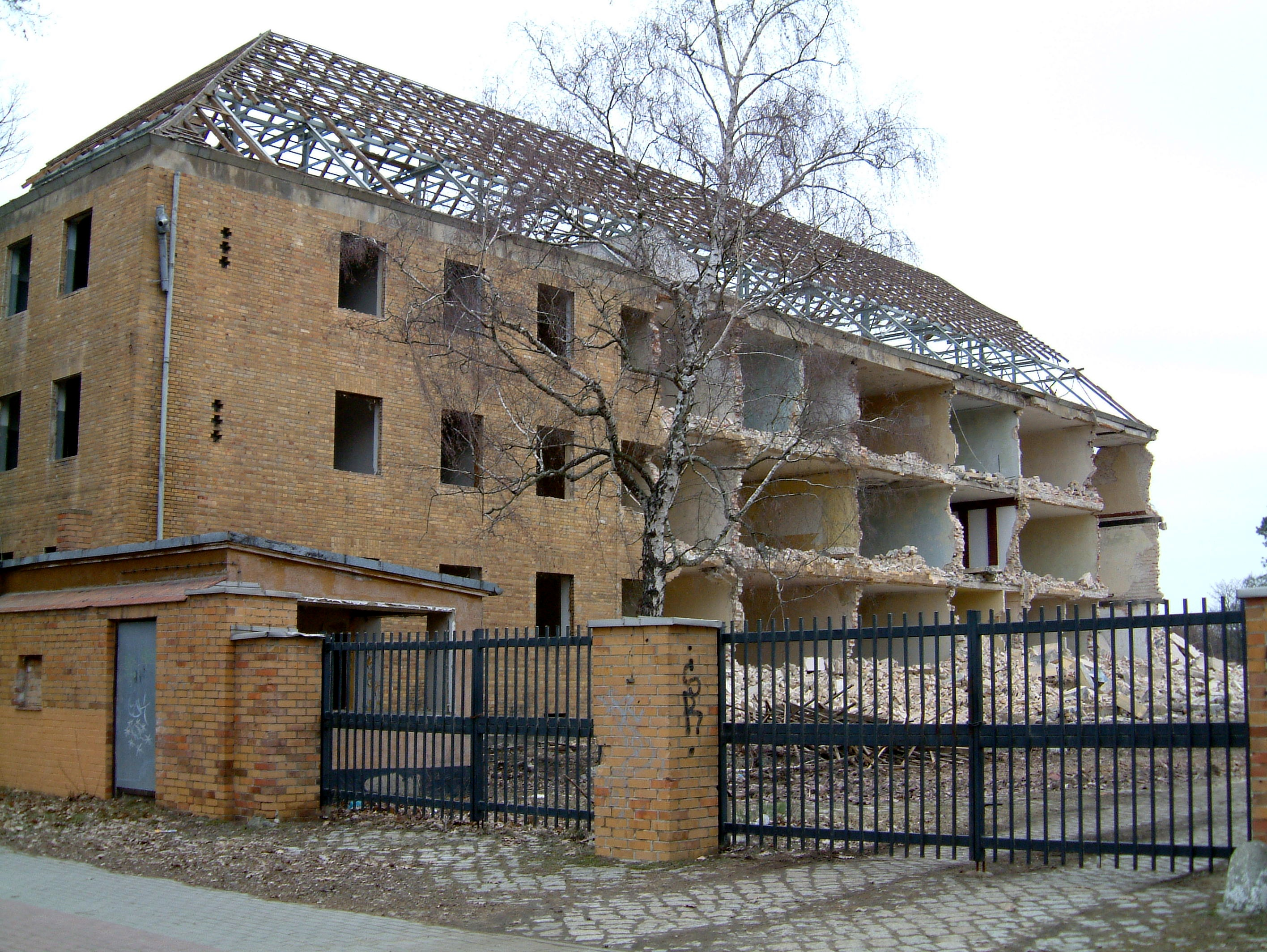
Kaserne Spremberg, Abriss der Gebäude

Mit der Aufrüstung der Wehrmacht wurde in den Jahren 1936 bis 1938 auf einer Fläche von 26 Hektar eine Kasernenanlage an der Forster Landstraße errichtet. Folgende Truppenteile wurden danach in Spremberg stationiert:
Fronttruppenteile
- Panzer-Abwehr Abteilung 43 (aufgestellt am 15. Februar 1940)
  - wurde am 23. September 1942 in die Panzerjäger-Ersatz-Abteilung 43 und eine Panzerjäger-Ausbildungs-Abteilung 43 geteilt
  - Beide Abteilungen wurden dann am 15. April 1943 zur Panzerjäger-Ersatz- und Ausbildungs-Abteilung vereinigt.
- Panzer-Jäger-Kompanie Spremberg (aufgestellt am 19. April 1943)
- Eisenbahn-Pionier-Bataillon Spremberg (aufgestellt am 1. Februar 1945)

Ersatztruppenteile
- Panzer-Jäger-Ersatz-Abteilung 43
- Panzer-Abwehr-Ersatz-Abteilung 43
- Panzer-Ausbildungs-Abteilung 55

Nach Ende des Zweiten Weltkriegs wurde das Kasernengelände bis 1953 von sowjetischen Truppen genutzt. Von September 1953 bis August 1956 nutzte die Kasernierte Volkspolizei die von den sowjetischen Truppen übergebenen Einrichtungen. Mit der Gründung der NVA am 1. März 1956 übernahm diese am 1. September 1956 die Kaserne von der KVP. Die Vereidigung der nun einrückenden Truppen erfolgte dabei am 21. August 1956 auf dem Truppenübungsplatz Nochten.
Spremberg war bis zum 2. Oktober 1990 Garnison für das Panzerregiment 14 „Karol Świerczewski“ der 7. Panzerdivision der NVA. Am 2. Oktober 1990 wurde beim letzten Appell die Truppenfahne eingeholt und an die vorgesetzte 7. Panzerdivision in Dresden übergeben. Letzter Regimentskommandeur des 14. Panzerregiments „Karol Świerczewski“ war Major Gerhard Hoffmann. Am 3. Oktober 1990 übernahm eine kleine Gruppe von Offizieren und Unteroffizieren der Bundeswehr den materiell und personell bereits reduzierten Standort Spremberg. In der Folge gab es weitere Reduzierungen von Personal und Technik. So wurden das III. Panzerbataillon und kleinere selbstständige Einheiten am Standort aufgelöst. Die meisten Offiziere der NVA, die in die Bundeswehr übernommen worden waren, setzte man um einen Dienstrang herab. Nur wenige Monate nach der Übernahme, im Frühjahr 1991, gab es weitere große personelle Umstrukturierungen, die mit der Auflösung des II. Panzerbataillons einhergingen. Das verbliebene I. Panzerbataillon wurde von Spremberg nach Doberlug-Kirchhain verlegt. Um den Standort Spremberg komplett abzuwickeln, wurde das Nachkommando Panzerregiment 14 gebildet. Am 18. Juni 1992 fand der Letzte Appell einer militärischen Formation am Standort Spremberg statt. Im Juli 1992 kam es auch zur Auflösung des Nachkommandos Panzerregiment 14.
Der Standort Spremberg wurde 1992 von der Bundeswehr aufgegeben. Einer sinnvollen Nachnutzung konnten die knapp 60 Jahre alten Gebäude nicht zugeführt werden. Versuche, die neue Kreisverwaltung von Spree-Neiße hier anzusiedeln, scheiterten an politischen Hürden. 2004 entschloss sich das Bundesvermögensamt deshalb, das gesamt Kasernengelände, auf dem sich bis zu 80 Gebäude unterschiedlichster Größe befanden, die einen umbauten Raum von 240.000 m³ hatten, abzureißen.
Heute befindet sich auf dem Gelände der Solarpark Spremberg.

## Persönlichkeiten

### Söhne und Töchter der Stadt
- Andreas Lando (* um 1525, Todesdatum unbekannt), Kreuzkantor in Dresden
- Johann Agricola (ca. 1534–1590), evangelischer Theologe des 16. Jahrhunderts
- Moritz von Sachsen-Merseburg (1694–1695), Erbprinz von Sachsen-Merseburg-Spremberg
- Christiane Friederike von Sachsen-Merseburg (1697–1722), Prinzessin von Sachsen-Merseburg-Spremberg
- Gustava Magdalena von Sachsen-Merseburg (1699–1699), Prinzessin von Sachsen-Merseburg-Spremberg
- Carl Oestreich (1800–1840), Hornist und Komponist
- Emil Fromm (1835–1916), Komponist, Kirchenmusiker
- Ottomar Reichelt (1853–1911), Architekt und sächsischer Baubeamter
- Theo Malade (1869–1944), Arzt und Schriftsteller
- Adolf Kieslich (1875–1935), deutscher Gewerkschaftssekretär und badischer SPD-Landtagsabgeordneter
- Julius Balting (1876–1954), Fotograf und Stummfilm-Kameramann
- Otto Ostrowski (1883–1963), Berliner Oberbürgermeister 1946/1947
- Walther Greischel (1889–1970), Kunsthistoriker
- Fritz Krüger (1889–1974), Romanist und Hispanist, Hochschullehrer
- Guido Schmidt (1890–1971), Richter am Bundesgerichtshof in Karlsruhe
- Johannes Vogel (1895–1962), Schriftsteller
- Antonie Möbis (1898–1976), Politikerin und Widerstandskämpferin
- Alfred Hartmann (1910–2001), Motorrad- und Automobilrennfahrer, Motortuner und Unternehmer
- Fritz Rudolf Kraus (1910–1991), Altorientalist
- Erwin Strittmatter (1912–1994), Schriftsteller
- Katja Meirowsky (1920–2012), Malerin, Kabarettistin und Dichterin
- Heinz Pachen (1922–2006), Kunstsammler
- Gerhard Guder (1924–2013), Architekt und Stadtplaner
- Joachim Teege (1925–1969), Schauspieler und Kabarettist
- Erich Schlossarek (1928–2011), Autor
- Volker Klemm (1930–2018), Agrarhistoriker
- Ursula Wasnetsky (1931–2009), Schachspielerin und -funktionärin
- Heinz Wuschech (1933–2020), Sportmediziner
- Renate Krüger (1934–2016), Schriftstellerin und Publizistin
- Jochen Richter (1934–2011), Wissenschaftshistoriker
- Rudolf Seifert (* 1934), Weltmeister im Kanuslalom
- Hubert Laitko (1935–2024), Wissenschaftshistoriker und -theoretiker
- Jost Glase (1936–1990), Schriftsteller und Hochschullehrer
- Renate Junker (* 1938), Leichtathletin
- Albrecht Papenroth (1939–2020), Politiker (SPD)
- Stefan Schmidtchen (* 1942), Psychologe und ehemaliger Hochschullehrer
- Marion Rasche (* 1944), Regisseurin und Dramaturgin
- Heidi Wagner-Kerkhof (* 1945), Bildhauerin, Medailleurin und Grafikerin
- Erhard Gröger (* 1947), Fußballspieler
- Klaus-Werner Haupt (* 1951), Pädagoge und Schriftsteller
- Hans-Dieter Paulo (1956–2021), Fußballspieler
- Jörg Jenter (* 1958), Fußballspieler
- Willy Thor Buder (* 1960), Maler und Grafiker
- Jens Kahl (* 1961), Sportwissenschaftler, Bundestrainer, Sportdirektor
- Volkmar Kuhlee (* 1961), Fußballspieler
- Michael Hanko (* 1964), Politiker (AfD)
- Michael Hirte (* 1964), Gewinner der RTL-Show Das Supertalent
- Dirk Meier (* 1964), Radrennfahrer
- Mike Werner (* 1971), Fußballspieler
- Arndt Ginzel (* 1972), Investigativjournalist
- Daniel Hentschel (* 1973), Eishockeyspieler
- Raik Nowka (* 1975), Politiker (CDU)
- Stephanie Meißner (* 1980), Moderatorin
- Mareen Kräh (* 1984), Judoka
- Sebastian Piersig (* 1984), Slalom-Kanute
- Sandro Hersel (* 1985), Politiker (AfD), Model
- Erik Schiesko (* 1986), Filmemacher und Regisseur
- Franziska Wiese (* 1986), Schlagersängerin, Model
- Stefanie Blochwitz (* 1990), Journalistin, Reporterin und Moderatorin
- Erik Balzer (* 1991), Bahnradsportler
- Matti Kamenz (* 1998), Fußballspieler
- Friederike Brose (* 2007), Para-Leichtathletin[107]

### Mit Spremberg verbundene Persönlichkeiten
- Martha Israel (1905–?), sorbische Stadtverordnete in Spremberg und Abgeordnete der Volkskammer der DDR
- Peter Jokostra (1912–2007), Schriftsteller und Literaturkritiker, Weggefährte von Erwin Strittmatter, lebte bis 1953 in Spremberg
- Oskar Fischer (1923–2020), Funktionär des FDJ-Kreisverbandes Spremberg, später Minister für Auswärtige Angelegenheiten der DDR
- Irmgard Kuhlee (1927–2018), Malerin
- Hanna-Renate Laurien (1928–2010), Politikerin (CDU), Schulsenatorin und Präsidentin des Abgeordnetenhauses von Berlin, besuchte das Gymnasium in Spremberg
- Dieter Dressler (1932–2011), Maler und Grafiker, arbeitete eng mit dem Gaskombinat Schwarze Pumpe zusammen
- Jack Barsky (* 1949), Ex-KGB Spion, besuchte das Gymnasium in Spremberg
- Solveig Bolduan (* 1958), Malerin, Bildhauerin und Keramikerin
- Felix Michel (* 1984), Slalom-Kanute der SG Einheit Spremberg
- Kurt Kuschela (* 1988), Rennkanute Zweier-Canadier, Goldmedaillengewinner Olympia 2012 in London

### Spremberger Originale

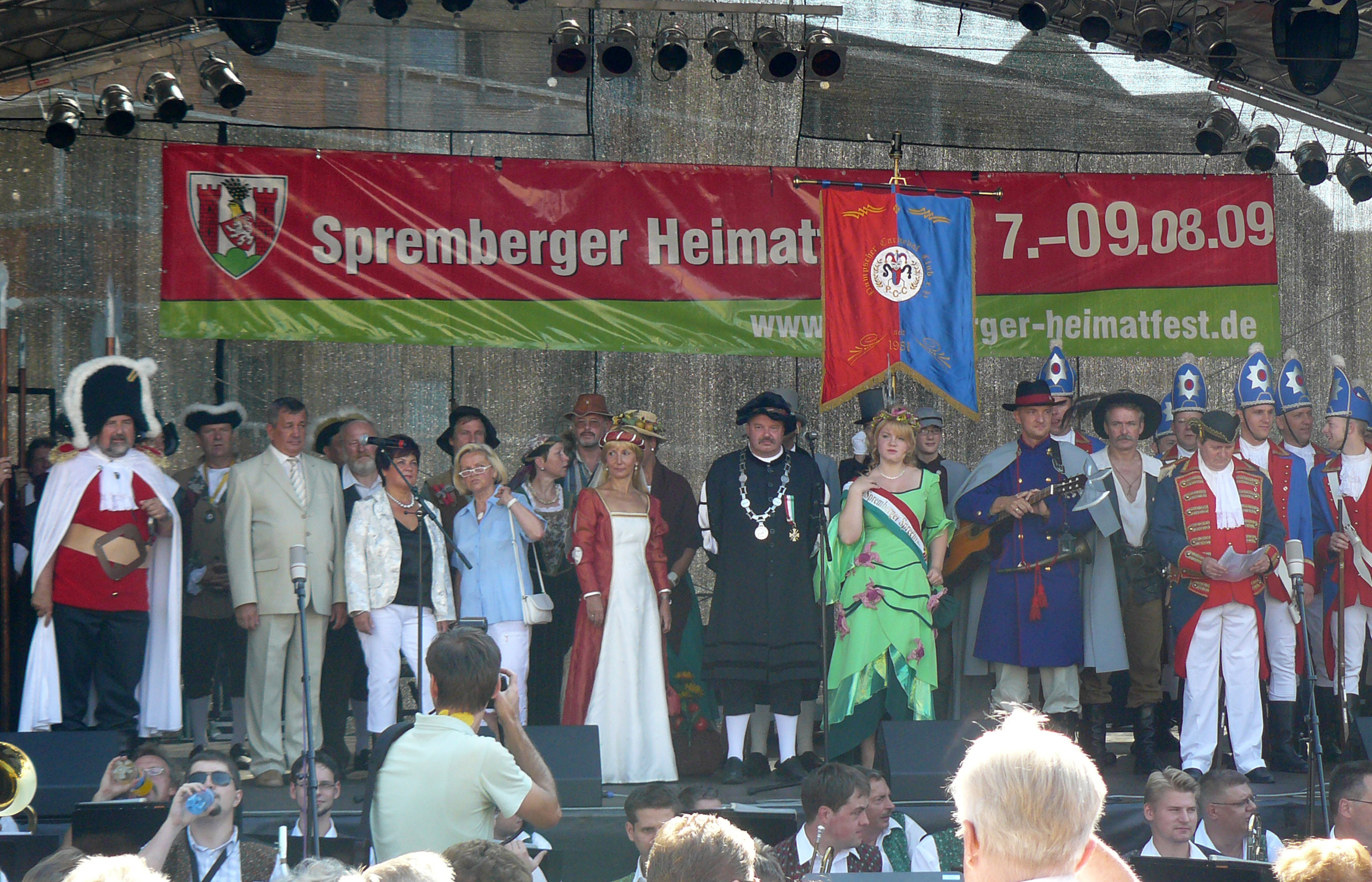
Spremberger Originale

Spremberger Originale sind Figuren, die im Gegensatz zu Stadtoriginalen nicht immer auf real existierende Personen zurückzuführen sind. Zum Teil wurden sie im vergangenen Jahrhundert zu Stadtfesten „erfunden“, um deren Attraktivität zu erhöhen. Heute sind diese Originale, die alle ehrenamtlich dargestellt werden, beim Spremberger Heimatfest, auf Touristikmessen und sonstigen regionalen Höhepunkten anzutreffen.
Bekannte Originale sind:
- Mutter Birnbaum
- Nachtwächter Kulke
- Räuberhauptmann Lauermann
- Obrist Hadubrand
- Harry Piel

## Sonstiges

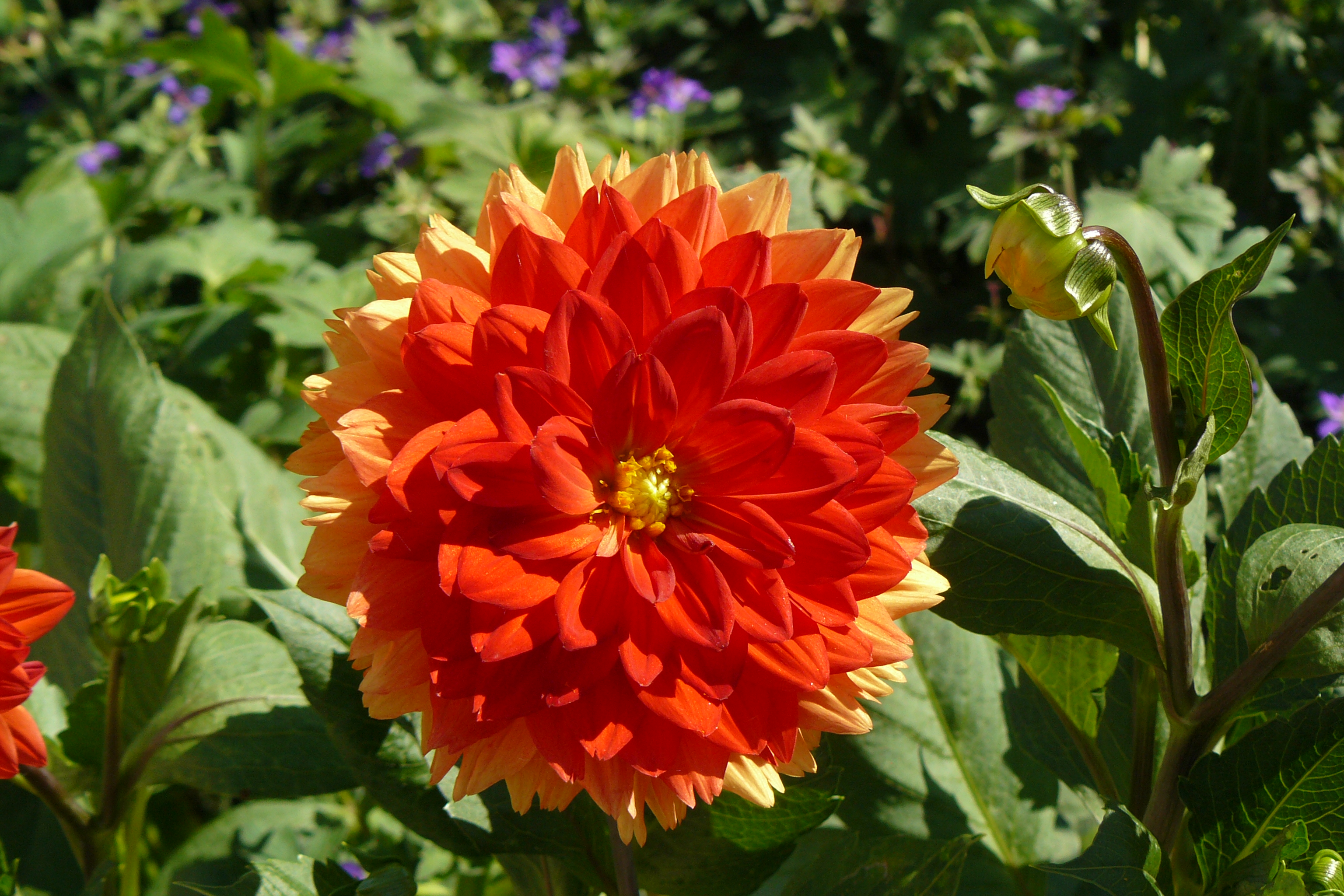
Dahlie Stadt Spremberg

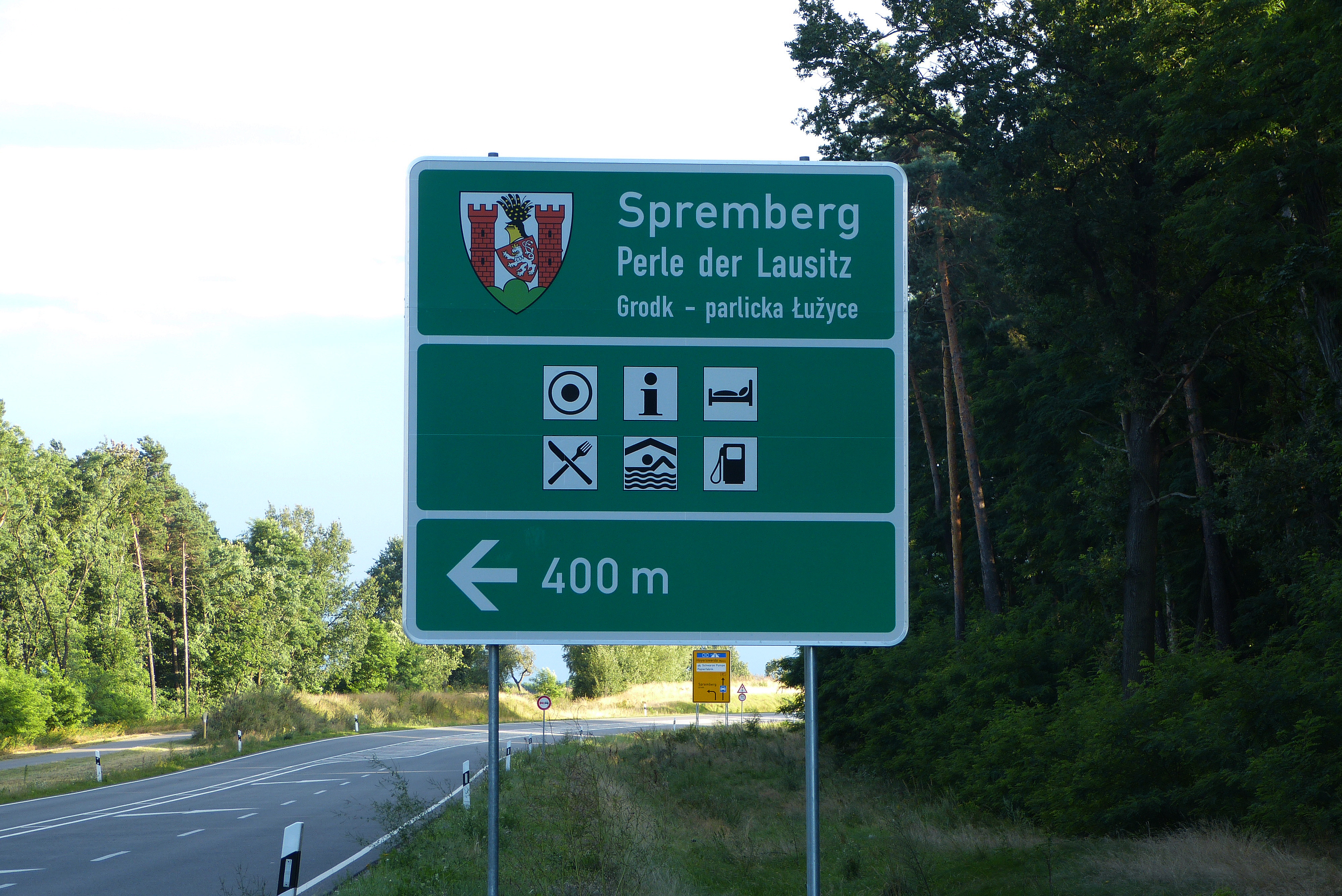
Hinweisschild an der Ortsumgehung Spremberg

Durch einen ortsansässigen Gartenbaubetrieb wurde im Jahr 2008 eine Dahlie gezüchtet, die den Namen „Stadt Spremberg“ trägt. Ein erstes Exemplar wurde am 26. Mai 2009 im neu entstandenen Bürgergarten direkt hinter dem Bürgerhaus gepflanzt.
Seit dem 19. März 2013 ist es wieder möglich, das ab 1994 nicht mehr zugeteilte Kfz-Kennzeichen „SPB“ als Wunschkennzeichen zu ordern.
Aus Anlass des Brandenburg-Tags im Juli 2014 wurde auf dem Kleinen Markt in Spremberg, direkt neben dem Saebisch-Brunnen, ein geeichter Kontrollpunkt für Navigationsgeräte durch das Landesvermessung und Geobasisinformation Brandenburg (LGB) in den Boden eingebracht. Dieser Kontrollpunkt ist der zweite, der in Brandenburg gesetzt wurde.
Das Land Brandenburg hatte Kommunen im Jahr 2013 angeboten, zusätzliche nichtamtliche Hinweisschilder an Ortsumgehungen aufzustellen, auf denen Durchreisende auf Attraktionen und Angebote der Stadt sowie deren zusätzlichen Bezeichnung, wie hier „Perle der Lausitz - parlicka Łužyce“, hingewiesen werden. Damit wollte man Bedenken und Kritik besonderes der Gastronomie und des Einzelhandels entgegenwirken, die durch Umgehungsstraßen Umsatzeinbußen befürchteten. Spremberg machte davon als einzige Kommune in Brandenburg Gebrauch und stellte im April 2013 zwei dieser Schilder auf. Die eigentlich auf drei Jahre festgelegte Testphase über den Nutzen der Schilder wurde im Potsdamer Infrastrukturministerium nie abschließend bewertet. Anfang Dezember 2018 wurde die Stadt dennoch aufgefordert, diese Schilder auf eigene Kosten wieder zu entfernen. Ende Dezember 2018 teilte das Infrastrukturministerium auf Anfrage mit, dass entgegen bisheriger Angaben nicht sie, sondern die Stadt Spremberg nun den Nutzen dieser Schilder belegen soll. Nach einem weiteren Treffen zwischen Vertretern der Stadt, des Landesbetriebes für Straßenwesen Brandenburg und dem Ministerium für Infrastruktur und Landesplanung wurde vereinbart, dass die Stadt Spremberg bis zum 31. Dezember 2021 in einem umfangreichen Bericht den Nutzen der aufgestellten Schilder belegen muss. Erst danach kann über den endgültigen Verbleib der Schilder entschieden werden.